# Arquitetura gótica francesa
A arquitetura gótica francesa é um estilo arquitetônico que surgiu na França em 1140 e foi dominante até meados do século XVI. Os exemplos mais notáveis são as grandes catedrais góticas, incluindo a Catedral de Notre-Dame, a de Reims, a de Chartres e a de Amiens. Suas principais características são a verticalidade, ou altura, e o uso inovador da abóbada em cruzaria, arcobotante e outras inovações arquitetônicas para distribuir o peso das estruturas de pedra em suportes externos, permitindo altura e volume sem precedentes. As novas técnicas também permitiram a adição de janelas maiores, incluindo grandes vitrais, que enchem as catedrais de luz.
Os estudiosos franceses dividem o Gótico de seu país em quatro fases:
- Gothique primitif (Gótico Primário) ou Gothique premier (Primeiro Gótico), de pouco antes de 1140 até pouco depois de 1180, marcado por tribunas acima dos corredores das basílicas.
- Gothique Classique ou (Gótico Clássico), da década de 1180 até o primeiro terço do século XIII, marcado por basílicas sem tribunas laterais e com trifórios sem janelas. Alguns edifícios dessa fase, como a Catedral de Chartres, devem ser incluídos no Gótico Antigo, enquanto outros, como a Catedral de Reims e as partes ocidentais da Catedral de Amiens, devem ser incluídos no Alto Gótico.
- Gothique rayonnant (Gótico Radiante), do segundo terço do século XIII até a primeira metade do século XIV, marcado por trifórios com janelas e uma preferência geral por vitrais em vez de paredes de pedra. Forma a maior parte do Alto Gótico.
- Gothique flamboyant (Gótico Flamejante), desde meados do século XIV, marcado por formas de rendilhado oscilantes e flamejantes.

O estilo francês foi amplamente copiado em outras partes do norte da Europa, especialmente na Alemanha e na Inglaterra. Foi gradualmente substituído como o estilo francês dominante em meados do século XVI pela arquitetura renascentista francesa.

## Origens
A arquitetura gótica francesa foi o resultado do surgimento, no século XII, de um poderoso Estado francês centrado na Île-de-France. Durante o reinado de Luís VI da França (1081-1137), Paris foi a principal residência dos monarcas da França, Reims o local de coroação e a Abadia de Saint-Denis tornou-se o local de sepultamento cerimonial. O abade de Saint-Denis, Suger, foi conselheiro de Luís VI e Luís VII, além de historiador. Ele supervisionou a reconstrução do ambulatório de Saint-Denis, tornando-o o primeiro e mais influente exemplo de arquitetura gótica na França. A primeira catedral gótica completa, a Catedral de Sens, foi concluída pouco tempo depois.
No curso posterior da dinastia Capetiana (1180 a 1328), três reis: Filipe Augusto (1180-1223), Luís IX (1226-1270) e Filipe IV (1285-1314), estabeleceram a França como a maior potência econômica e política do continente. O período também viu a fundação da Universidade de Paris (Sorbonne) e produziu os estilos Alto Gótico, Gótico Flamejante e a construção de algumas das catedrais mais famosas, incluindo a Catedral de Chartres, a Catedral de Reims e a Catedral de Amiens.

## Estilo Gótico primário - Saint-Denis, Sens, Senlis e Notre-Dame

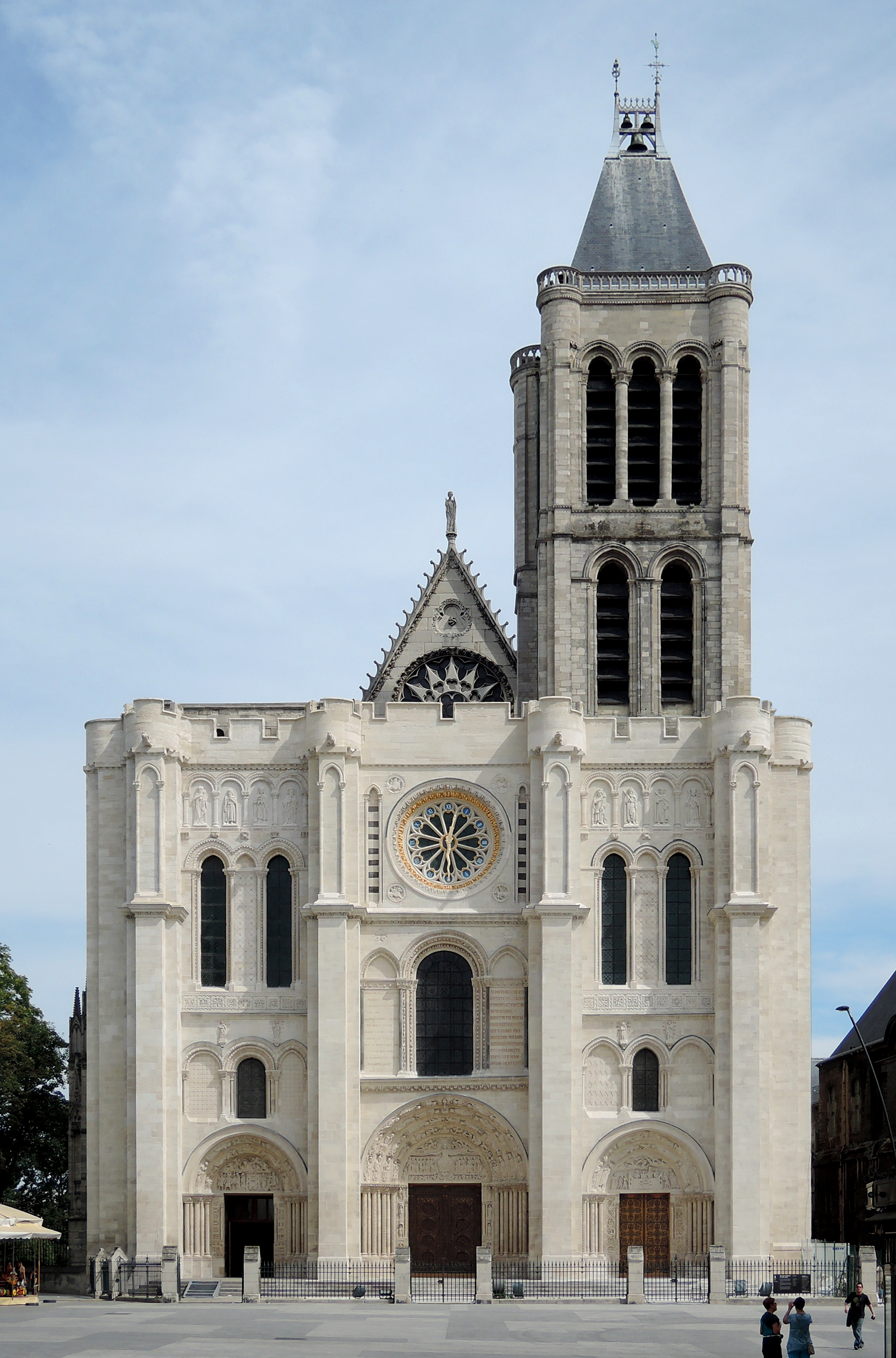
Basílica de Saint Denis, fachada oeste (1130-1140)
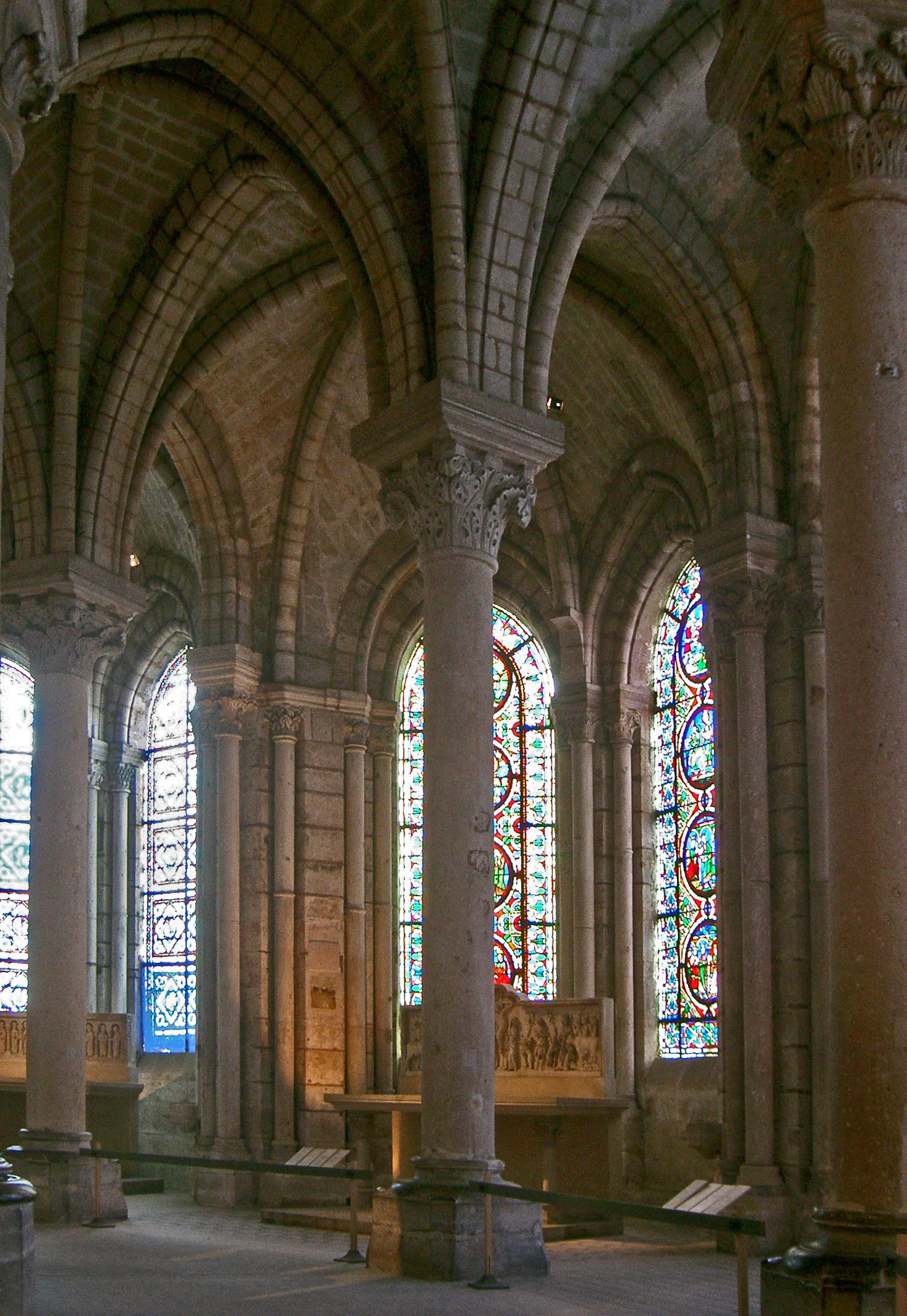
Ambulatório da Basílica de Saint-Denis (c. 1140)
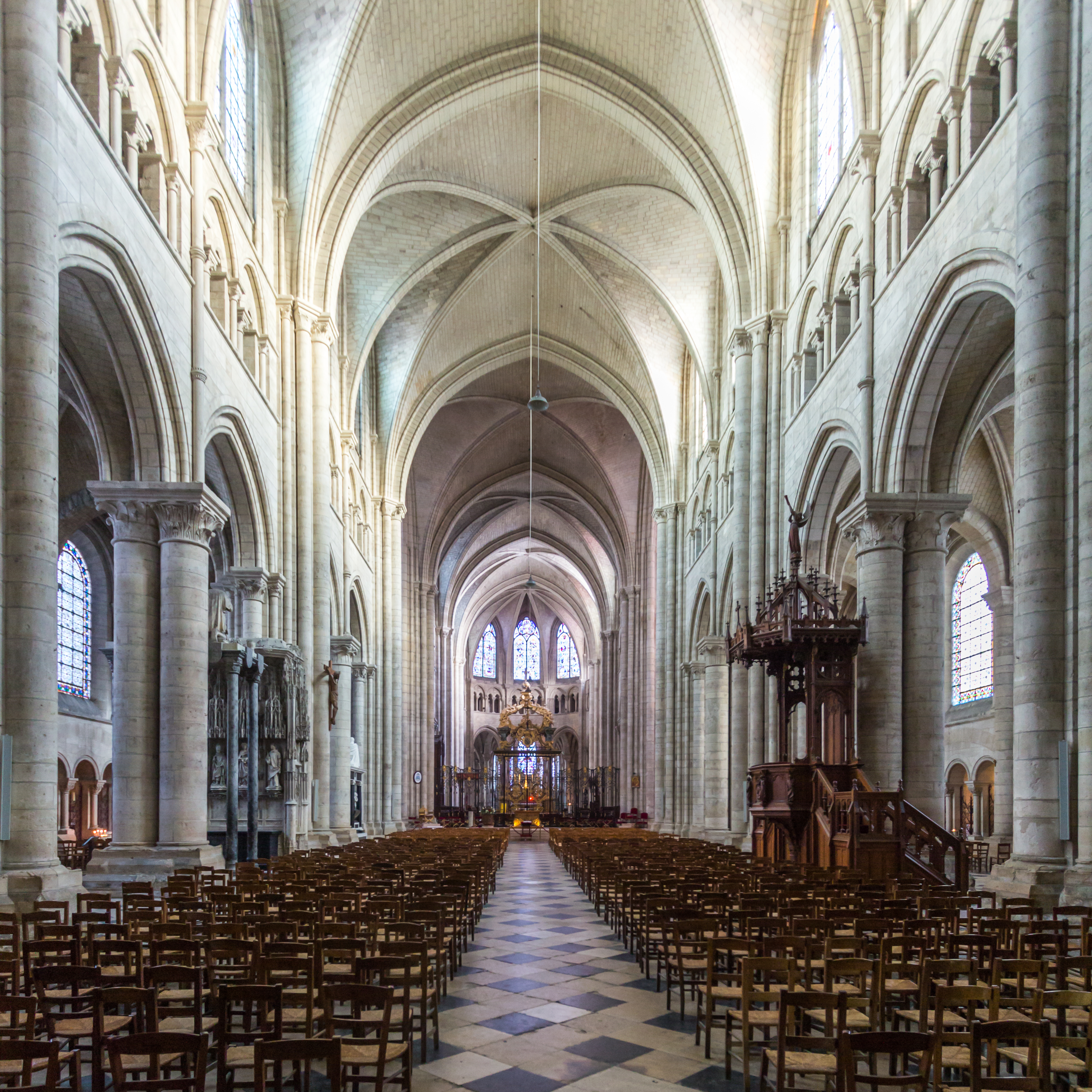
Nave da Catedral de Sens (1140-1164)
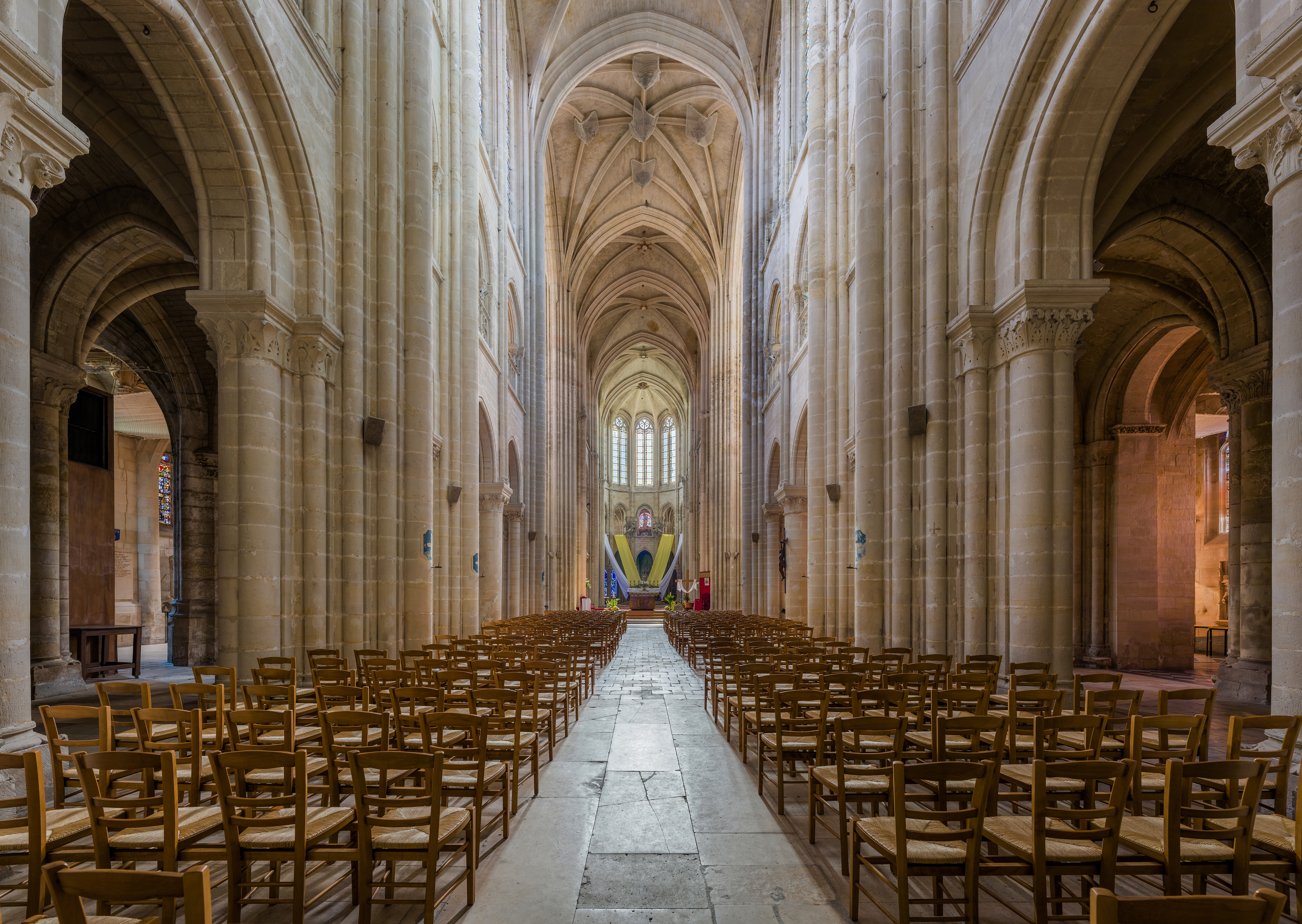
Nave da Catedral de Senlis (1153-1191)
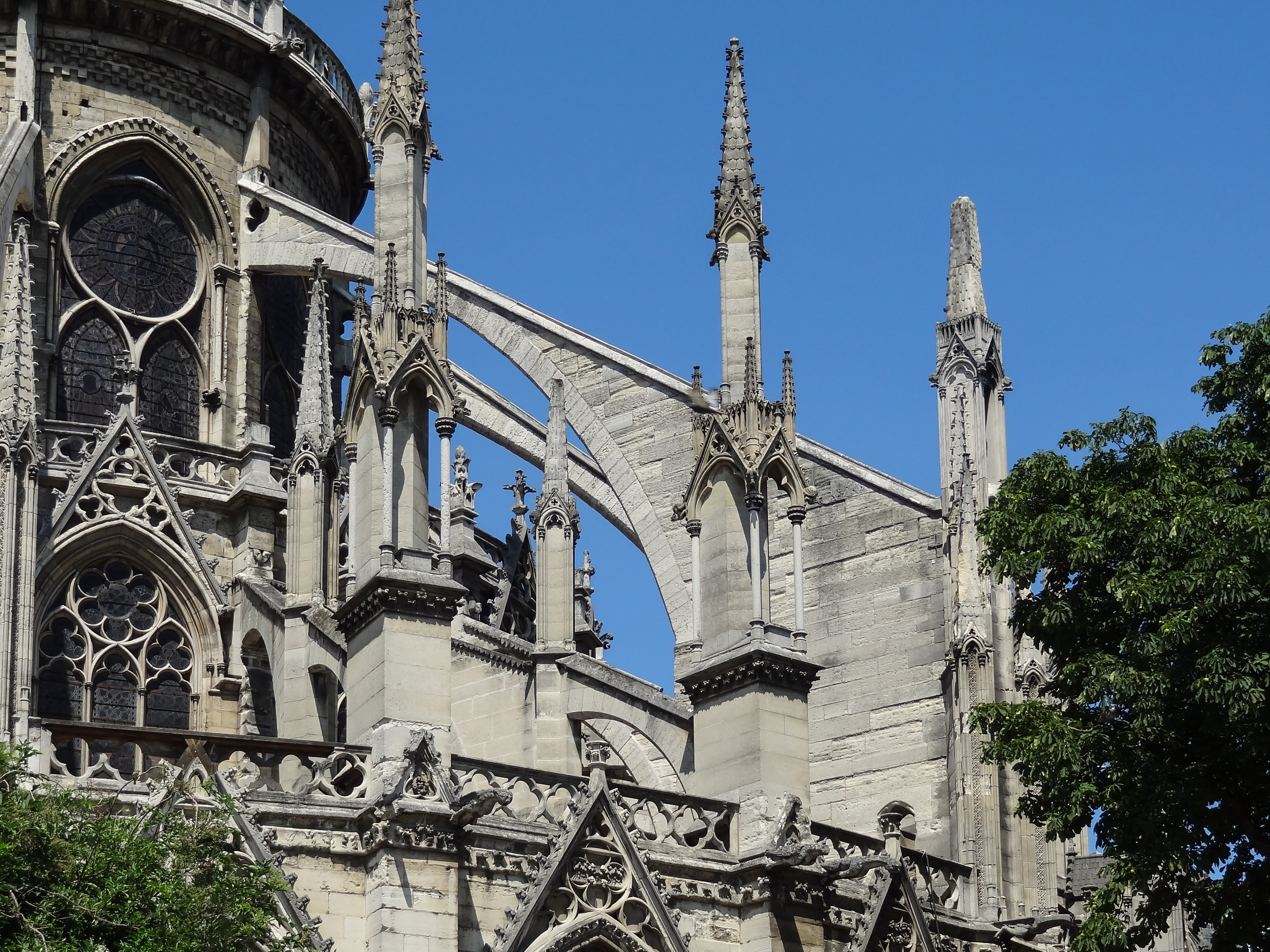
O coro e o ambulatório da Catedral de Notre-Dame, iniciados em 1163, foram restaurados diversas vezes após um incêndio em 1220. Os trifórios foram abolidos e deram lugar a uma ampliação do clerestório, os arcobotantes foram trocados por novos e a fileira de capelas foi acrescentada ao ambulatório.

O local de nascimento do novo estilo foi a Basílica de Saint-Denis, na Île-de-France, não muito ao norte de Paris, onde, em 1137, o Abade Suger iniciou a reconstrução da igreja da abadia da era carolíngia. A oeste da igreja original, ele começou a construir uma nova estrutura com duas torres e, em seguida, de 1140 a 1144, começou a reconstruir a antiga igreja. A maioria de suas modificações era tradicional, mas ele fez uma inovação notável: decidiu criar um novo coro na extremidade leste do edifício, usando o arco quebrado e a abóbada em cruzaria na construção do coro e do ambulatório com capelas radiantes. O uso de abóbadas em cruzaria e contrafortes externos que sustentam as paredes permitiu a eliminação das paredes tradicionais entre as capelas e a instalação de grandes vitrais. Isso deu ao ambulatório uma grande abertura, luz e maior altura.
Em seguida, os construtores construíram a nave da igreja, também usando abóbadas em cruzaria. Ela foi construída em quatro níveis: as arcadas no andar térreo, cujas duas fileiras de colunas recebiam os arcos das abóbadas do teto; a tribuna acima dela, uma galeria que ocultava os contrafortes maciços que pressionavam as paredes; o trifório, outra galeria mais estreita; e, logo abaixo do teto, o clerestório, onde ficavam as janelas. A maior altura e luz resultantes diferiam drasticamente do peso da arquitetura românica. Na fachada da igreja, Suger introduziu outra inovação: ele usou colunas na forma de estátuas de santos para decorar o portal da igreja, acrescentando um novo elemento de verticalidade à fachada. Essa ideia também foi logo aderida em novas catedrais. Noventa anos depois, as partes superiores do coro e toda a nave tiveram de ser renovadas devido a sinais de deterioração; o novo coro superior (nas arcadas do Gótico Primário) foi construído com um trifório com janelas. Esse foi o início do estilo radiante.
A primeira catedral construída no novo estilo foi a Catedral de Sens, iniciada entre 1135 e 1140 e consagrada em 1160. Ela apresentava um coro gótico e abóbadas em cruzaria em seis partes sobre a nave e os corredores paralelos, pilares alternados e colunas duplas para sustentar as abóbadas e contrafortes. Porém grande parte do ambulatório ainda é românica e todas as capelas adjacentes são mais jovens. Um dos construtores que se acredita ter trabalhado nessa catedral, William de Sens, viajou posteriormente para a Inglaterra e se tornou o arquiteto que reconstruiu o coro da Catedral de Canterbury no estilo gótico. A Catedral de Sens foi logo seguida pela Catedral de Senlis (iniciada em 1160) e a mais proeminente de todas, a Catedral de Notre-Dame em Paris (iniciada em 1160). Seus construtores abandonaram os planos tradicionais e introduziram os novos elementos góticos. Os construtores de Notre-Dame foram além, introduzindo o arcobotante, colunas pesadas de suporte fora das paredes conectadas por arcos às paredes, que recebiam e contrabalançavam o impulso das abóbadas em cruzaria do telhado. Isso permitiu que os construtores erguessem paredes mais altas e janelas maiores.

## Catedrais góticas clássicas - Chartres, Bourges, Reims, partes ocidentais de Amiens

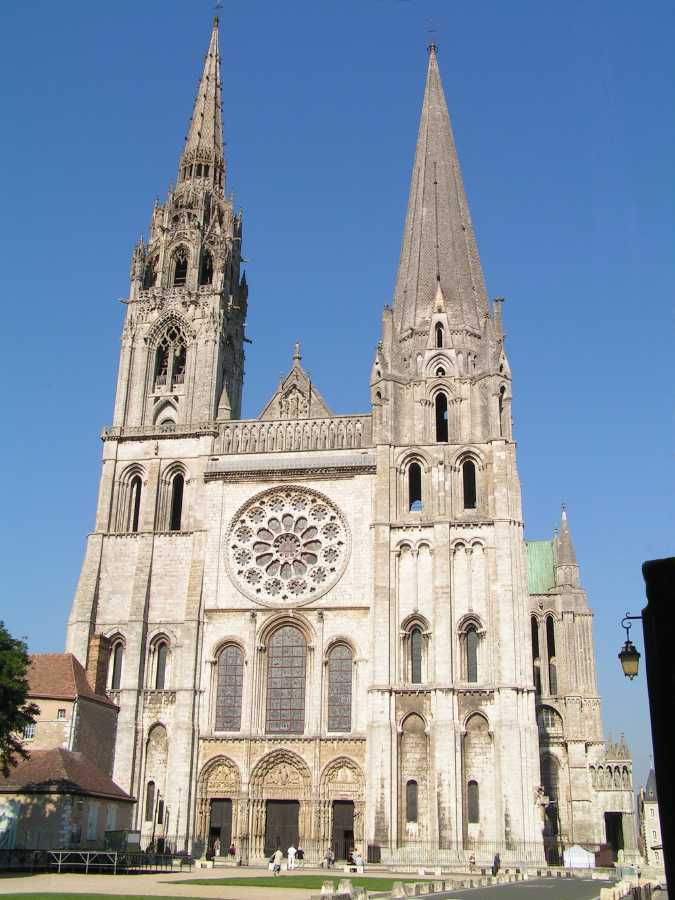
Rosácea e fachada da Catedral de Chartres (1194-1220)
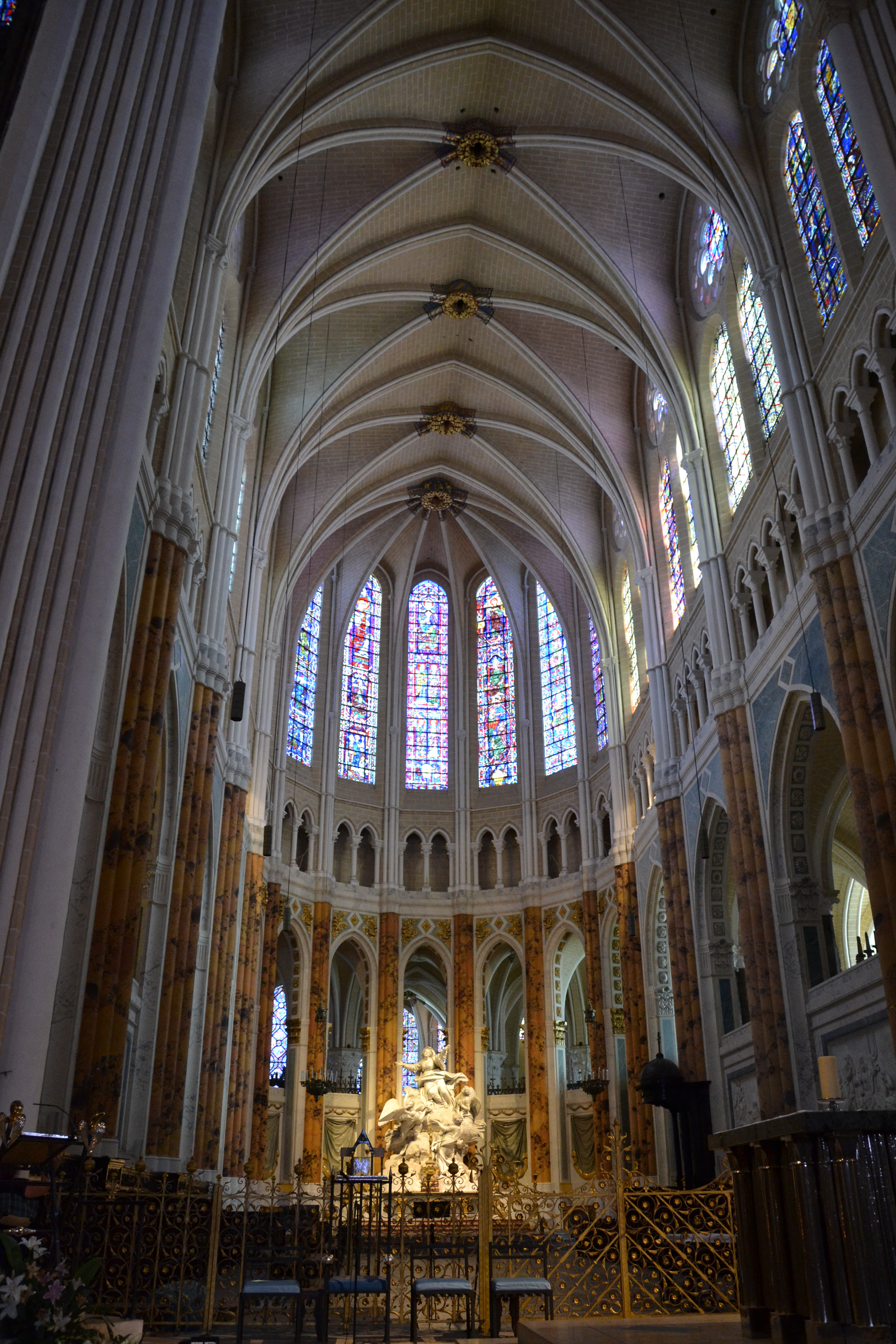
Coro da Catedral de Chartres
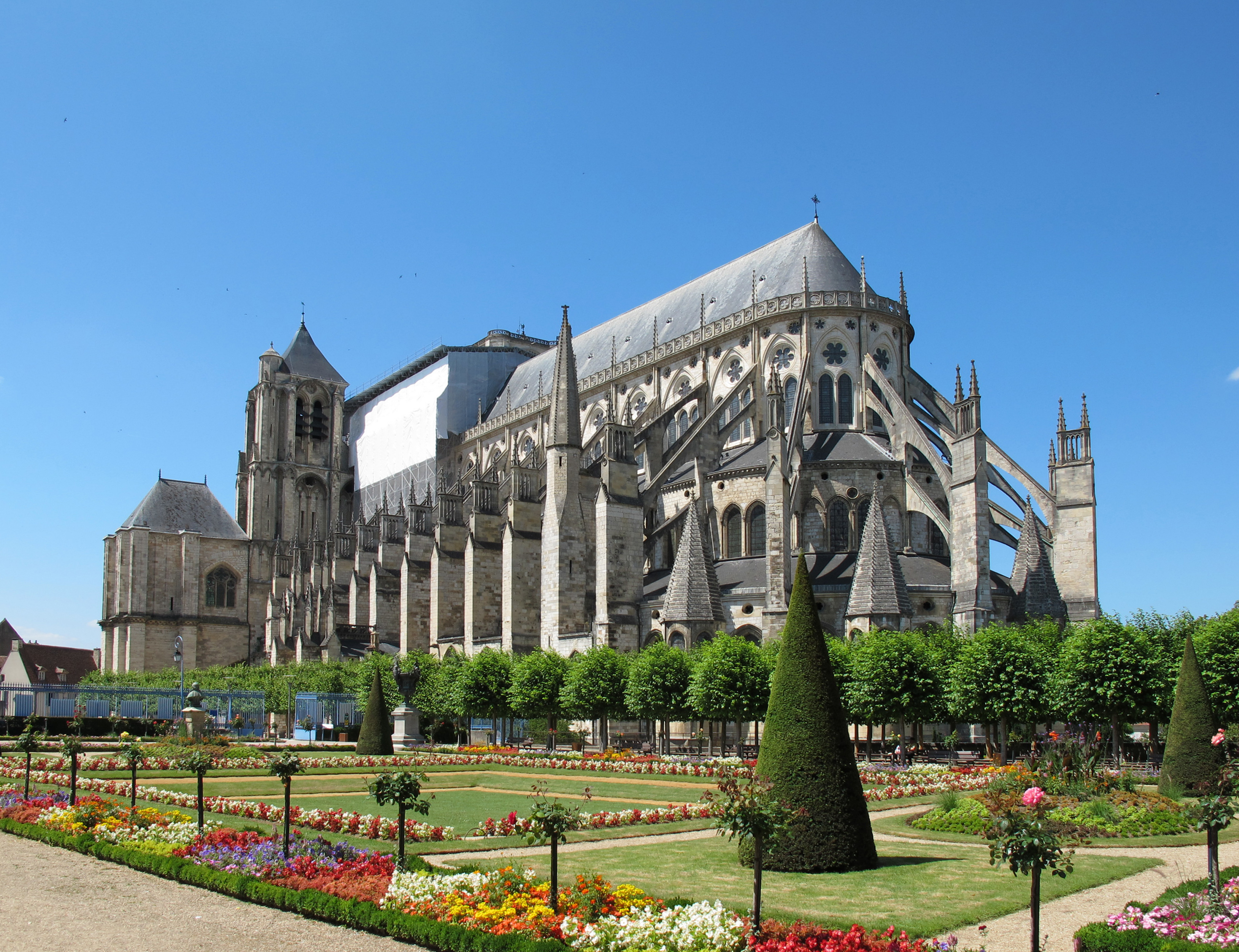
Catedral de Bourges com arcobotantes (1195-1230)
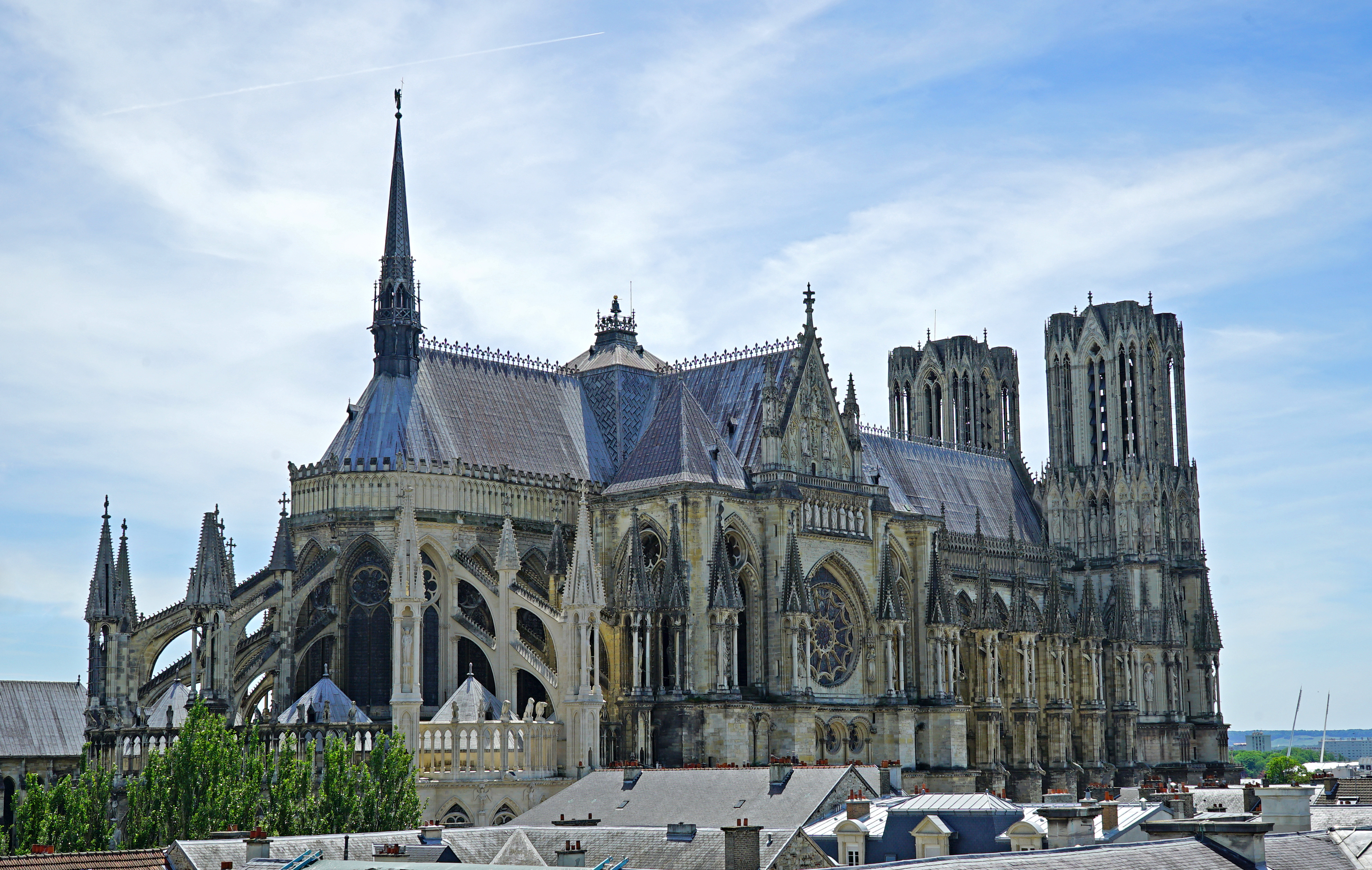
Catedral de Reims vista do noroeste (1211-1345)
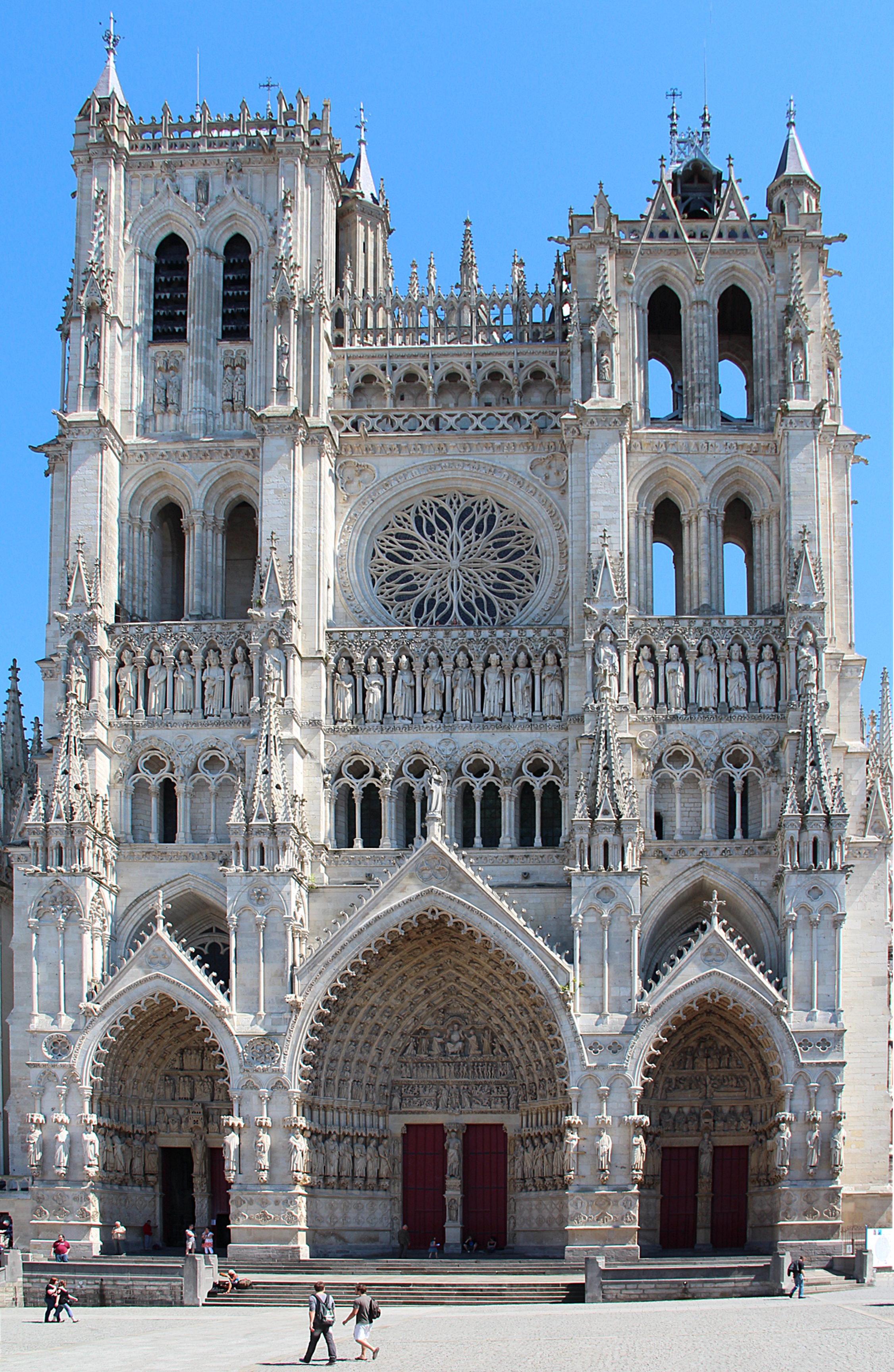
Fachada da Catedral de Amiens (1220-1266)
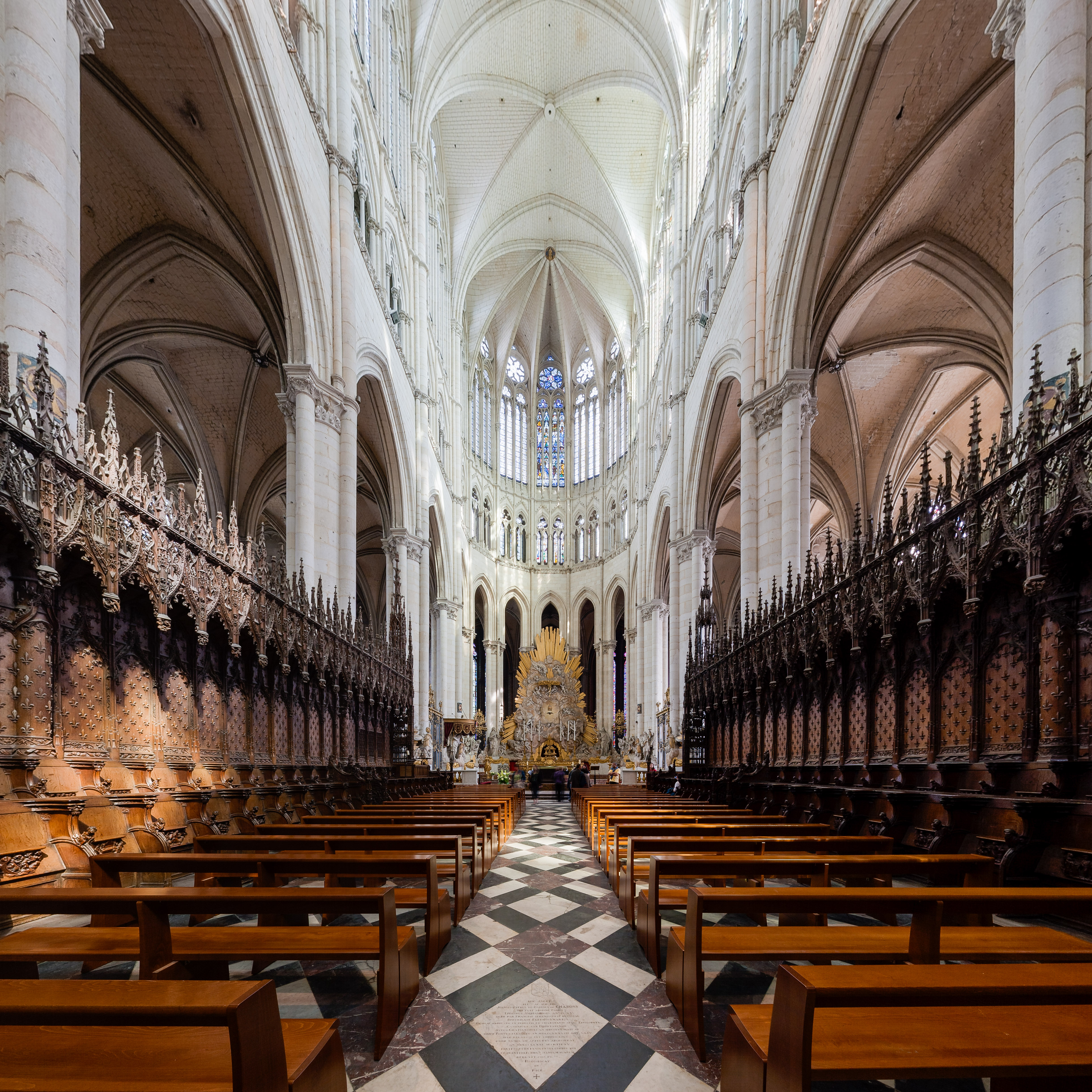
Coro e altar da Catedral de Amiens

A segunda fase do Gótico na França é chamada de Gothique classique ou Gótico Clássico. Do final do século XII até meados do século XIII, o estilo gótico se espalhou das catedrais de Île-de-France para outras cidades do norte da França, notadamente a Catedral de Chartres (iniciada em 1200), a Catedral de Bourges (1195 a 1230), a Catedral de Reims (1211-1275) e a Catedral de Amiens (iniciada em 1250); Os elementos góticos característicos foram refinados para tornar as novas catedrais mais altas, mais largas e mais iluminadas. Em Chartres, o uso de arcobotantes permitiu a eliminação do nível da tribuna, o que possibilitou arcadas e nave muito mais altas e janelas maiores. Os pilares eram formados por uma coluna central cercada por quatro colunas mais delgadas, que se estendiam para sustentar os arcos do teto abobadado. A abóbada em cruzaria mudou de seis para quatro nervuras, mais simples e mais fortes. Os contrafortes em Amiens e Chartes foram reforçados por um arco adicional e com uma arcada de apoio, permitindo paredes ainda mais altas e mais janelas. Em Reims, os contrafortes ganharam mais peso e força com a adição de pesados pináculos de pedra no topo. Esses eram frequentemente decorados com estátuas de anjos e se tornaram um importante elemento decorativo do estilo gótico alto. Outro elemento prático e decorativo, a gárgula, apareceu; era uma calha de chuva ornamental que canalizava a água do telhado para fora do edifício. Em Amiens, as janelas da nave foram ampliadas, e uma fileira adicional de janelas de vidro transparente (o clerestório) inundou o interior com luz. As novas tecnologias estruturais permitiram a ampliação dos transeptos e dos coros na extremidade leste das catedrais, criando o espaço para um anel de capelas bem iluminadas.

## Gótico Radiante - Sainte-Chapelle e as rosáceas de Notre-Dame

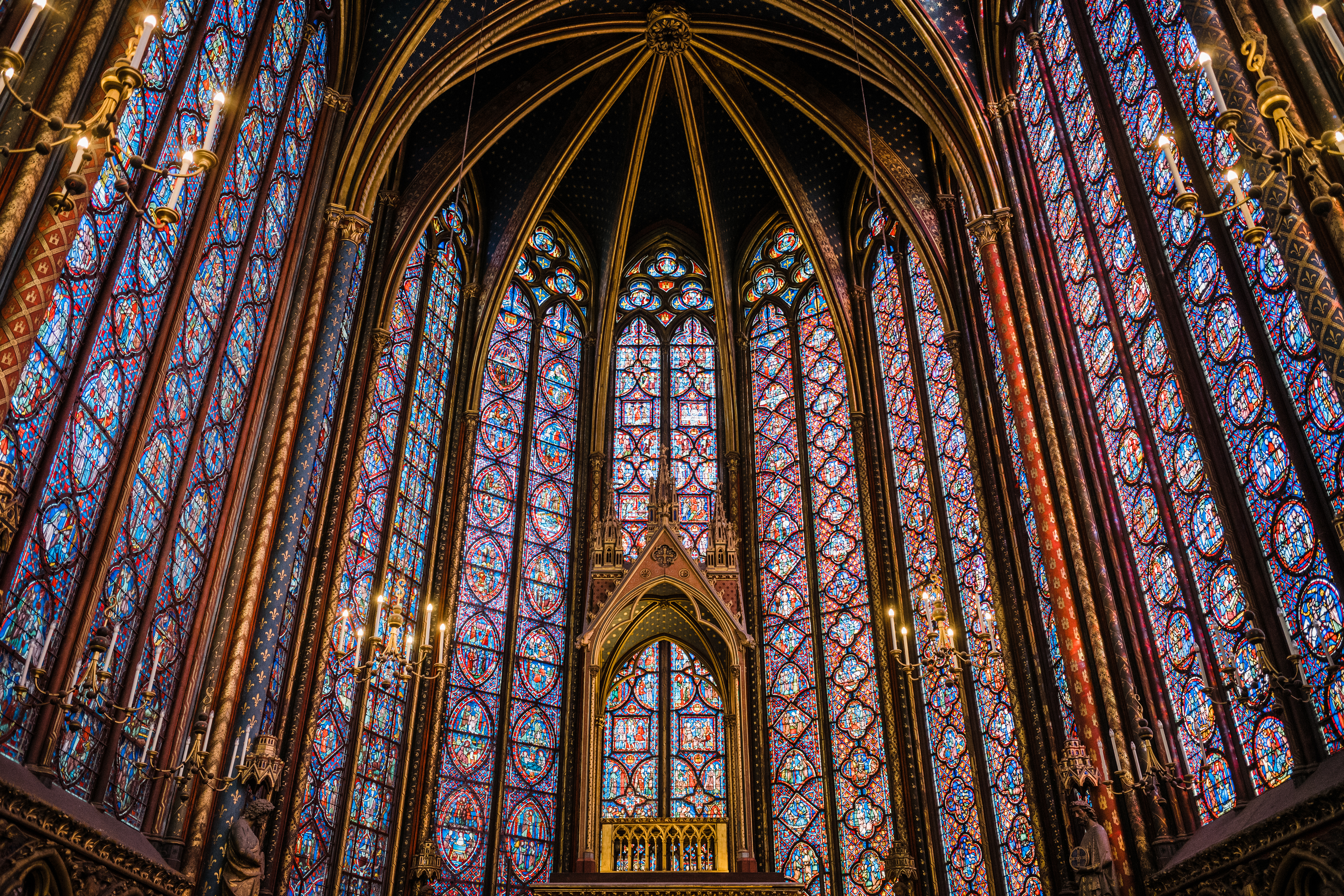
Janelas da capela superior da Sainte-Chapelle (1238-1248)
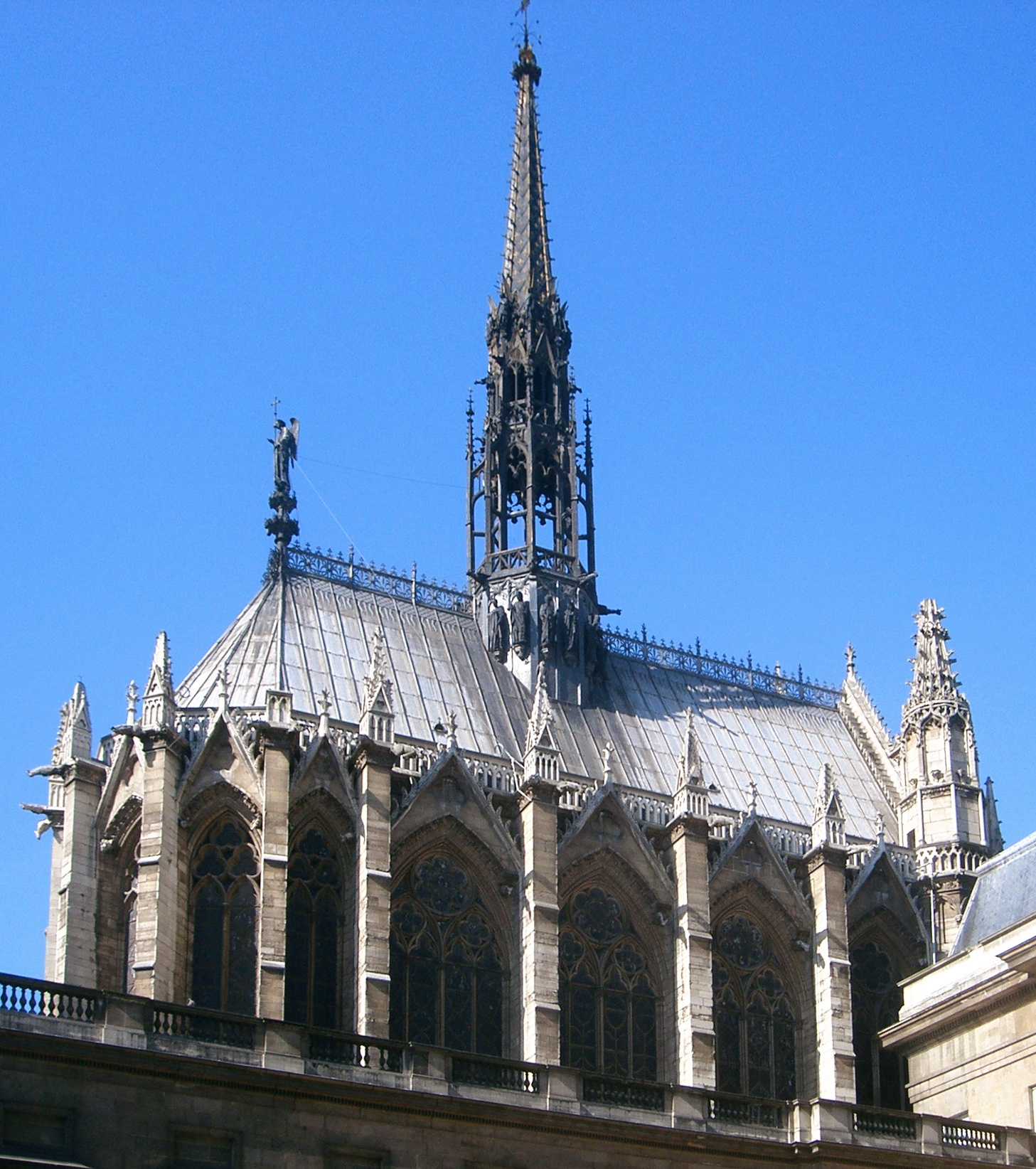
Colunas da estrutura externa que sustentam as janelas da Sainte-Chapelle
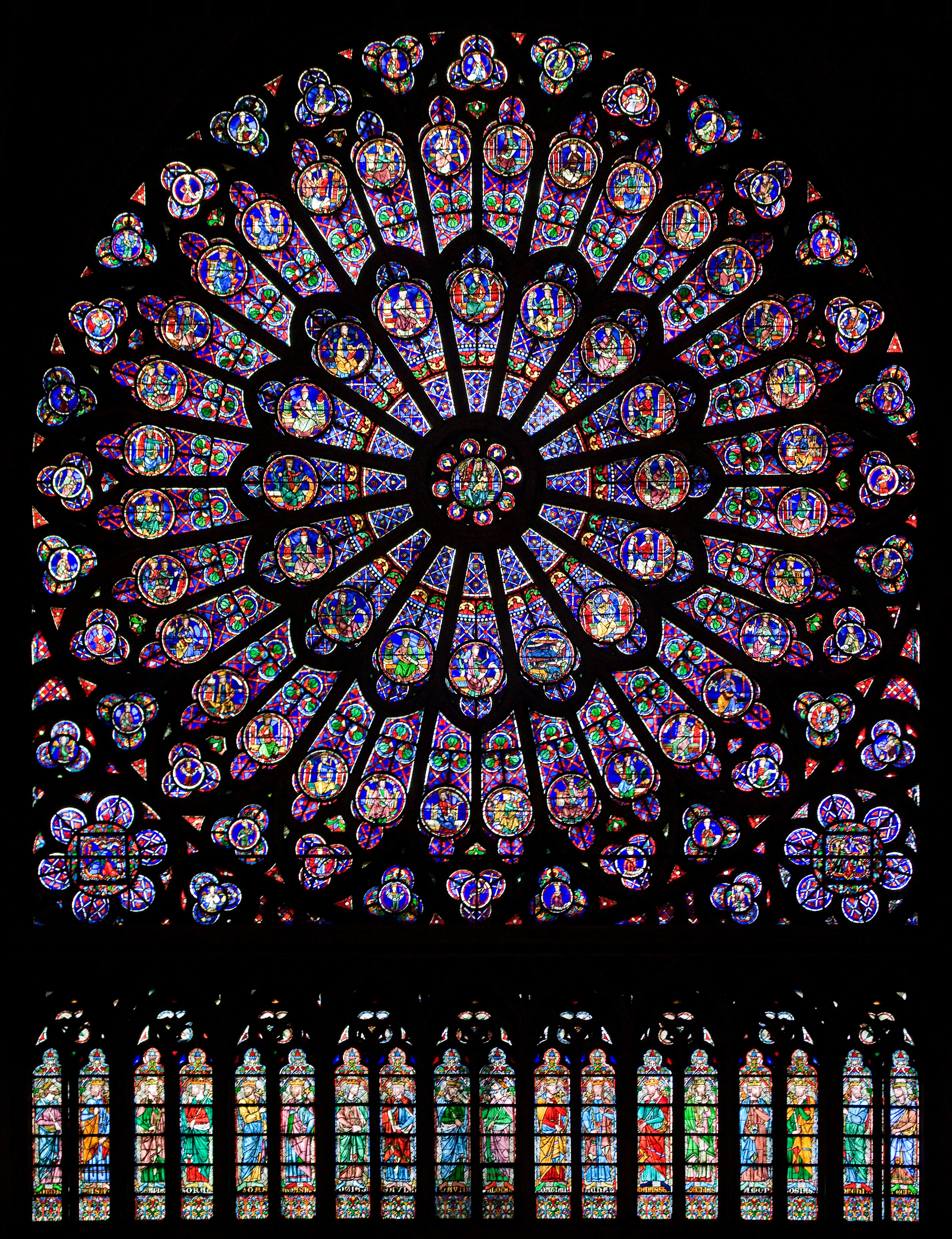
Rosácea no transepto norte da Catedral de Notre-Dame
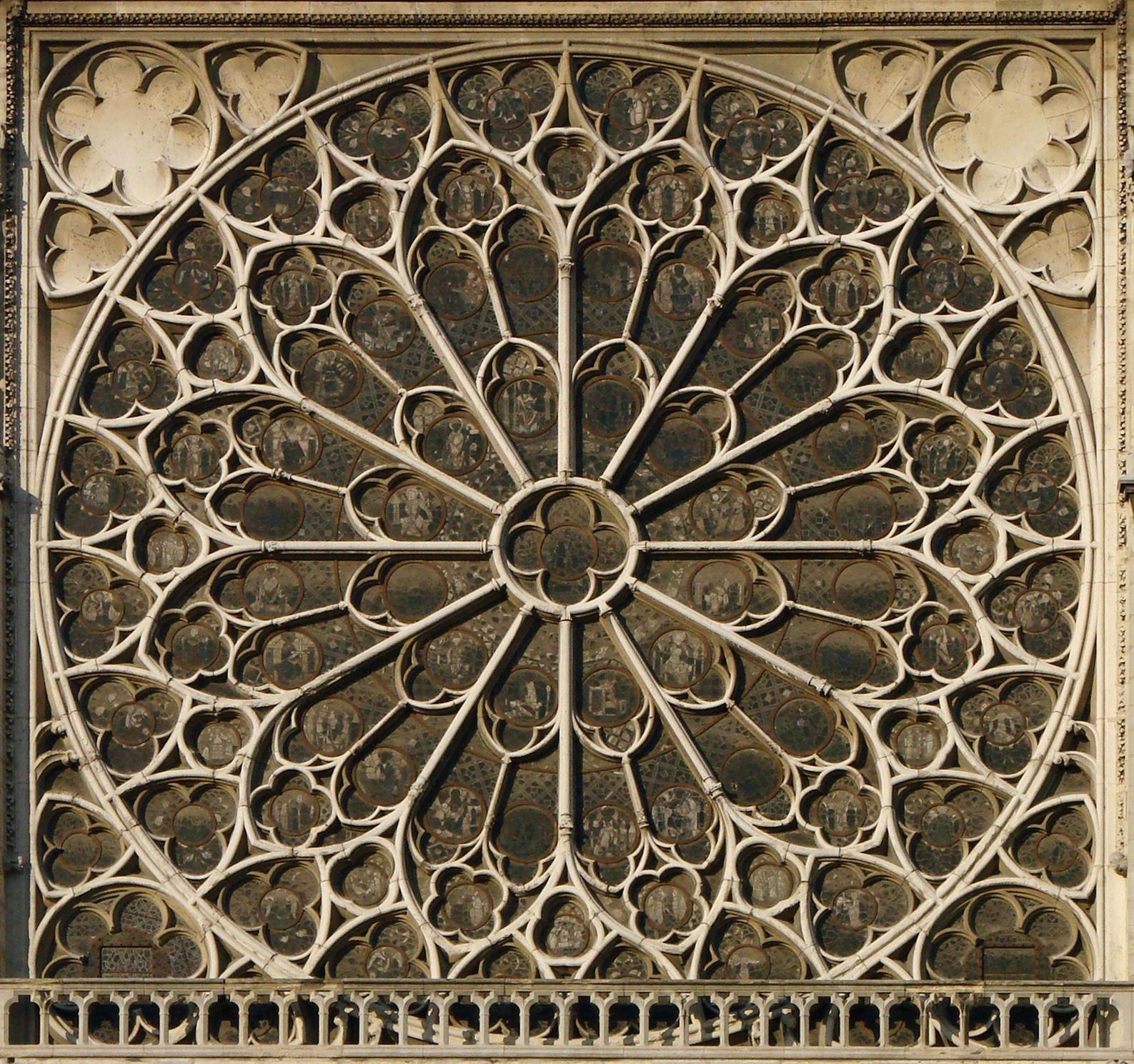
Exterior da rosácea sul da Catedral de Notre-Dame

O terceiro período da arquitetura gótica francesa, da segunda metade do século XIII até a década de 1370, foi chamado de Rayonnant (Radiante), descrevendo a tendência ao uso de cada vez mais vitrais e menos alvenaria no design da estrutura, até que as paredes parecessem inteiramente feitas de vidro. O exemplo mais célebre foi a capela de Sainte-Chapelle, anexada à residência real no Palais de la Cité. Um sistema elaborado de colunas e arcos externos reduziu as paredes da capela superior a uma estrutura fina para as enormes janelas. O peso de cada uma das empenas de alvenaria acima da arquivolta das janelas também ajudou as paredes a resistir ao impulso e a distribuir o peso.
Outro marco do Gótico Radiante são as duas rosáceas ao norte e ao sul do transepto da Catedral de Notre-Dame. Enquanto as rosáceas anteriores, como as da Catedral de Amiens, eram emolduradas por pedra e ocupavam apenas uma parte da parede, essas duas janelas, com uma delicada estrutura em forma de lacre, ocupavam todo o espaço entre os pilares.

## Gótico Flamejante - Catedral de Rouen, Sainte-Chapelle de Vincennes

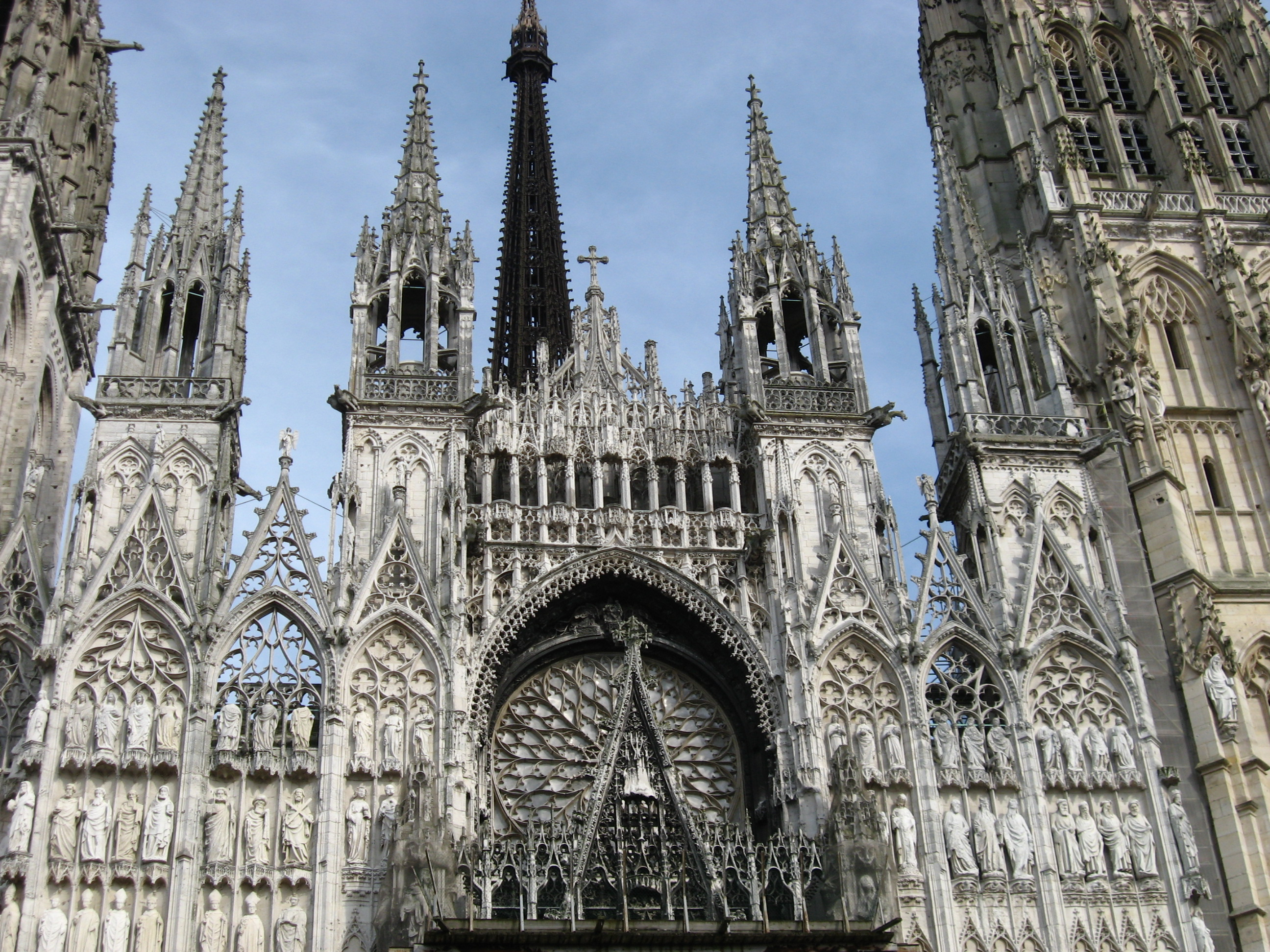
Fachada oeste da Catedral de Rouen (década de 1370)
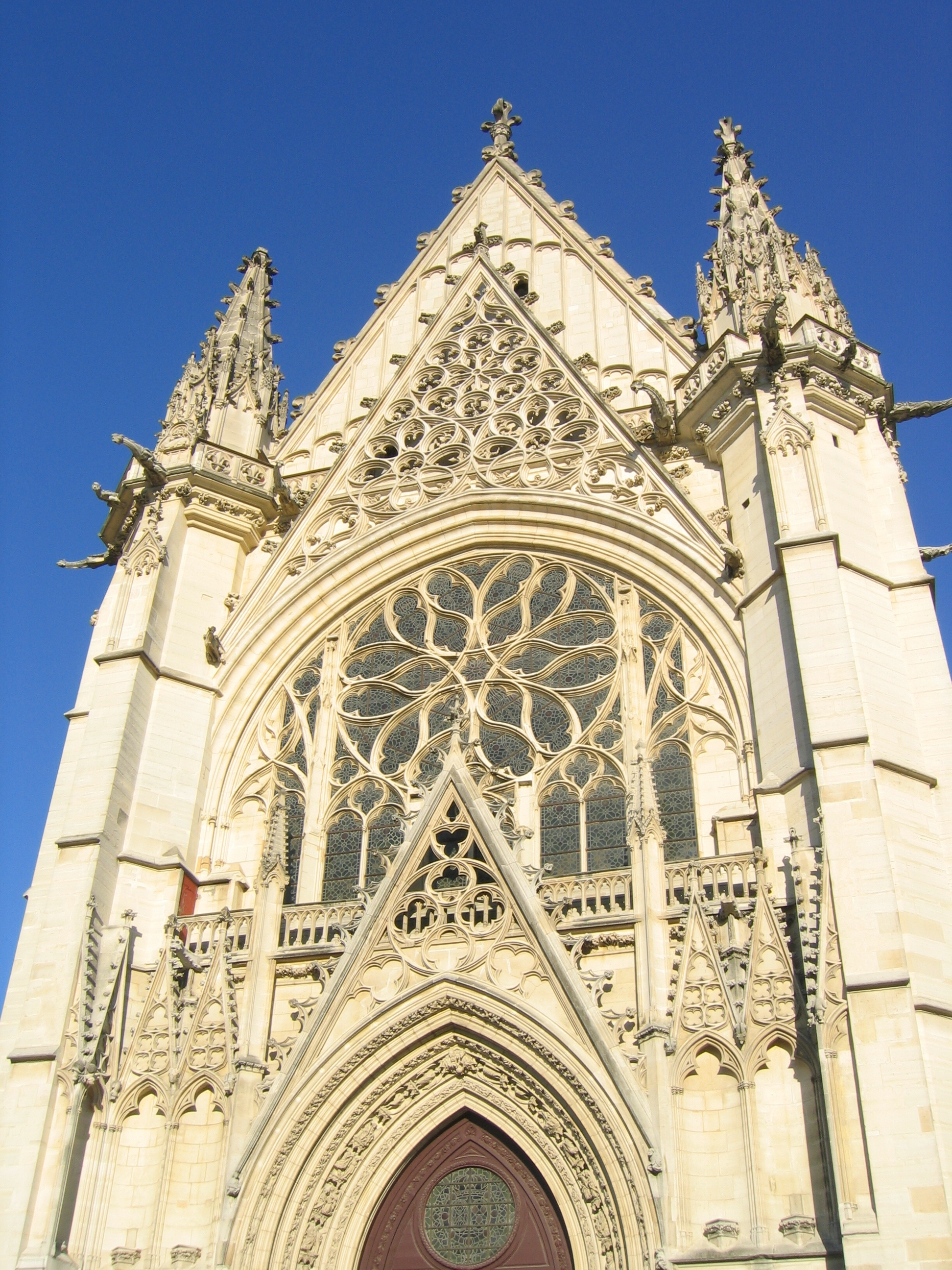
A fachada oeste da Sainte-Chapelle de Vincennes (década de 1370)
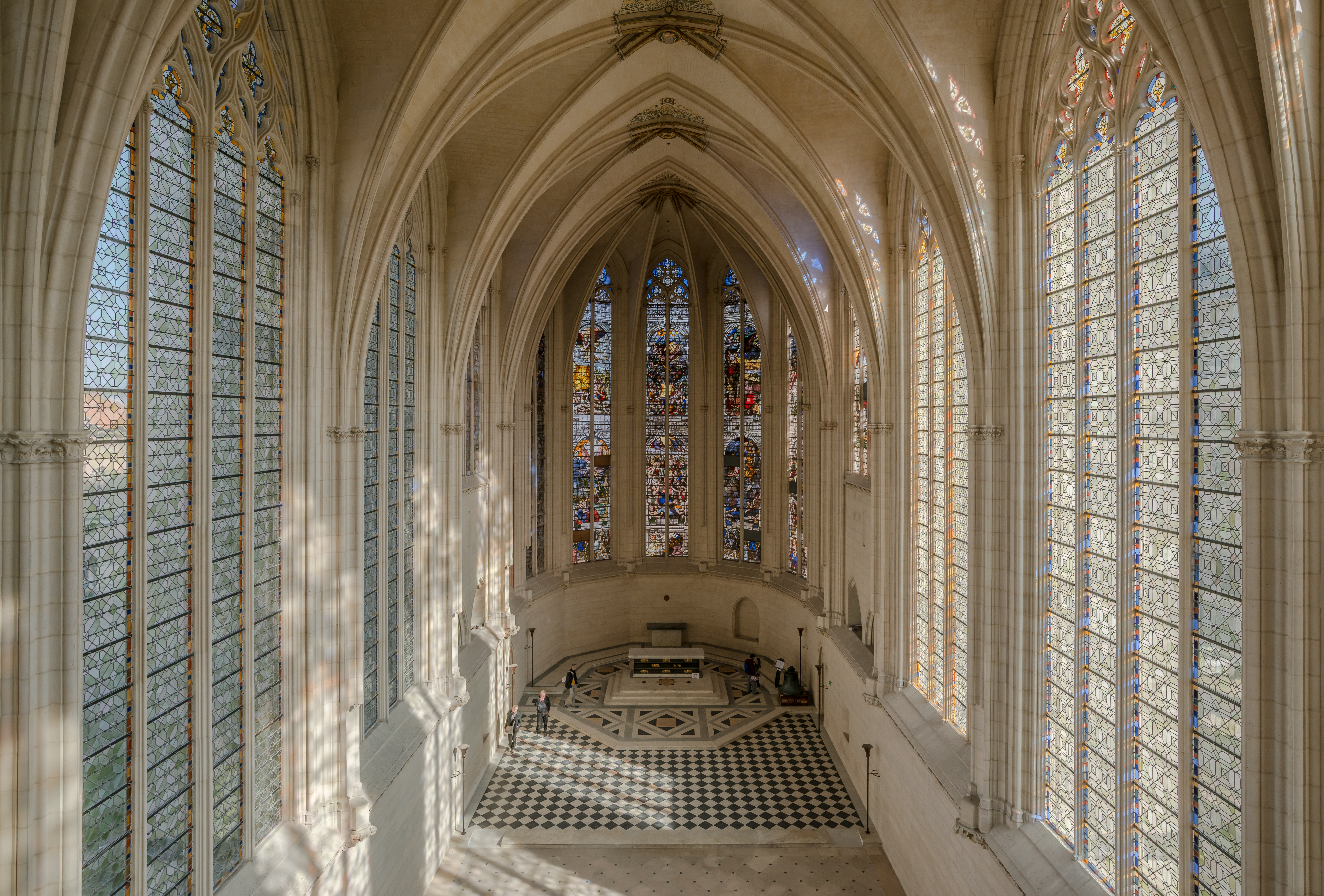
A nave da Sainte-Chapelle de Vincennes
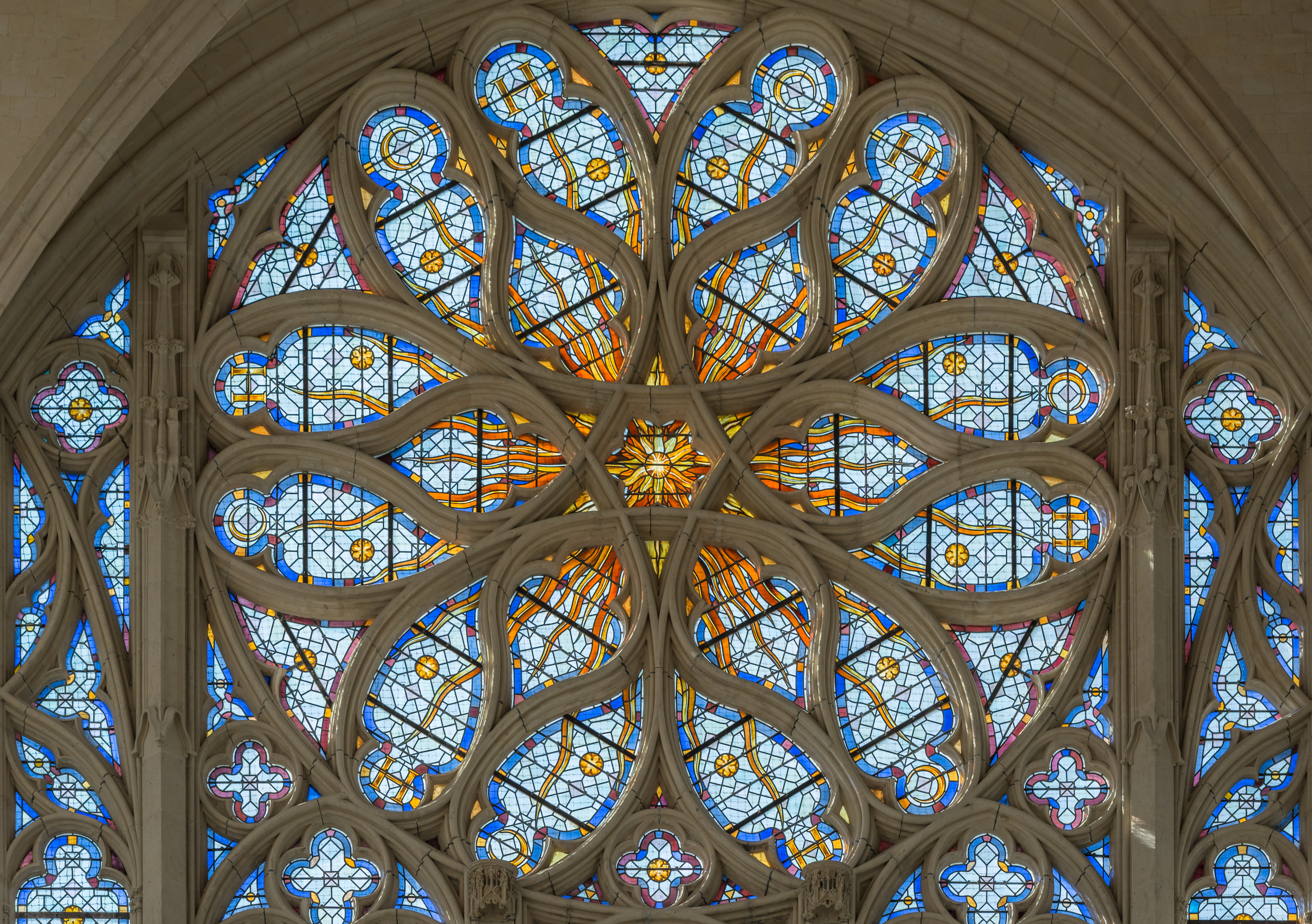
A rosácea da Sainte-Chapelle de Vincennes. As linhas sinuosas da moldura da janela deram ao estilo o nome de "Flamejante"
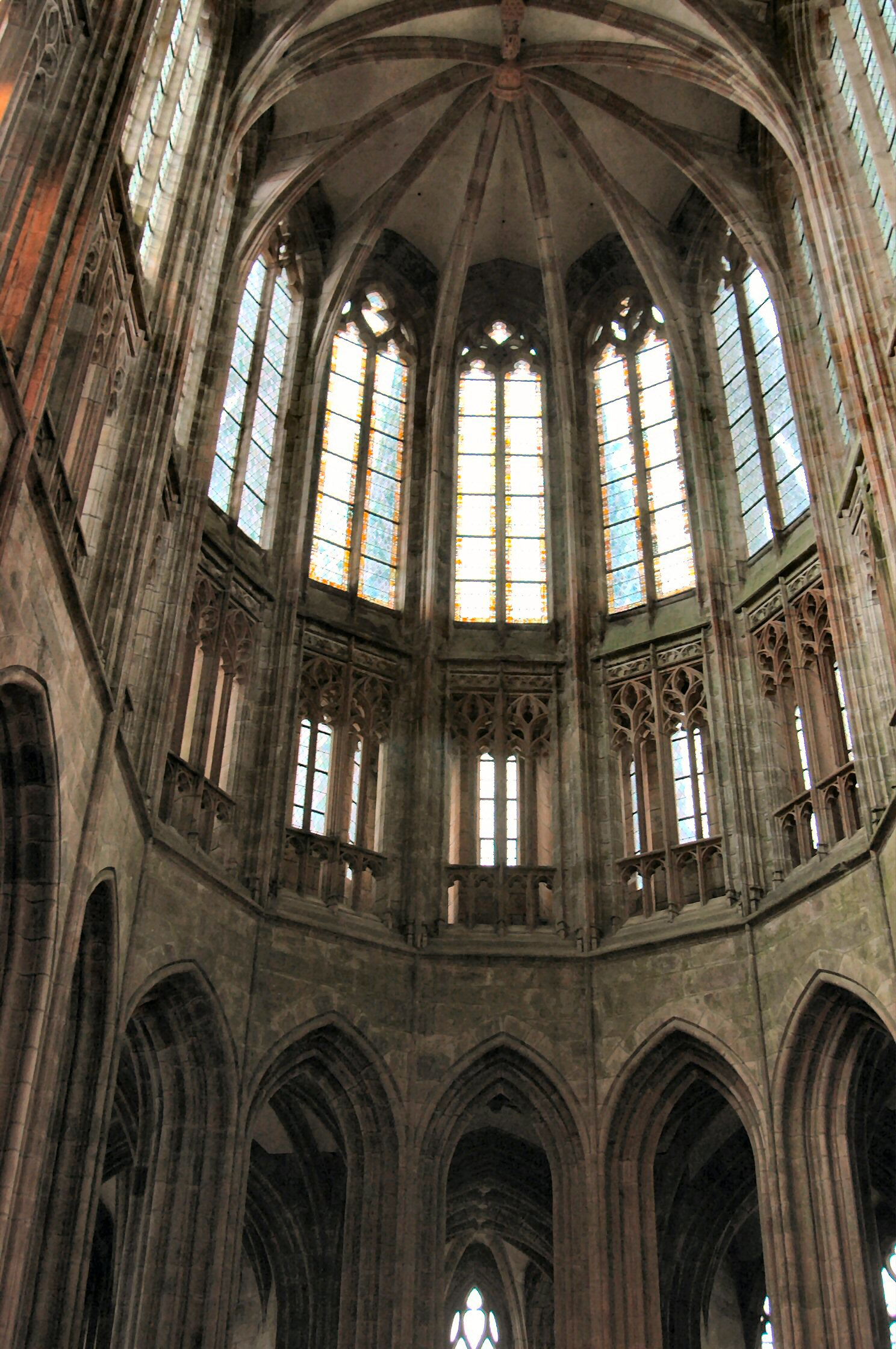
Coro da Abadia de Mont Saint Michel (por volta de 1448)

O estilo gótico flamejante surgiu por volta de 1350 e durou até cerca de 1500. Sua característica era a decoração mais exuberante, pois os nobres e os cidadãos ricos das cidades do norte da França competiam para construir igrejas e catedrais cada vez mais elaboradas. Seu nome vem dos desenhos sinuosos, semelhantes a chamas, que ornamentavam as janelas. Outros novos recursos incluíam o arc en accolade, uma janela decorada com um arco, pináculos de pedra e esculturas florais. Também houve um aumento no número de arcos que sustentavam e decoravam cada abóbada do teto, tanto para maior sustentação quanto para efeito decorativo. Exemplos notáveis do Gótico Flamejante incluem a fachada ocidental da Catedral de Rouen e a Sainte-Chapelle de Vincennes em Paris, ambas construídas na década de 1370 e o Coro da Abadia de Mont Saint Michel (cerca de 1448).

## Arquitetura religiosa nas regiões francesas

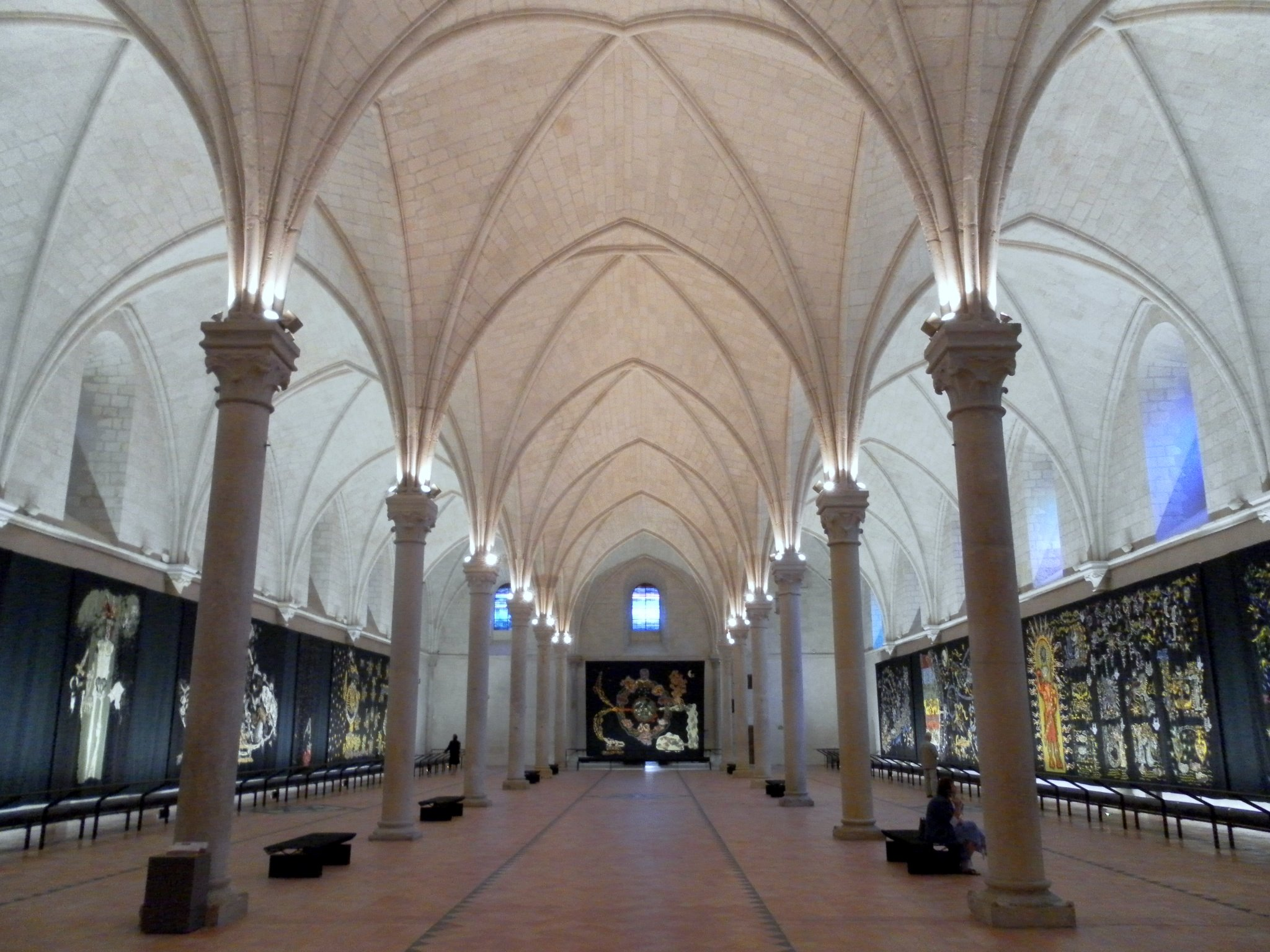
Abóbadas e colunas góticas angevinas no Hopital-St-Jean em Angers
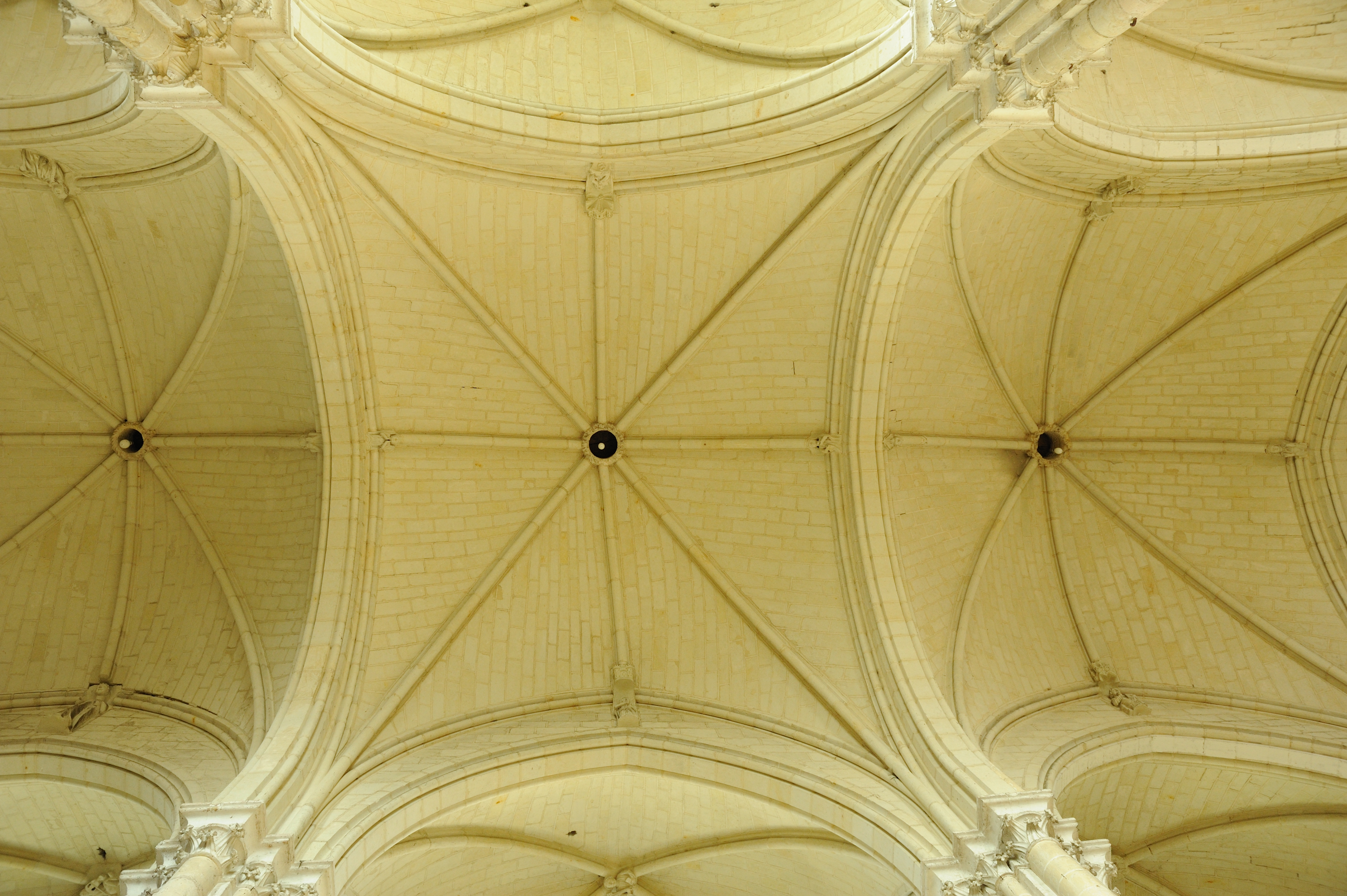
Abóbada gótica angevina da Igreja de Puy-Notre Dame
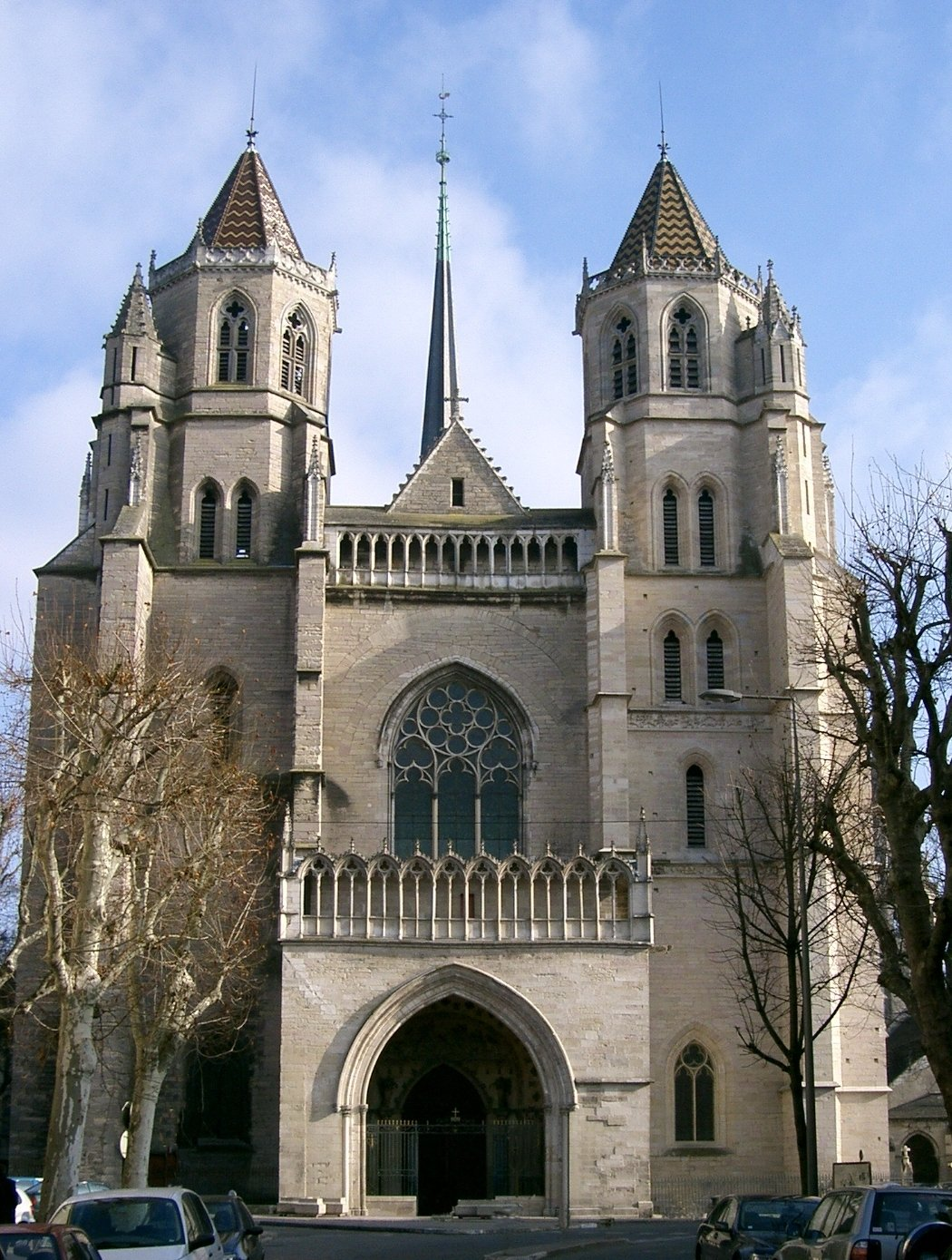
Fachada oeste da Catedral de Dijon, na Borgonha (1280-1325)
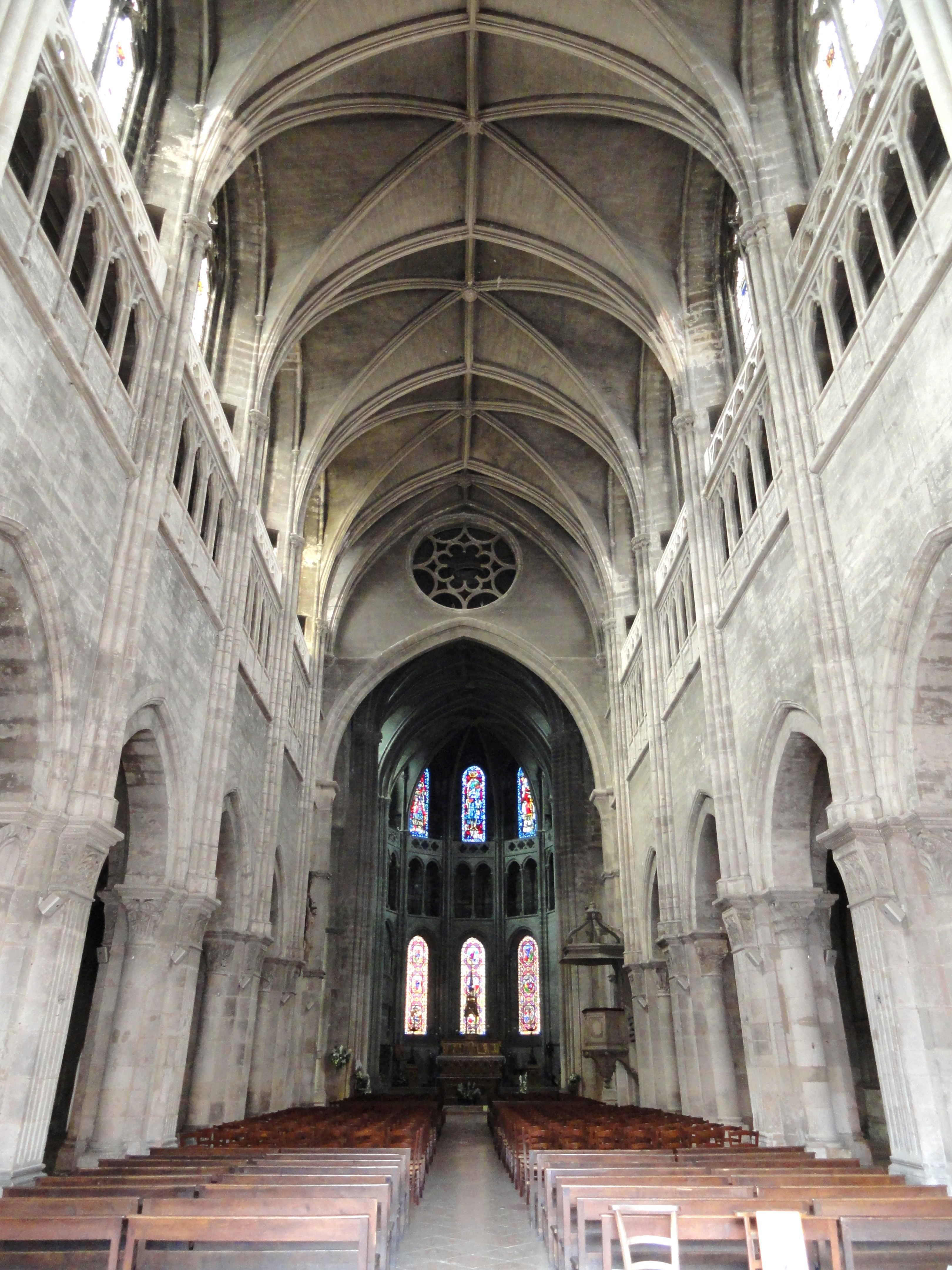
Nave da Catedral de Chalon, na Borgonha (1220-1522)
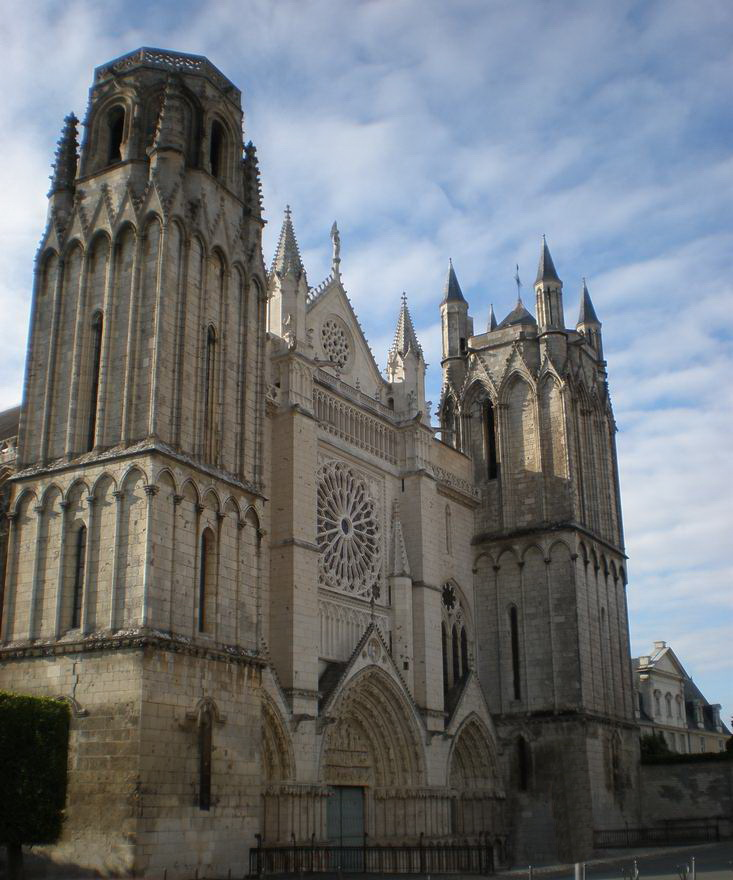
Fachada da Catedral de Poitiers (1155-1379)
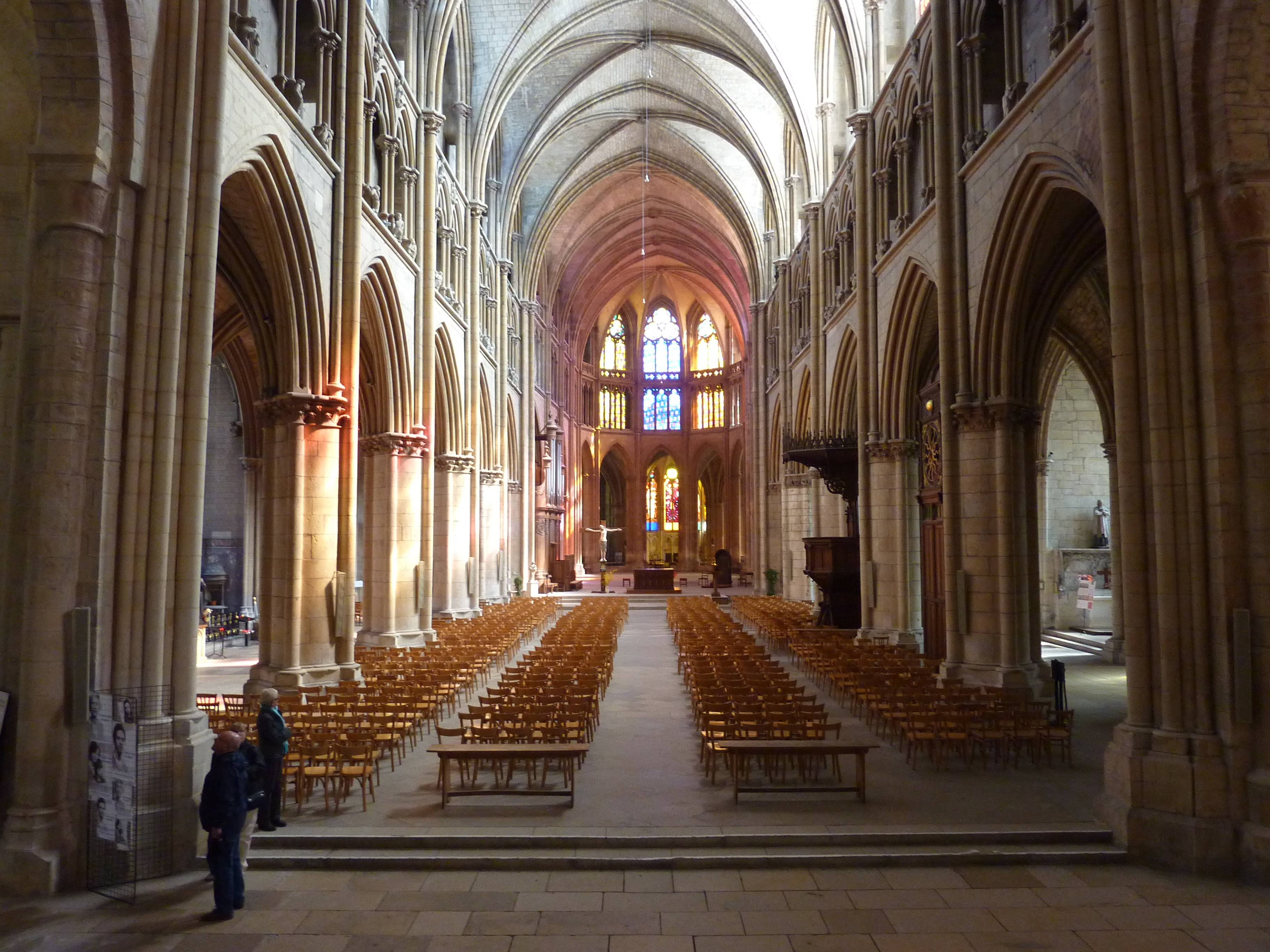
Coro da Catedral de Nevers (1211-1331)
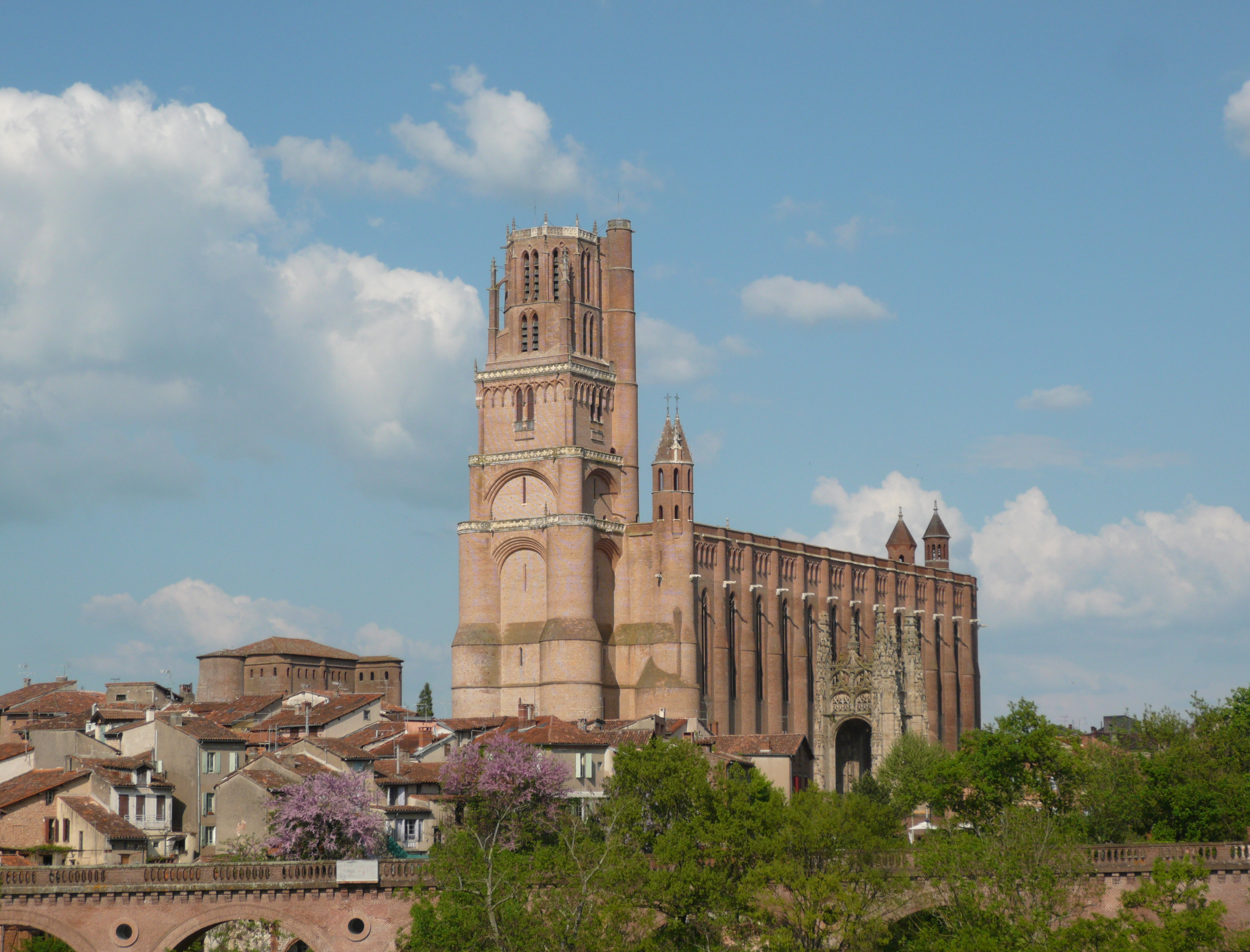
Catedral de Albi, no sudoeste da França (1282-1480), construída com tijolos
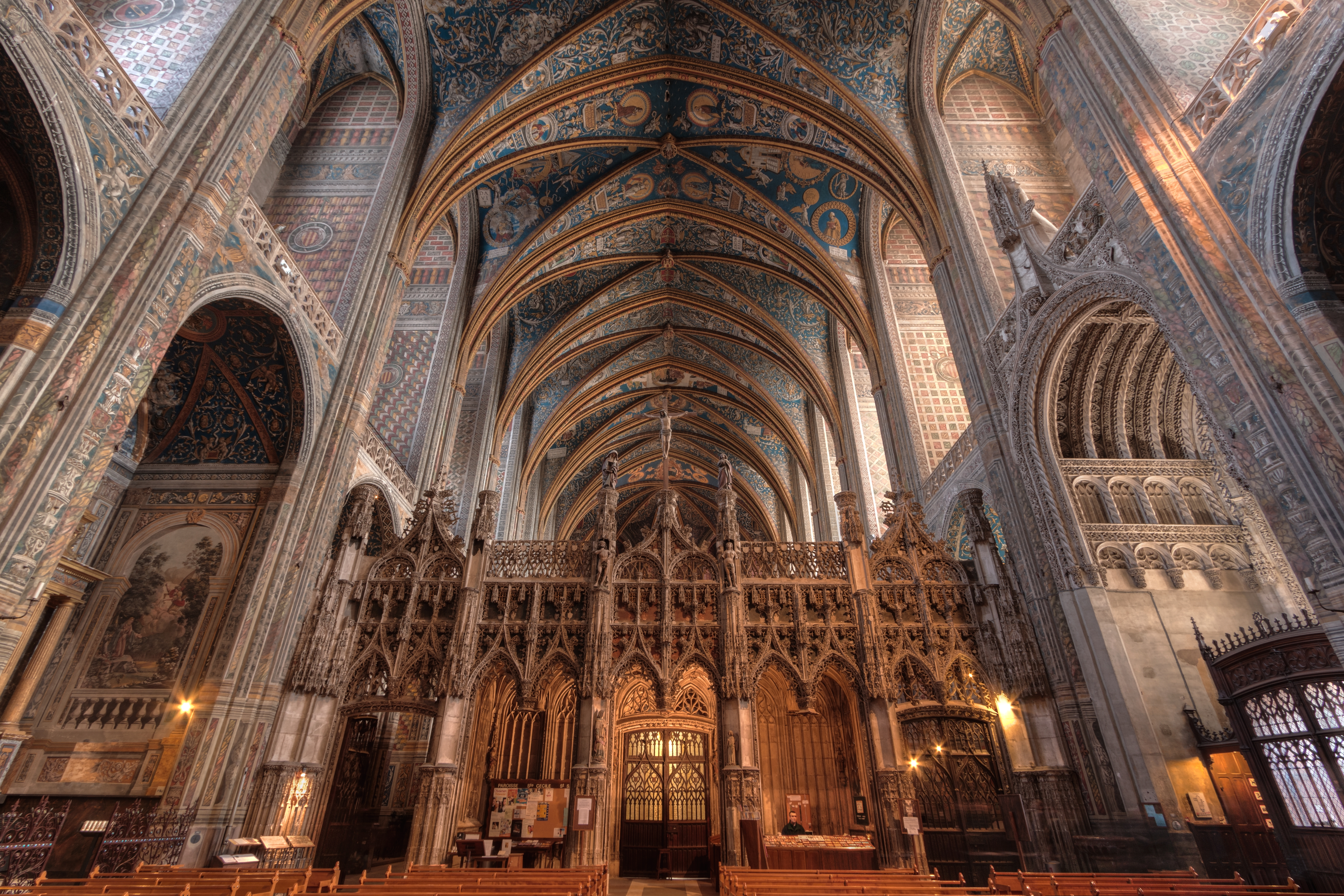
Nave policromada da Catedral de Albi (1282-1480)
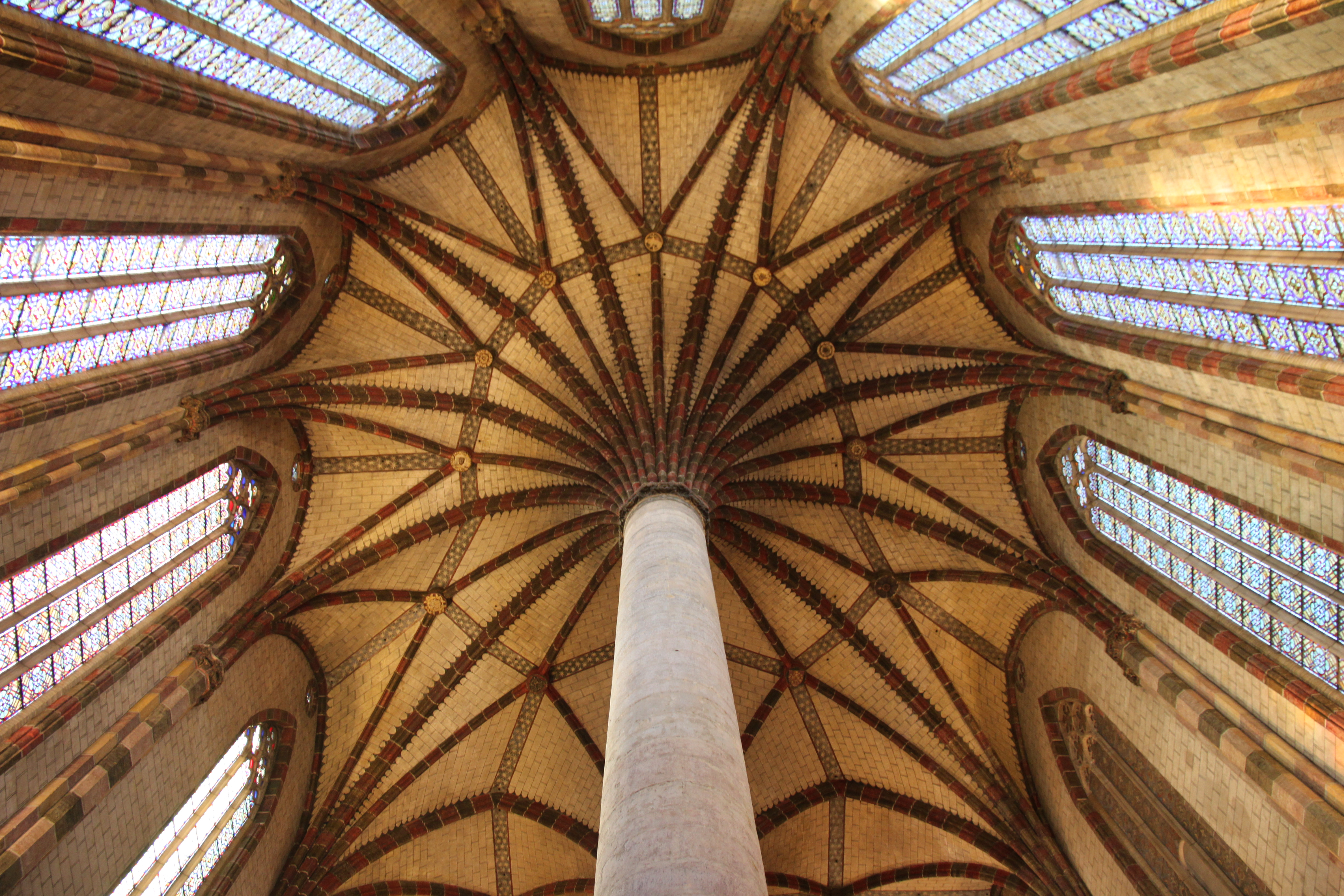
A "palmeira" da igreja dos jacobinos (Toulouse, por volta de 1292)

Os exemplos mais famosos da arquitetura gótica são encontrados na Île-de-France e em Champagne, mas outras regiões francesas criaram suas próprias versões originais do estilo.

### Gótico Normando
A Normandia, no final do século XII, viu a construção de várias catedrais e igrejas góticas notáveis. Os traços característicos do Gótico Normando eram os arcos pontiagudos, o uso generoso de molduras decorativas e as paredes perfuradas com inúmeras passagens. Os arquitetos e construtores normandos atuavam não apenas na Normandia, mas também do outro lado do Canal da Mancha, na Inglaterra. A pedra normanda de alta qualidade era cortada e transportada para a Inglaterra para ser usada nas catedrais inglesas.
Exemplos notáveis do estilo incluem a Catedral de Lisieux, a Abadia de Fécamp, a abside da Abadia de Saint-Étienne, Caen, a Catedral de Rouen, a Catedral de Coutances, a abside da Catedral de Le Mans, a Catedral de Bayeux, e o célebre mosteiro de Mont-Saint-Michel.

### Gótico Angevino
O estilo gótico angevino ou estilo Plantagenet na província de Anjou apresenta abóbadas com arcos decorativos, além de colunas ornamentadas. O estilo é encontrado no interior da Catedral de Angers (1032-1523), embora muitos dos elementos góticos da fachada tenham sido substituídos por elementos e torres renascentistas. Um exemplo do Gótico Angevino é encontrado no hospital medieval Saint Jean, em Angers, que agora abriga o Musée Jean-Lurçat, um museu de tapeçarias contemporâneas.

### Gótico do Maine
A Catedral de Poitiers, na histórica província de Maine, também apresenta um estilo gótico regional distinto. Ela foi iniciada em 1162 sob o comando do rei Henrique II da Inglaterra e de Leonor da Aquitânia. Suas características distintivas, como as do Gótico Angevino, incluem abóbadas convexas com arcos em desenhos decorativos.

### Gótico da Borgonha
A Borgonha também tinha sua própria versão do gótico, encontrada na Catedral de Nevers (1211-1331), na Catedral de Dijon (1280-1325), na Catedral de Chalon (1220-1522) e na Catedral de Auxerre (séculos XIII-XVI). O Gótico da Borgonha tendia a ser mais sóbrio e monumental do que o estilo do norte, mais ornamentado, e muitas vezes incluía elementos de igrejas românicas anteriores no mesmo local, como a cripta românica sob o coro gótico da Catedral de Auxerre. Outras características da Borgonha incluíam telhados de telhas coloridas em padrões geométricos (Catedral de Langres).

### Gótico Meridional
O sul da França tinha sua própria variação do estilo gótico: o Gótico Meridional ou do Sul da França. Um exemplo proeminente é a Catedral de Albi, no Departamento de Tarn, construída entre 1282 e 1480. Ela foi originalmente construída como uma fortaleza e depois transformada em uma igreja. Devido à falta de pedras adequadas, foi construída quase que inteiramente de tijolos e é um dos maiores edifícios de tijolos do mundo. Na igreja dos jacobinos de Toulouse, o enxerto de uma única abside de planta poligonal em uma igreja com duas naves deu origem a uma abóbada estrelada cuja organização complexa precedeu em mais de um século o Gótico Flamejante. A tradição se refere a essa obra como "palmeira", porque as veias se espalham a partir do eixo liso da coluna, como as folhas das palmeiras.

## Arquitetura civil gótica

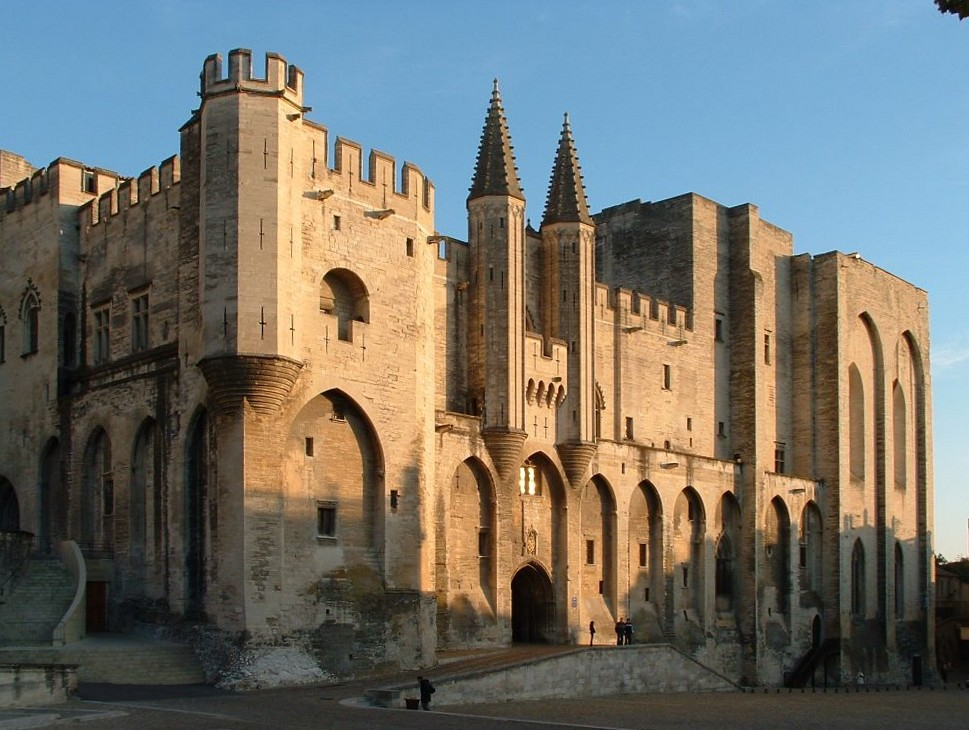
A fachada do Palais des Papes em Avignon (1252-1364)
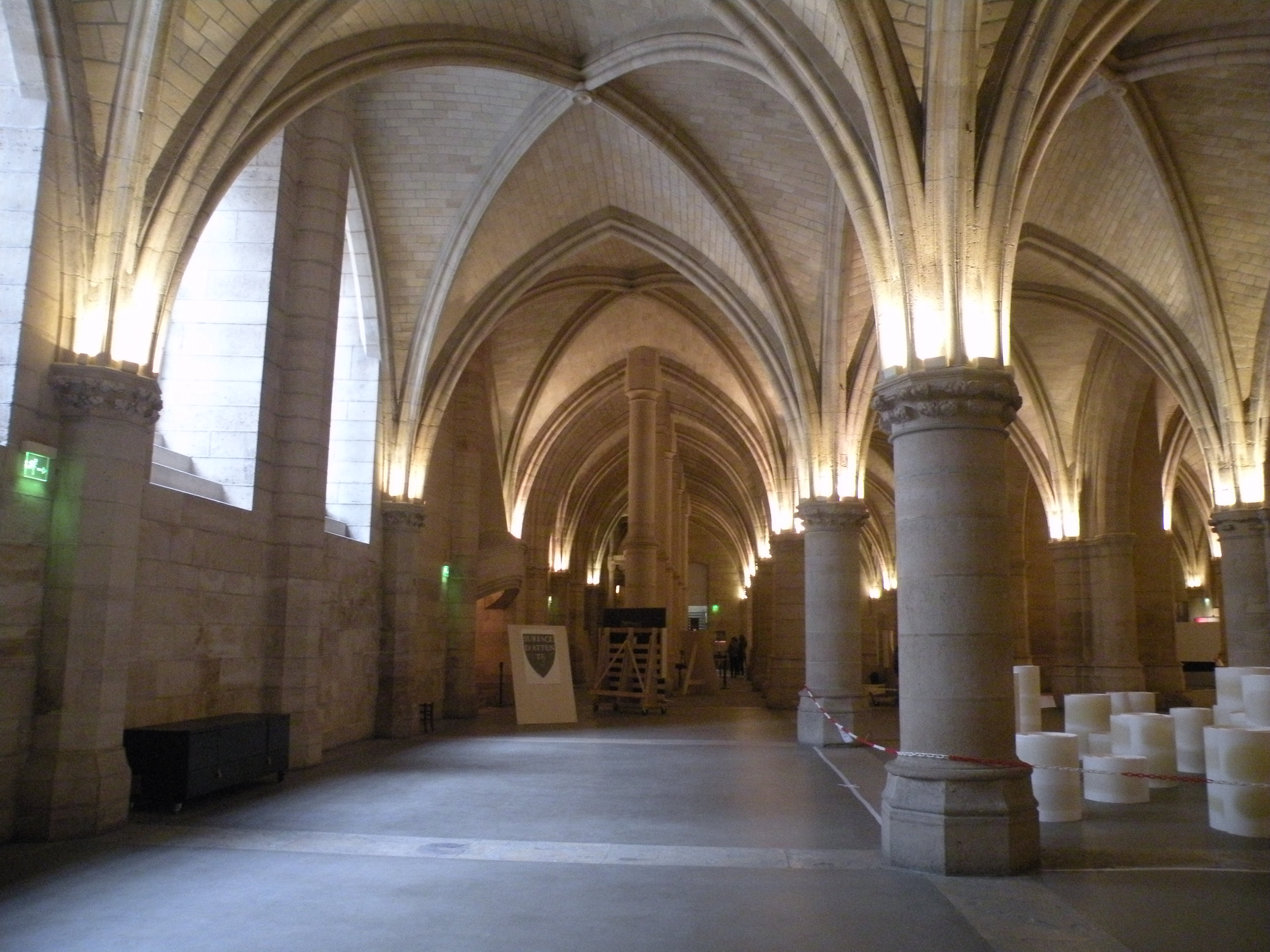
Abóbadas góticas nervuradas do salão de armas da Conciergerie (1302)
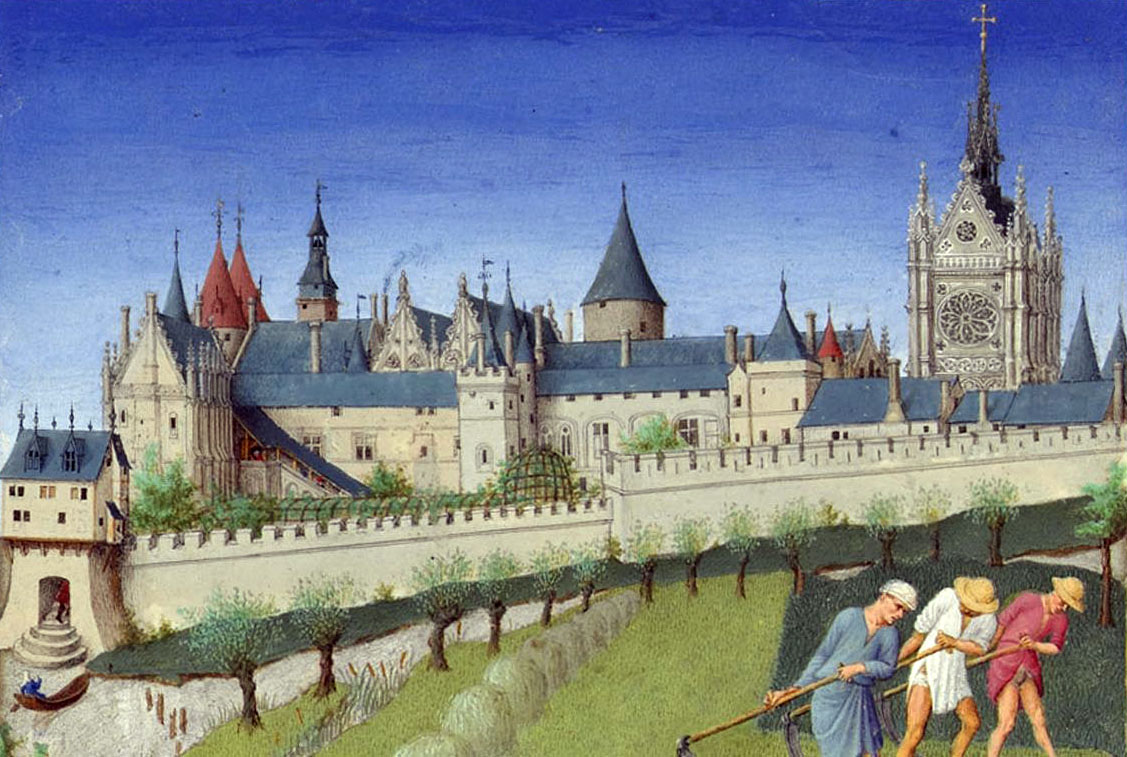
O Palais de la Cité em Paris, que incluía a residência real e a Sainte-Chapelle (manuscrito iluminado de 1412 a 1416)
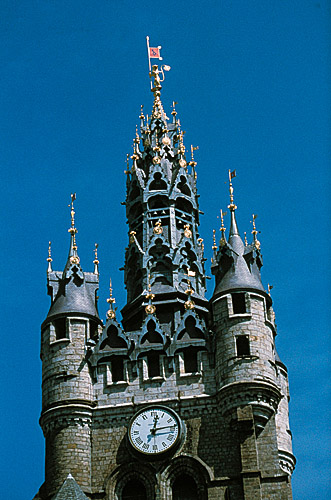
Carrilhão do Hôtel de Ville de Douai
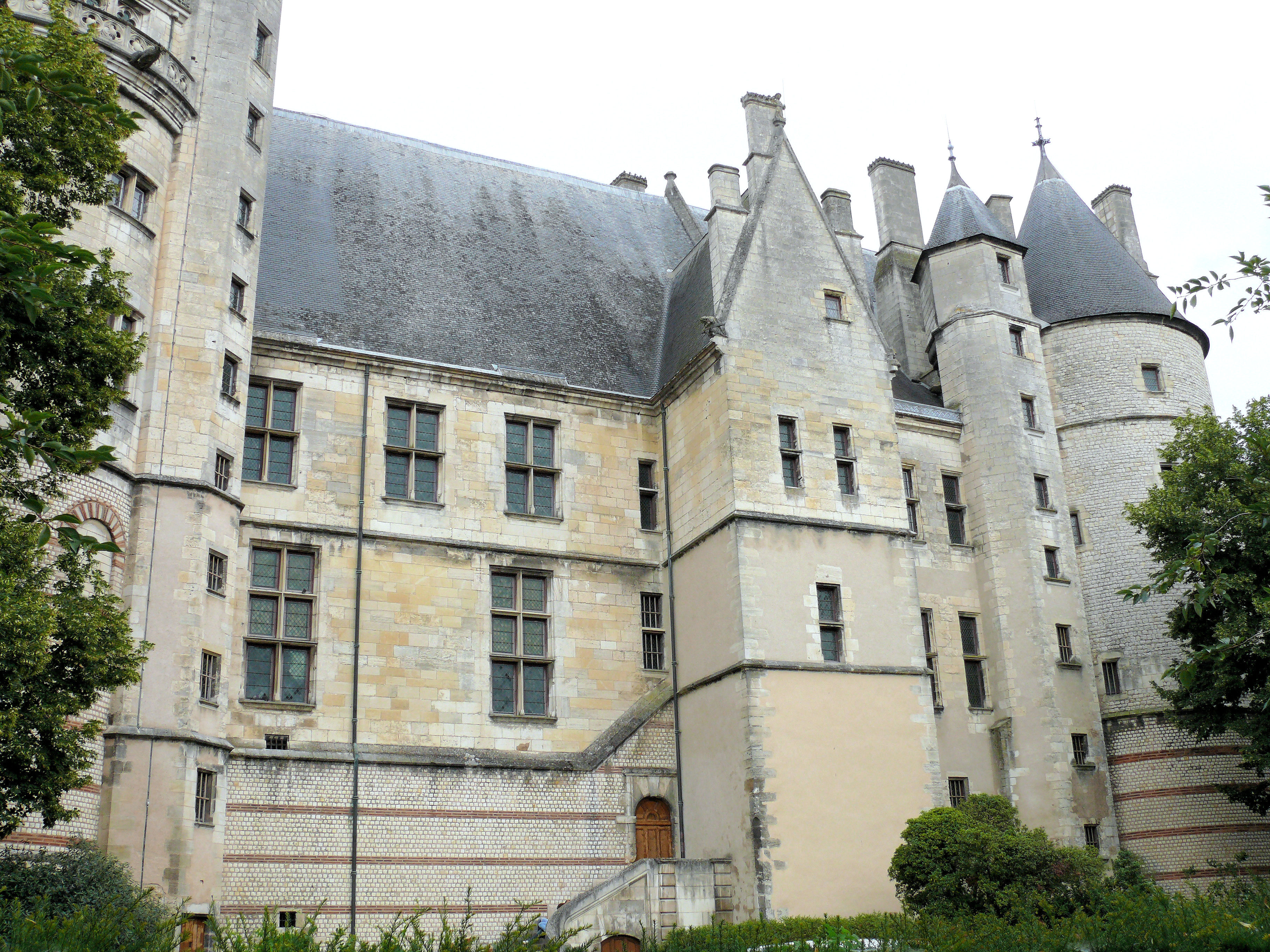
Palácio de Jacques Cœur em Bourges (1440-1450)
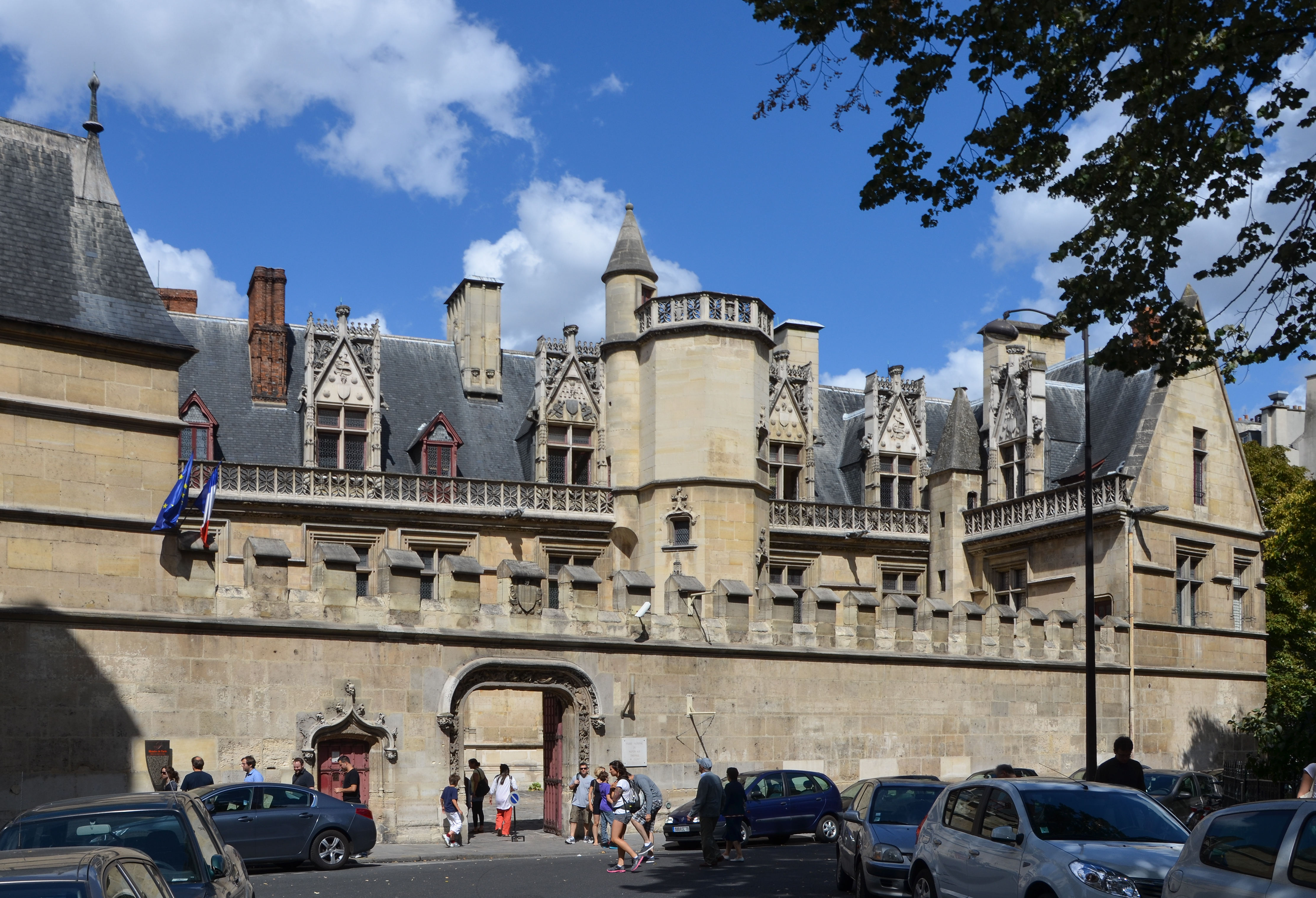
Museu de Cluny - Musée national du Moyen Âge em Paris (1334-1510)
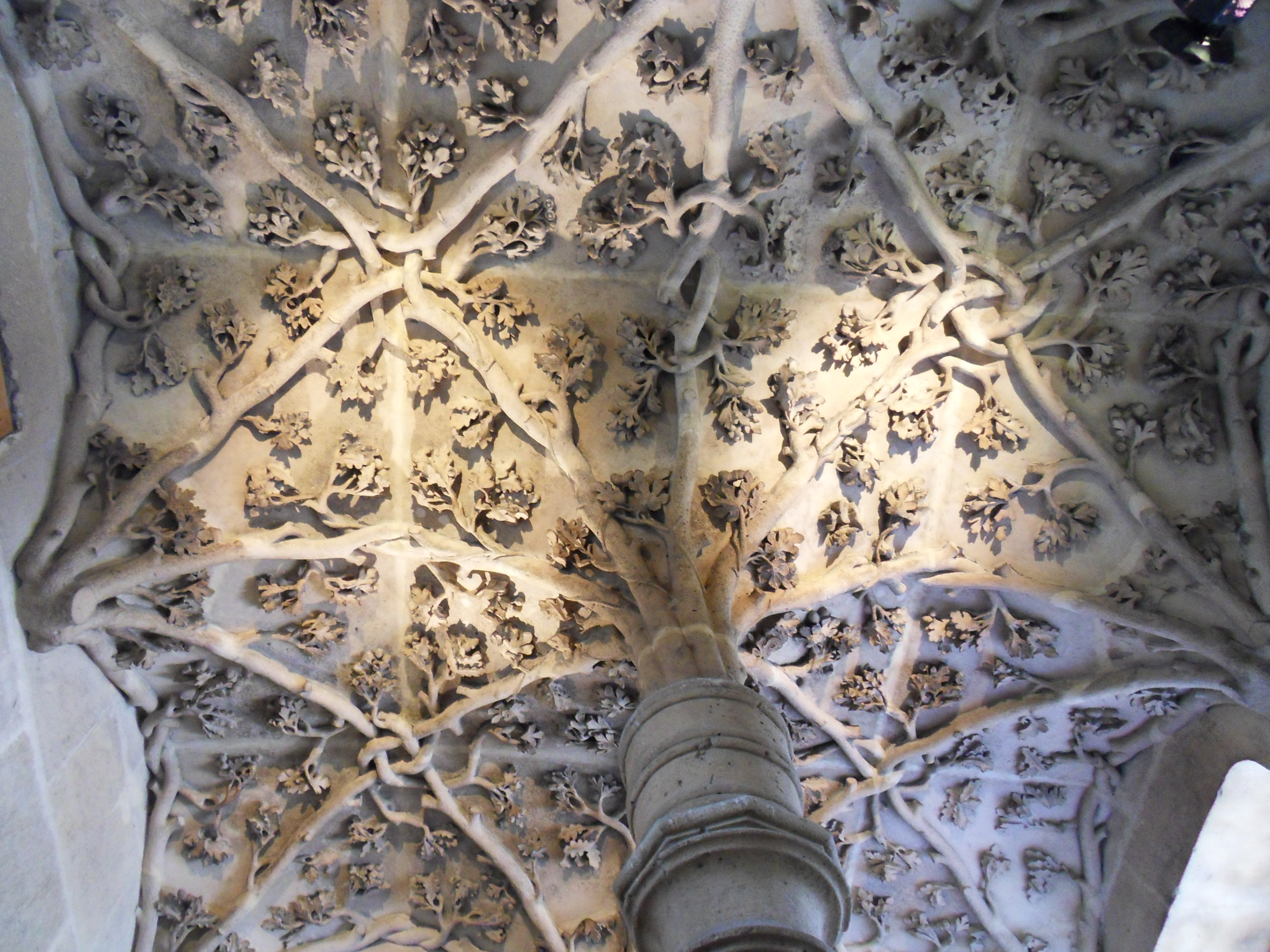
Teto gótico flamejante acima da escadaria na Tour Jean-sans-Peur em Paris (1409-1411)
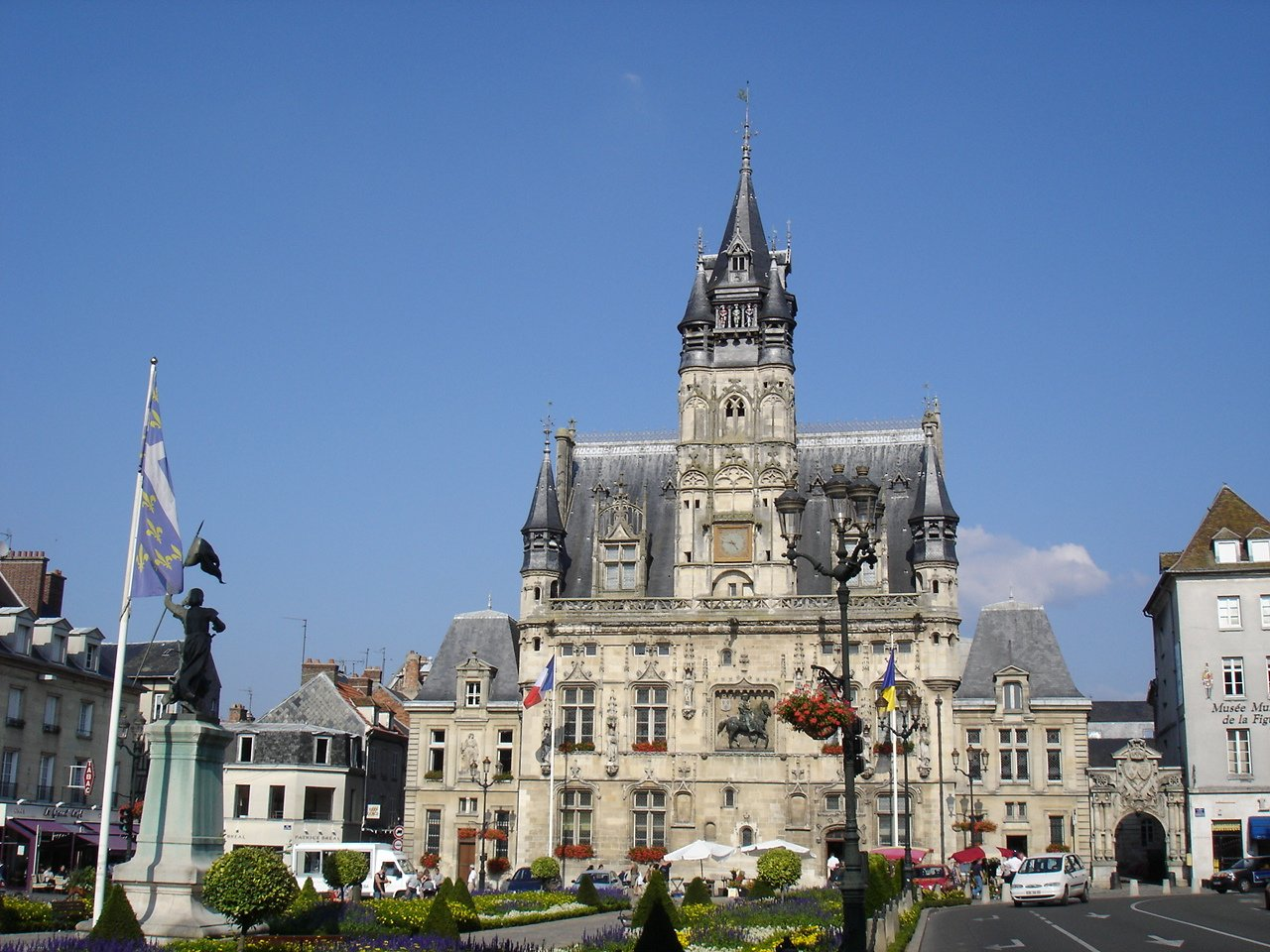
Prefeitura de Compiègne (século XV)
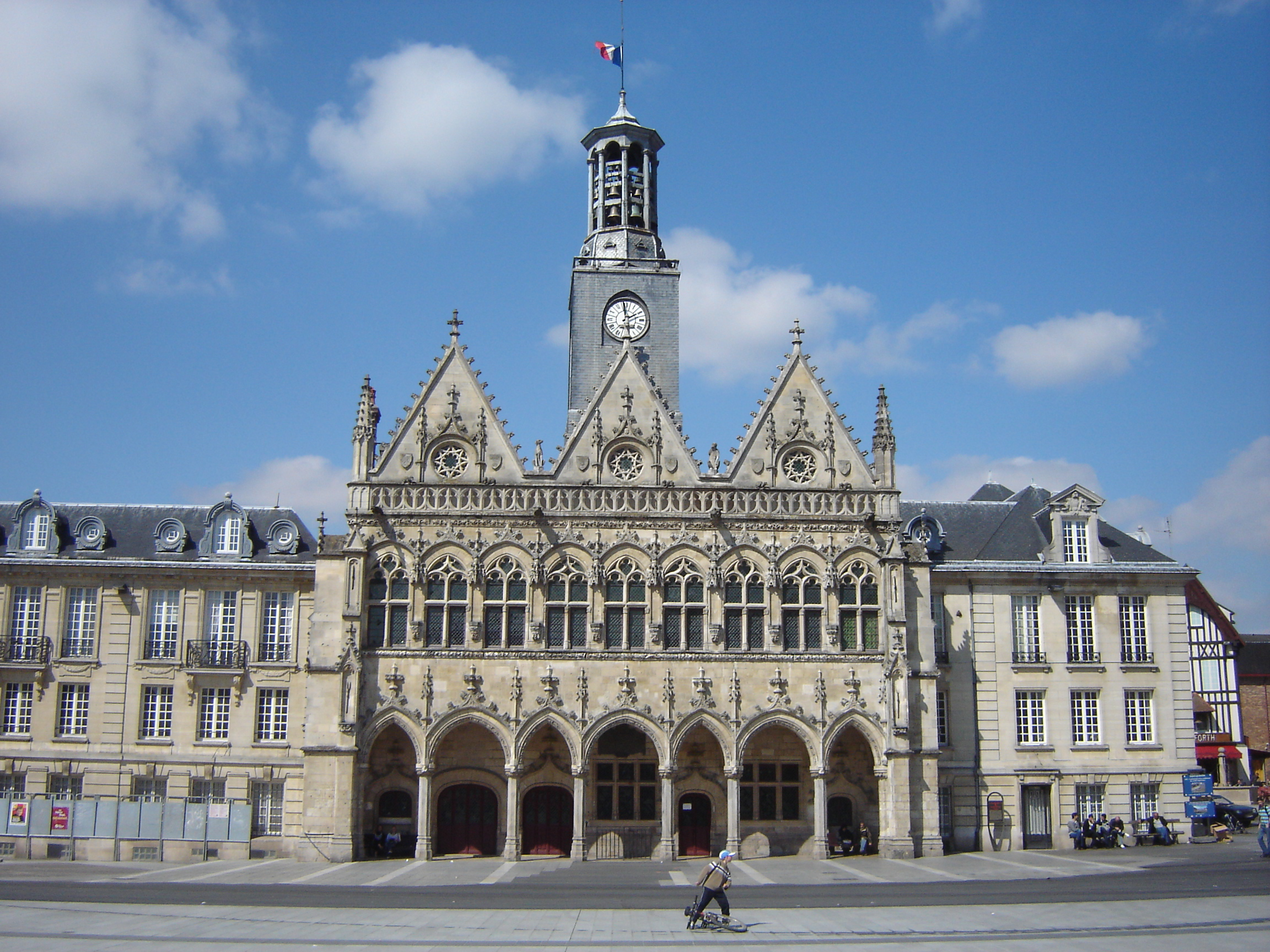
Prefeitura de Saint-Quentin, Aisne (1509)

O maior edifício cívico construído em estilo gótico na França foi o Palais des Papes (Palácio dos Papas) em Avignon, construído entre 1252 e 1364, quando os papas fugiram do caos político e das guerras que envolviam Roma. Devido à complicada situação política, ele combinava as funções de igreja, sede do governo e fortaleza.
No século XV, após o período do Gótico Tardio ou Flamejante, alguns elementos da decoração gótica emprestados das catedrais começaram a aparecer na arquitetura civil, principalmente na região de Flandres, no norte da França, e em Paris. O Hôtel de Ville de Compiègne tem uma imponente torre de sino gótica, com um pináculo cercado por torres menores, e suas janelas são decoradas com ornamentos. Da mesma forma, prefeituras no estilo flamejante foram encontradas em Arras, Douai e Saint-Quentin, Aisne, e do outro lado da fronteira, na Bélgica, em Bruxelas e Bruges. Muitos dos melhores exemplares foram destruídos durante a Primeira Guerra Mundial, devido à sua proximidade com as linhas de frente.
As características góticas também apareceram nas residências elaboradas construídas pela nobreza e pela burguesia rica em Paris e em outras grandes cidades. Os exemplos incluem o Hôtel Cluny (atualmente o Museu de Cluny - Musée national du Moyen Âge) em Paris e, particularmente, a casa palaciana construída pelo comerciante Jacques Cœur em Bourges (1440-1450). Outro exemplo em Paris é a Tour Jean-sans-Peur, uma casa nobre, que apresenta uma torre de vigia gótica e um teto gótico flamejante.

## Transição entre o Gótico e a Renascença

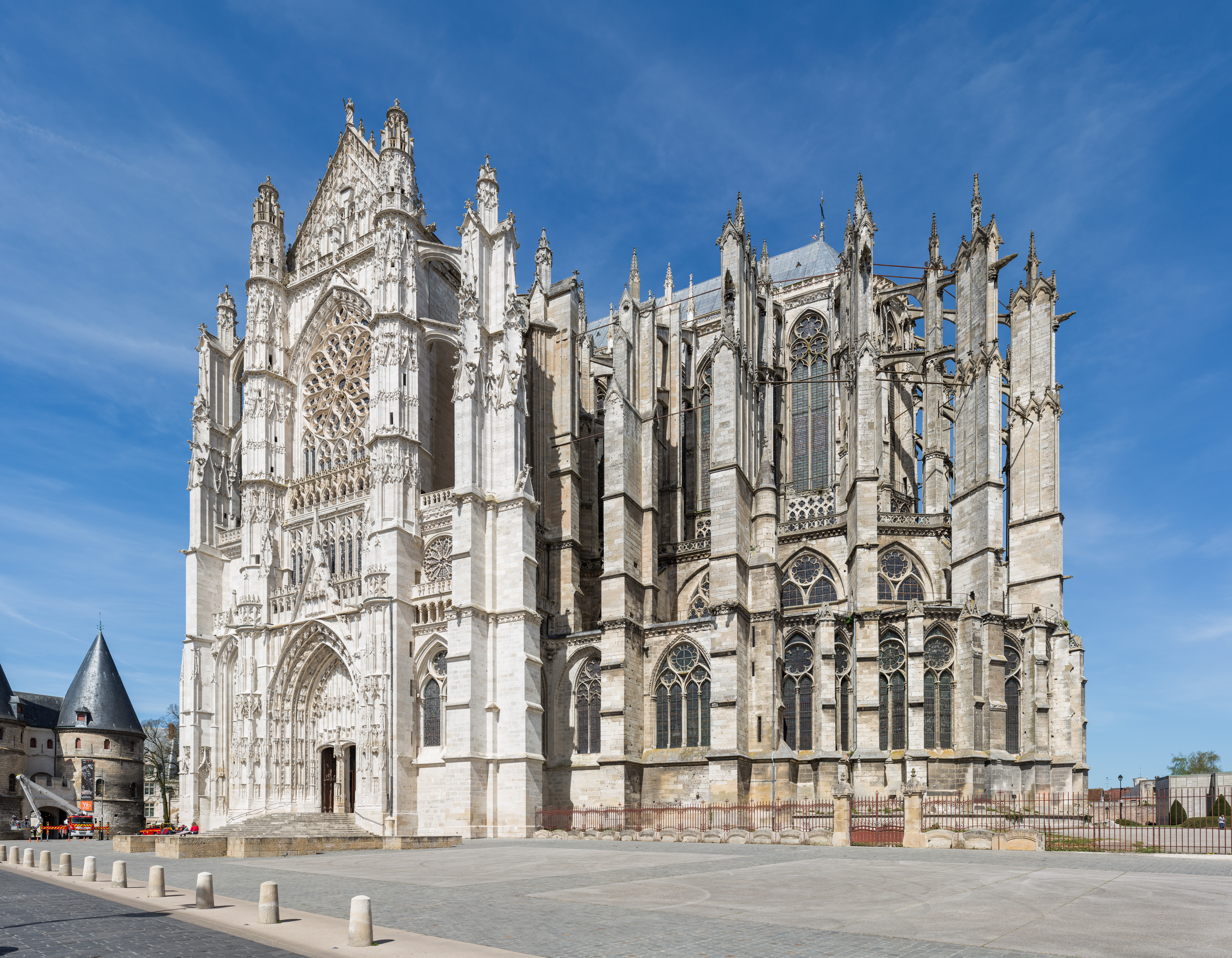
Catedral de Beauvais inacabada, sem nave e pináculo (1225-1272)
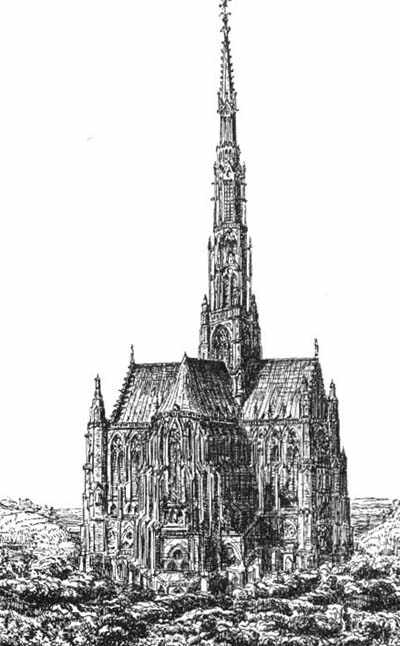
O pináculo da Catedral de Beauvais antes de sua queda em 1573
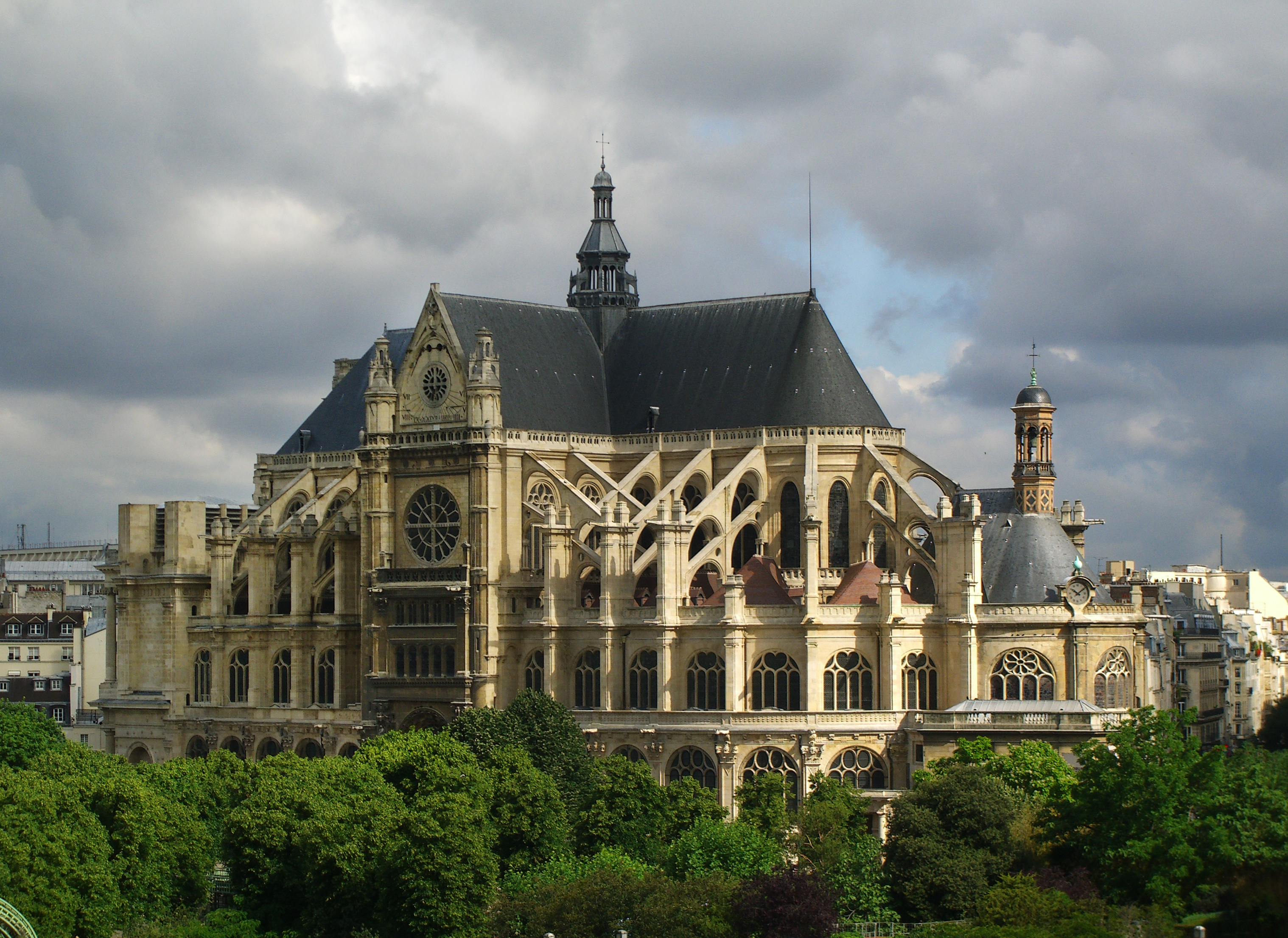
Saint-Eustache, um projeto gótico com decoração renascentista (1532-1632)
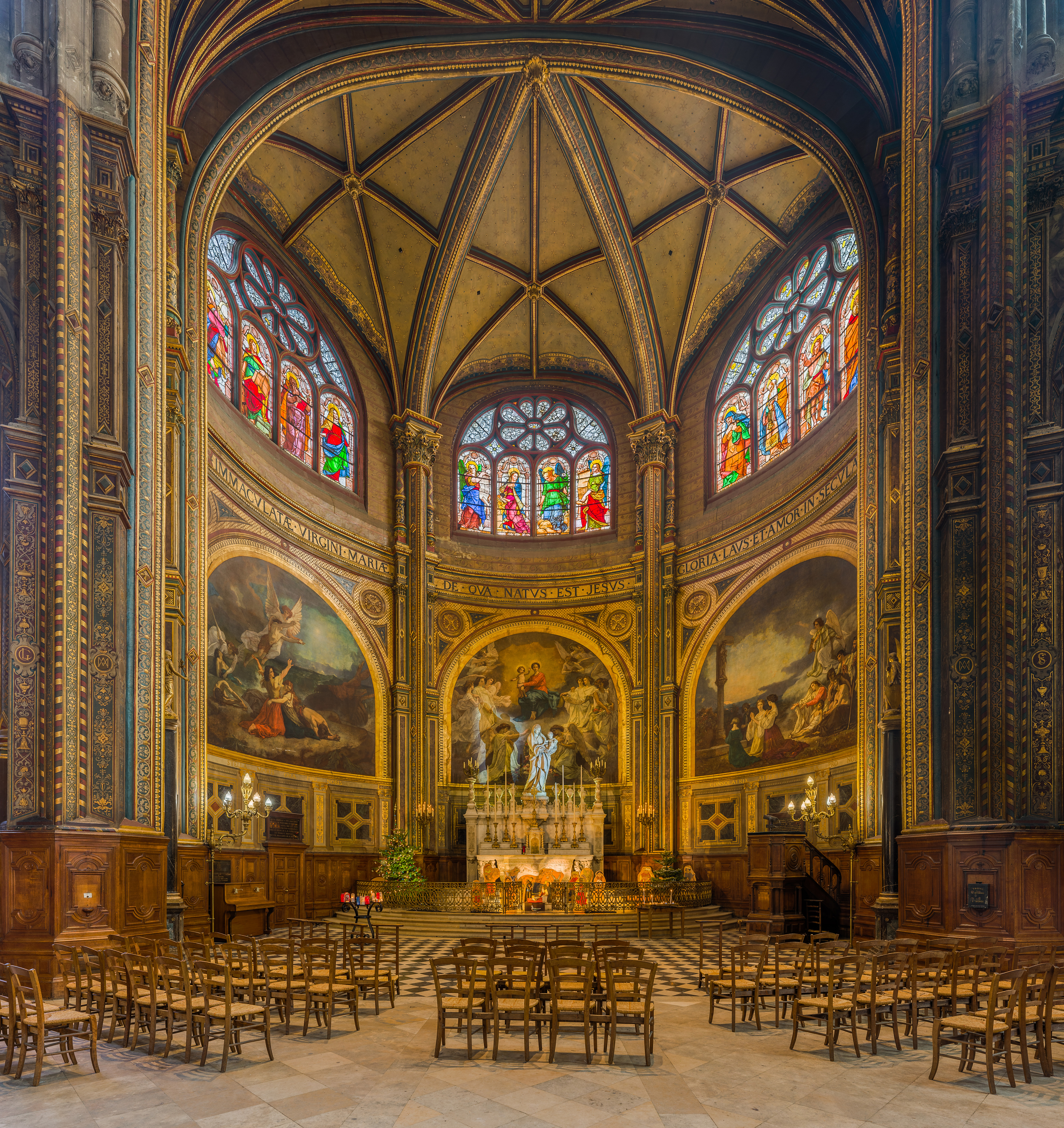
Capela da Virgem Maria em Saint-Eustache

Durante a Idade Média, as prósperas cidades francesas competiam para construir a maior catedral ou a torre mais alta. Uma das desvantagens da arquitetura gótica francesa era seu custo; ela exigia muitos artesãos qualificados trabalhando por décadas. Devido às quedas na economia, várias catedrais francesas foram iniciadas, mas nunca terminadas. Às vezes, elas também sofriam quando as ambições dos arquitetos excediam suas habilidades técnicas. Um exemplo foi a Catedral de Beauvais. Seus patronos e arquitetos buscavam construir a igreja mais alta do mundo, com um coro abobadado de 48 metros de altura, mais alto do que sua concorrente próxima, a Catedral de Amiens, com 42 metros. As obras começaram em 1225, mas o teto da abóbada era muito pesado para as paredes e desabou parcialmente em 1272. Eles engrossaram as paredes e reconstruíram a abóbada e, em 1569, concluíram uma torre de 72 metros de altura que, de 1569 a 1573, fez da Catedral de Beauvais a estrutura mais alta do mundo. Entretanto, em 1573, a nova torre desabou. A igreja permanece até hoje como era, com o coro, parte do ambulatório, abside, algumas capelas, mas sem nave ou torre.
A partir da década de 1530, o estilo gótico flamejante da arquitetura religiosa e civil francesa também começou a mostrar a influência da Renascença italiana. Carlos VIII da França e Luís XII da França haviam participado de campanhas militares na Itália e viram a nova arquitetura de lá. Um grande número de pedreiros italianos chegou a Paris para trabalhar na nova Ponte de Notre Dame (1507-1512) e em outros locais de construção. A Fontaine des Innocents, construída pelo escultor Jean Goujon para celebrar a entrada de Henrique II em Paris em 1549, foi o primeiro monumento renascentista da cidade. Logo depois, veio a nova fachada da Cour Carré do Louvre, também decorada por Jean Goujon. O novo Hotel de Ville de Paris (1533-1568) também foi construído em um estilo italianizado em vez de gótico. O mais importante de todos, o novo Palais des Tuileries, de Philippe Delorme, construído para Catarina de Médici, iniciado em 1564, foi inspirado nos palácios italianos.
As mudanças nos edifícios religiosos foram mais lentas. A Igreja das Carmes-Deschaussé (1613-1620) na rue Vaugirard, em Paris, e especialmente a igreja de St-Gervais-et-St-Protais, de Salomon de Brosse (1615-1621), com uma fachada baseada na superposição das três ordens da arquitetura clássica, representaram o novo modelo. Entretanto, o estilo gótico permaneceu proeminente nas novas igrejas. A Igreja de Saint-Eustache em Paris (1532-1640), que rivalizava com Notre-Dame em tamanho, combinava um plano gótico com decoração renascentista.
No decorrer do século XVII, o estilo clássico francês de François Mansart começou a dominar; depois, sob o reinado de Luís XIV, o grande estilo clássico francês, praticado por Jules Hardouin-Mansart, Louis Le Vau e Claude Perrault, assumiu o centro do palco. Marcos do estilo gótico, como a Notre-Dame, foram modificados com novos interiores projetados no novo estilo. Seguindo a nova moda de seu patrono, Luís XIV, o poeta Molière ridicularizou o estilo gótico em um poema de 1669: "...o gosto insípido da ornamentação gótica, essas monstruosidades odiosas de uma época ignorante, produzidas pelas torrentes da barbárie...".
Durante a Revolução Francesa, as igrejas góticas eram símbolos do antigo regime e se tornaram alvos dos revolucionários. As catedrais foram nacionalizadas e despidas de ornamentos e objetos de valor. As estátuas de figuras bíblicas na fachada de Notre-Dame foram decapitadas, sob a falsa crença de que eram estátuas dos reis franceses. Sob o comando de Napoleão Bonaparte, as catedrais foram devolvidas à igreja, mas foram deixadas em um estado de conservação delicado.

## Arquitetura militar

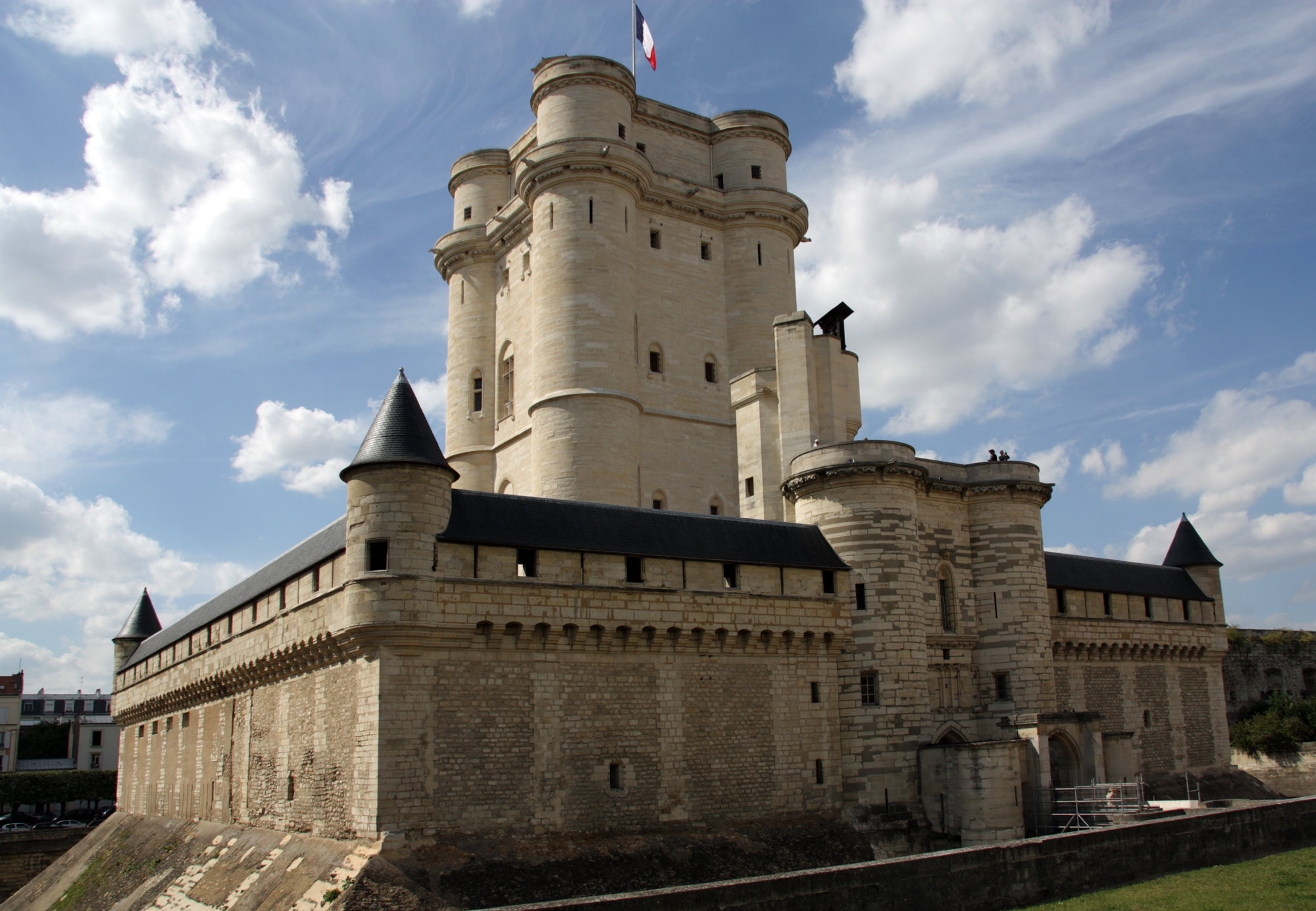
Donjon (torre fortificada) do Château de Vincennes, iniciado em 1337
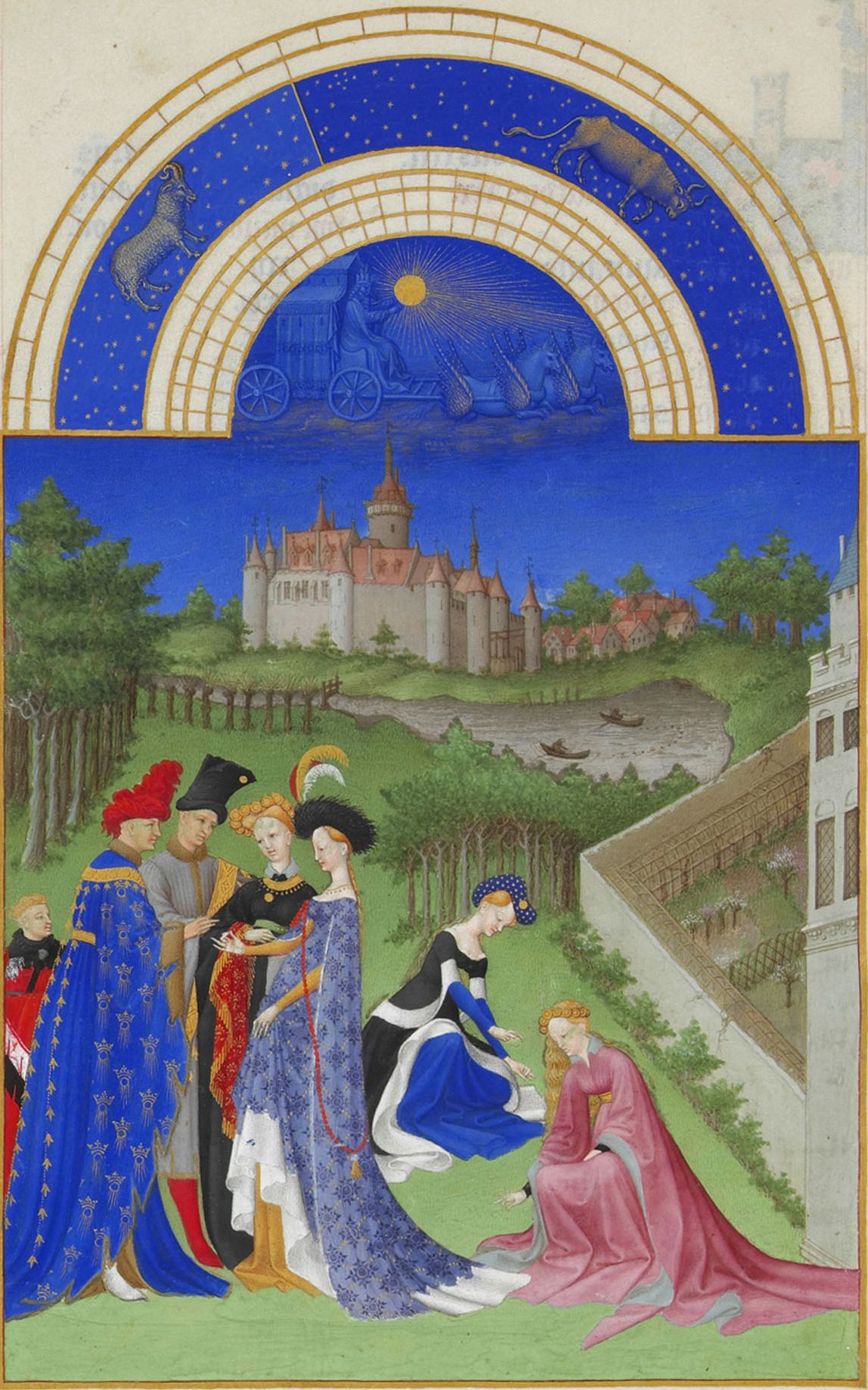
O Chateau de Dourdon como era em 1400, ilustrado em Les Très Riches Heures du Duc de Berry
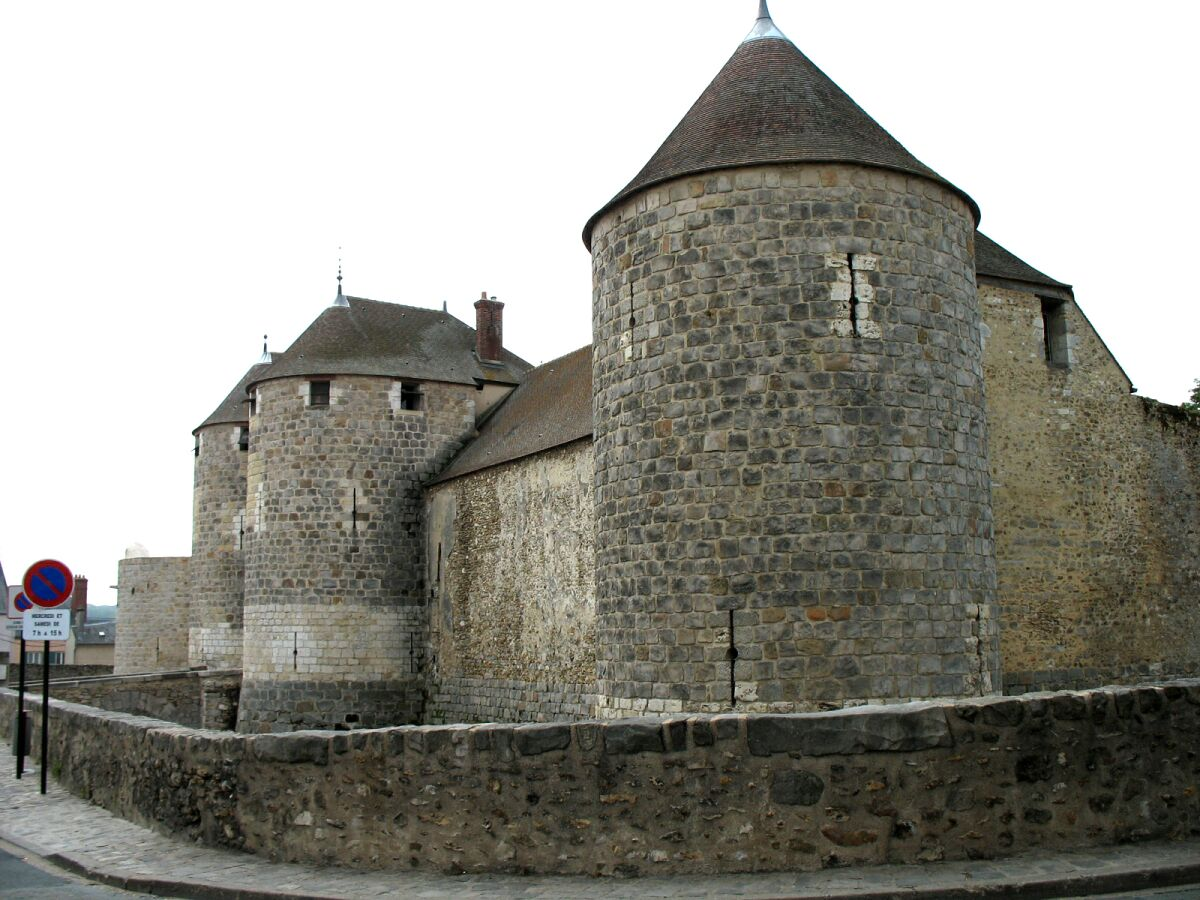
O Château de Dourdan hoje
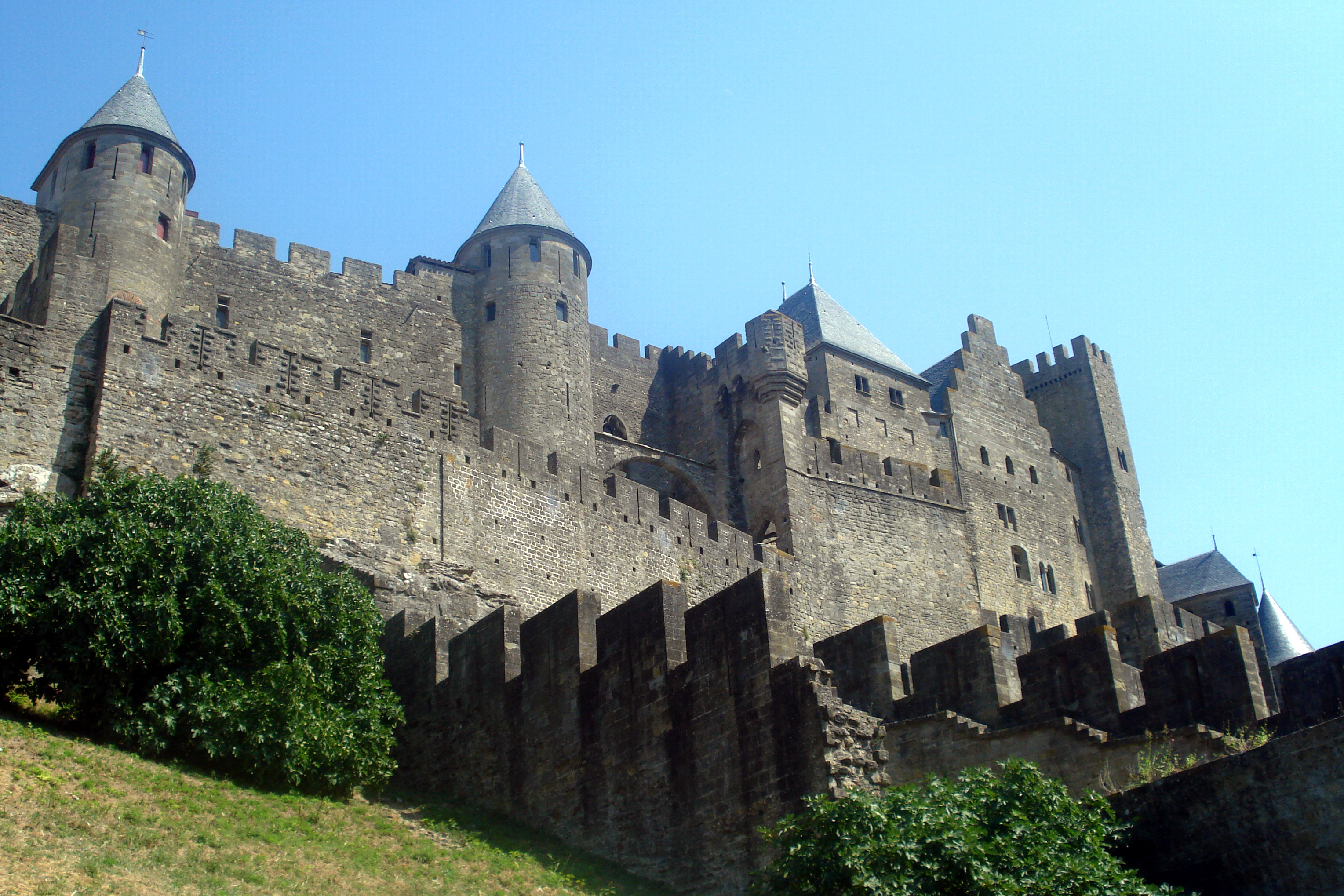
Muros externos restaurados da Cité de Carcassonne medieval (séculos XIII e XIV)
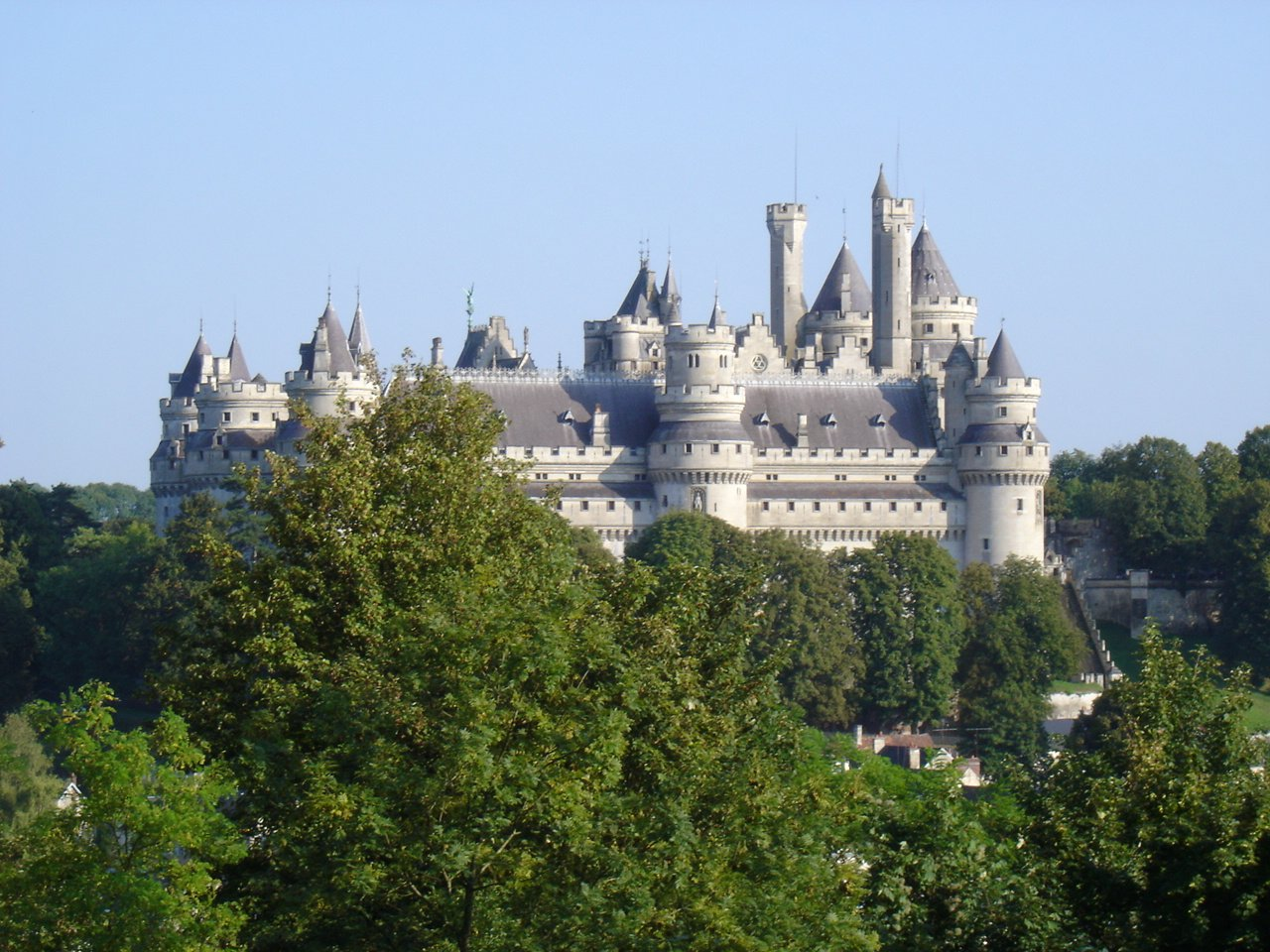
Château de Pierrefonds, conclusão do século XIX de um castelo medieval inacabado de Eugène Viollet-le-Duc

No século XIII, o projeto do chateau fort, ou castelo, foi modificado, com base nos castelos bizantinos e muçulmanos que os cavaleiros franceses haviam visto durante as Cruzadas. O novo tipo de fortificação foi chamado de Phillipienne (filipino), em homenagem a Philippe Auguste, que havia participado das Cruzadas. As novas fortificações eram mais geométricas, geralmente quadradas, com um donjon ou torre de menagem alta, no centro, que podia ser defendida mesmo se as paredes do castelo fossem capturadas. O donjon do Château de Vincennes, iniciado por Filipe VI da França, é um exemplo. Ele tem 52 metros de altura e é a torre militar mais alta da Europa.
No castelo filipino, outras torres, geralmente redondas, eram colocadas nos cantos e ao longo das paredes, próximas o suficiente para se apoiarem umas às outras. As muralhas tinham dois níveis de passarelas no interior, um parapeito superior com aberturas (créneaux) de onde os soldados podiam observar ou disparar flechas contra os sitiantes abaixo, aberturas estreitas (merlons) pelas quais podiam se abrigar enquanto disparavam flechas e aberturas no piso (mâchicoulis), de onde podiam jogar pedras, óleo em chamas ou outros objetos nos sitiantes. As paredes superiores também tinham varandas salientes protegidas, échauguettes e bretèches, de onde os soldados podiam ver o que estava acontecendo nos cantos ou no chão abaixo. Além disso, as torres e as paredes eram perfuradas com fendas verticais estreitas, chamadas meurtrières, por onde os arqueiros podiam disparar flechas. Em castelos posteriores, as fendas assumiram a forma de cruzes, para que os arqueiros pudessem disparar arbalètes, ou bestas, em diferentes direções.
Os castelos eram cercados por fossos profundos, atravessados por uma única ponte levadiça. A entrada também era protegida por um pórtico, que podia ser aberto e fechado. As paredes na parte inferior eram geralmente inclinadas e protegidas com barreiras de terra. Um exemplo remanescente é o Château de Dourdan, no departamento de Seine-et-Marne, perto de Nemours.
Após o fim da Guerra dos Cem Anos (1337-1453), com as melhorias na artilharia, os castelos perderam a maior parte de sua importância militar. Eles permaneceram como símbolos da posição de seus nobres ocupantes; as aberturas estreitas nas paredes eram frequentemente ampliadas para as janelas dos quartos e salões cerimoniais. A torre do Chateau de Vincennes tornou-se uma residência real.
No século XIX, partes das paredes e torres góticas da Cité de Carcassonne foram restauradas, com algumas modificações, por Eugène Viollet-le-Duc. Ele também reconstruiu o Château de Pierrefonds (1393-1407), um castelo medieval inacabado, transformando-o em uma residência neogótica para Napoleão III. Esse projeto estava incompleto quando Napoleão III foi derrubado em 1870, mas pode ser visitado hoje.

## Restauração e Neogótico

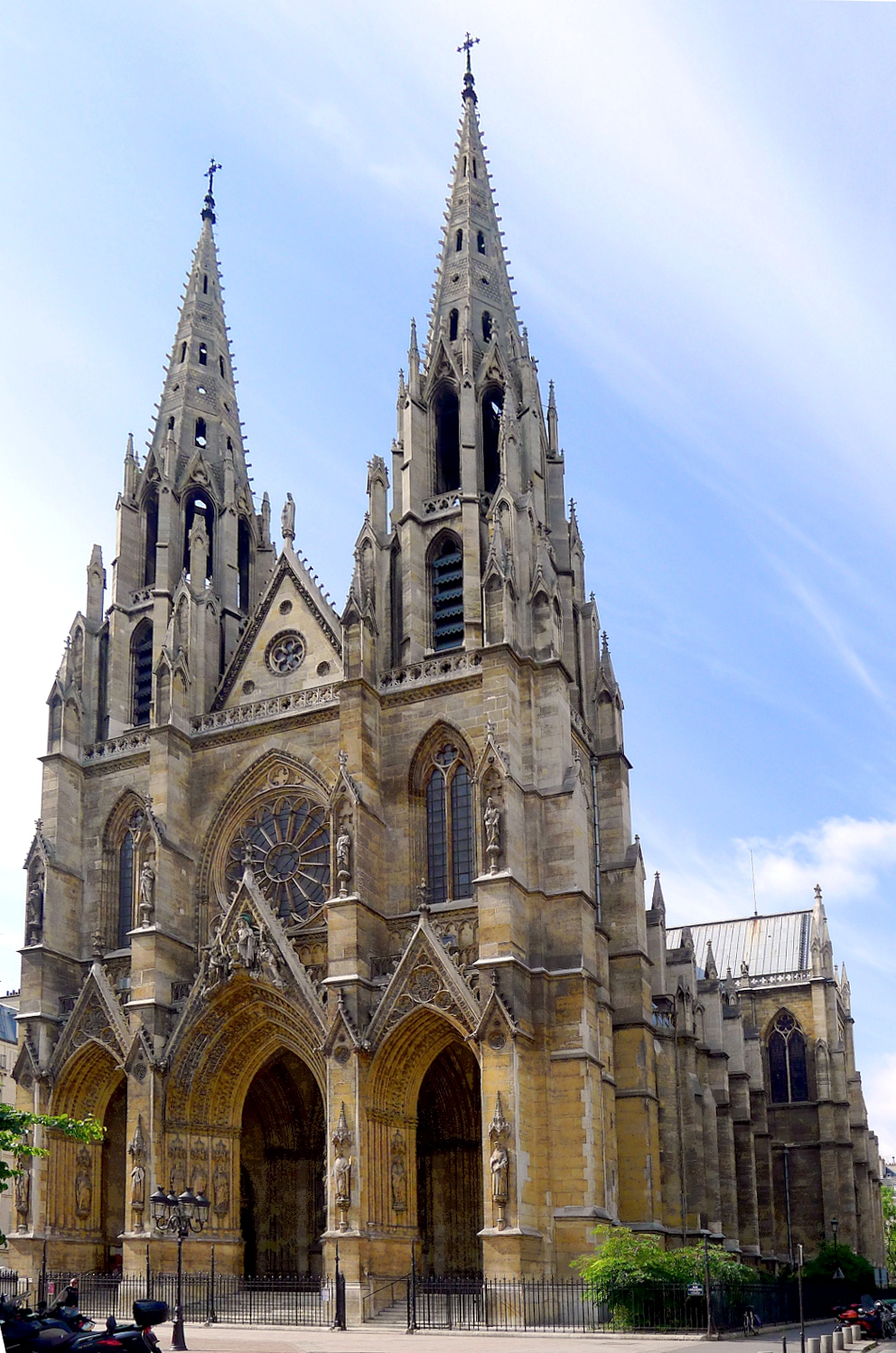
Sainte-Clotilde, Paris, por Théodore Ballu (1841-1857)
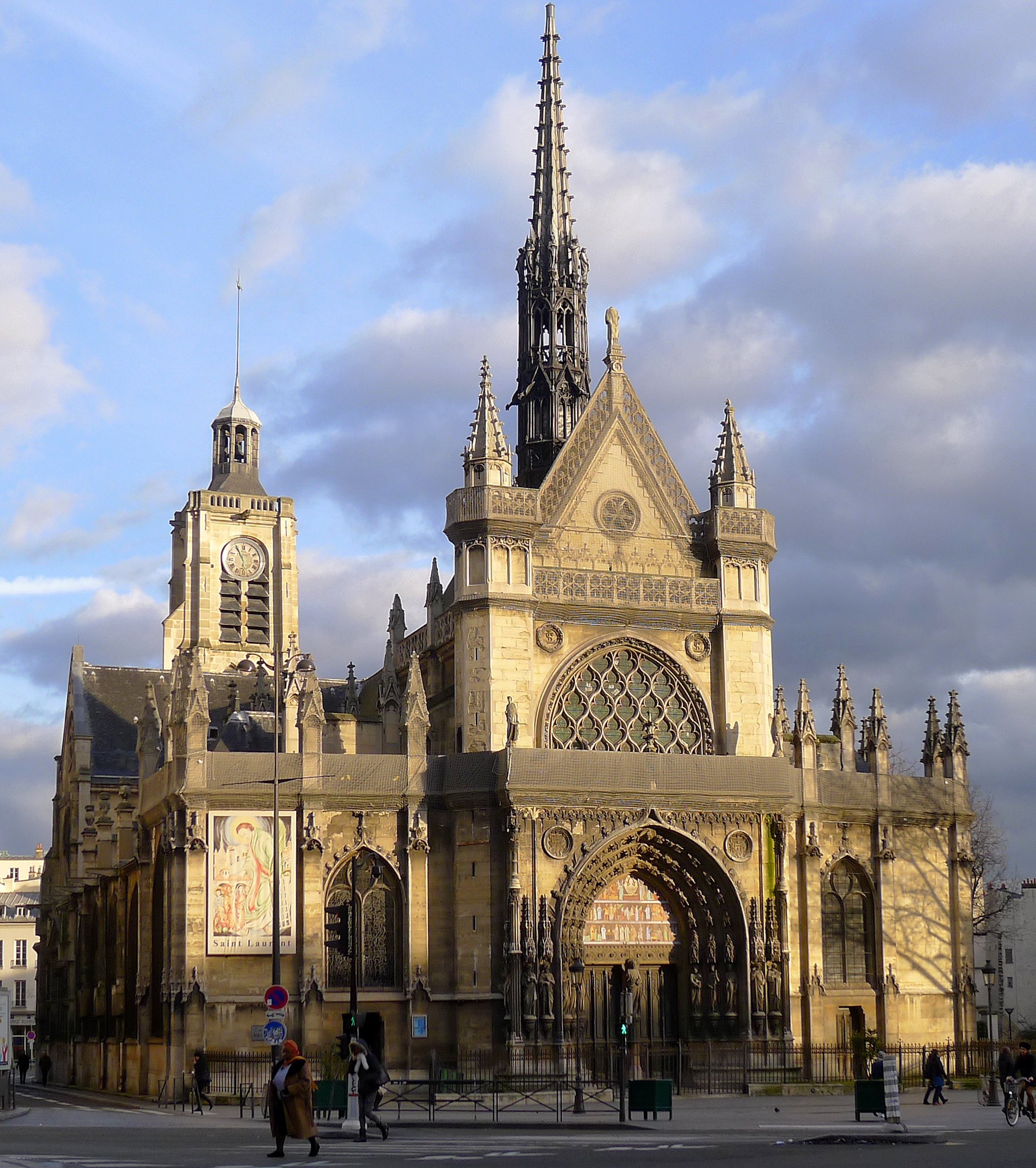
Saint-Laurent, Paris, por Simon-Claude-Constant Dufeux (1862-1865)
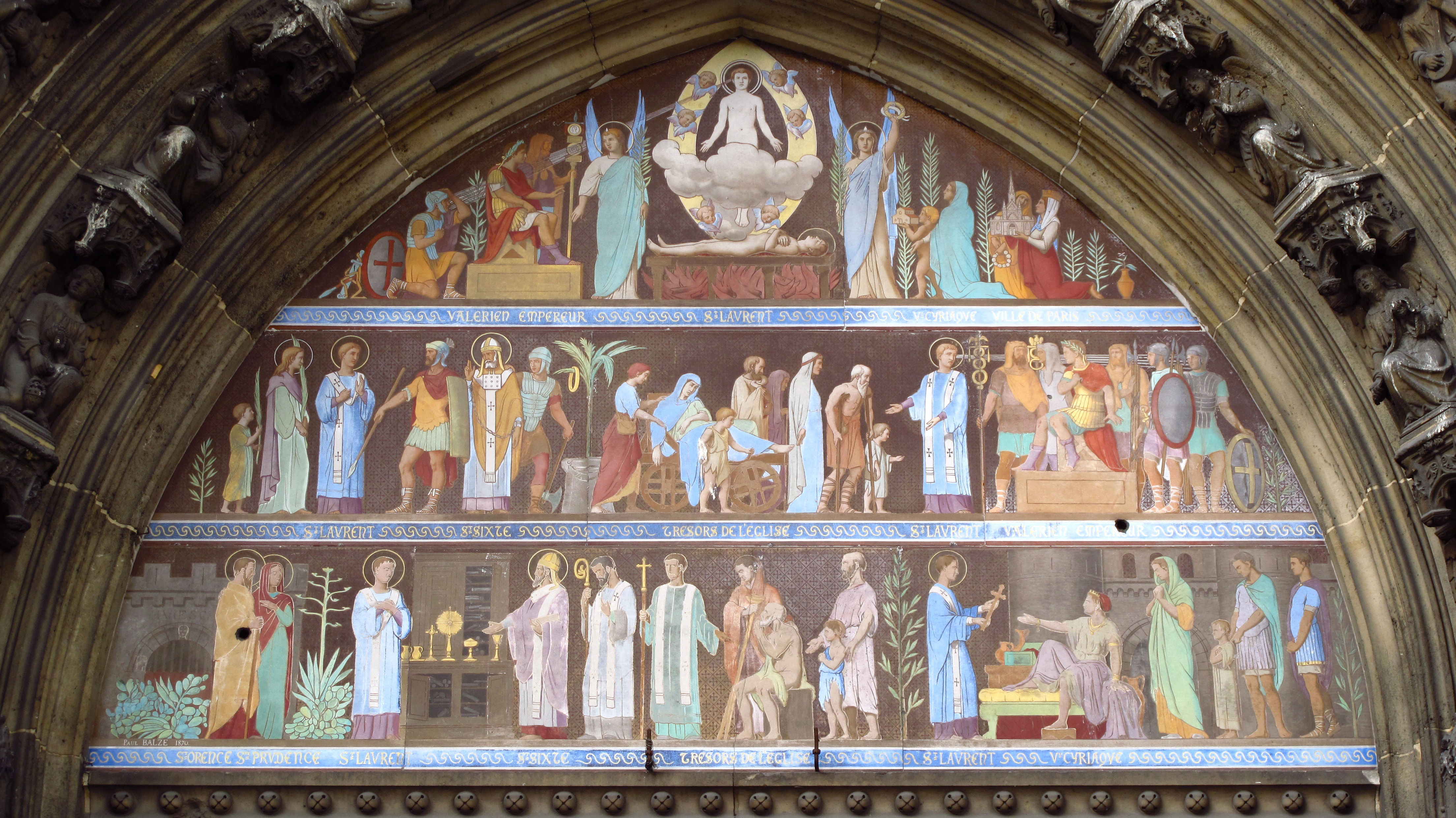
Frontão neogótico de Saint-Laurent, Paris
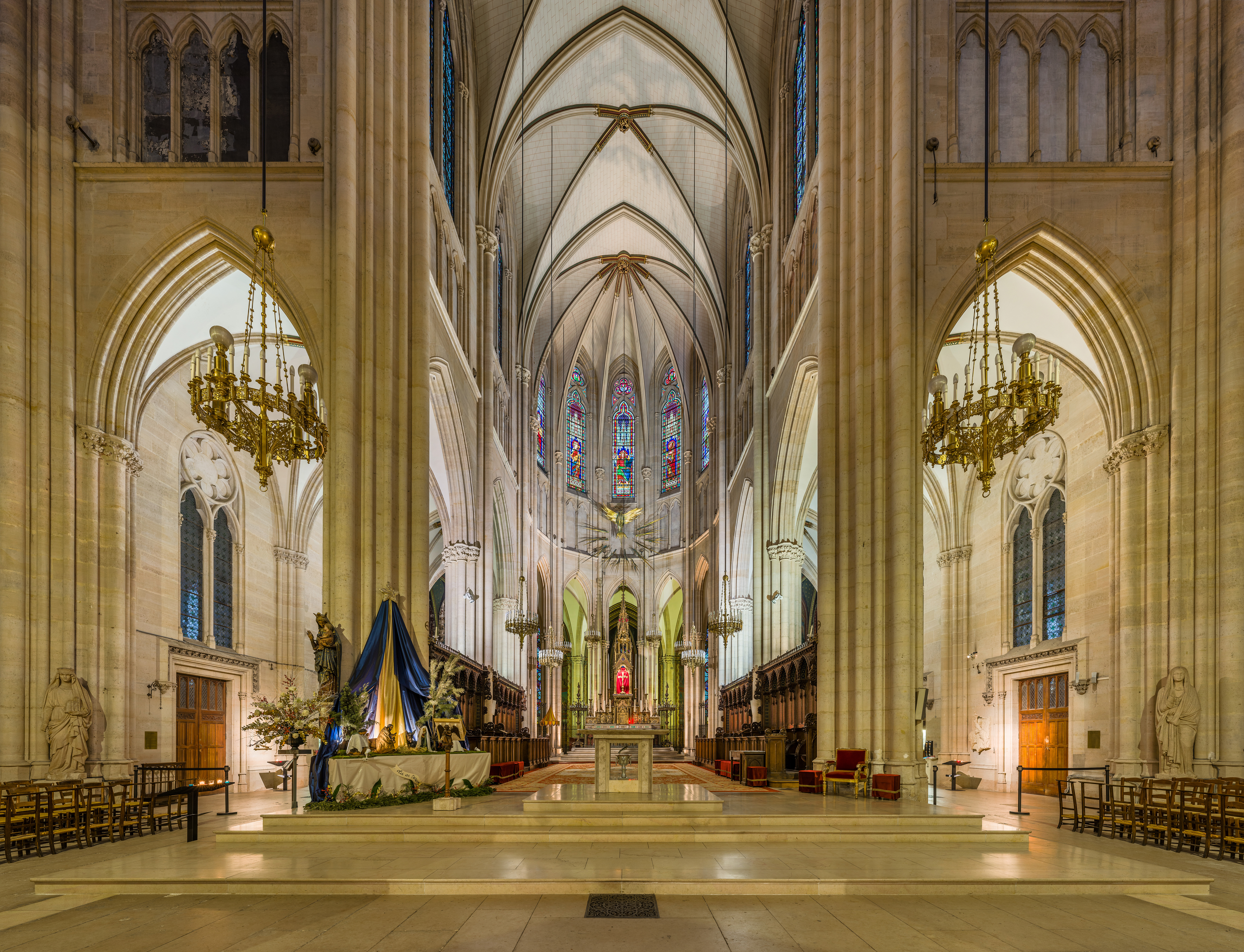
Santuário da Basílica de Saint-Laurent, Paris (1862-1865)
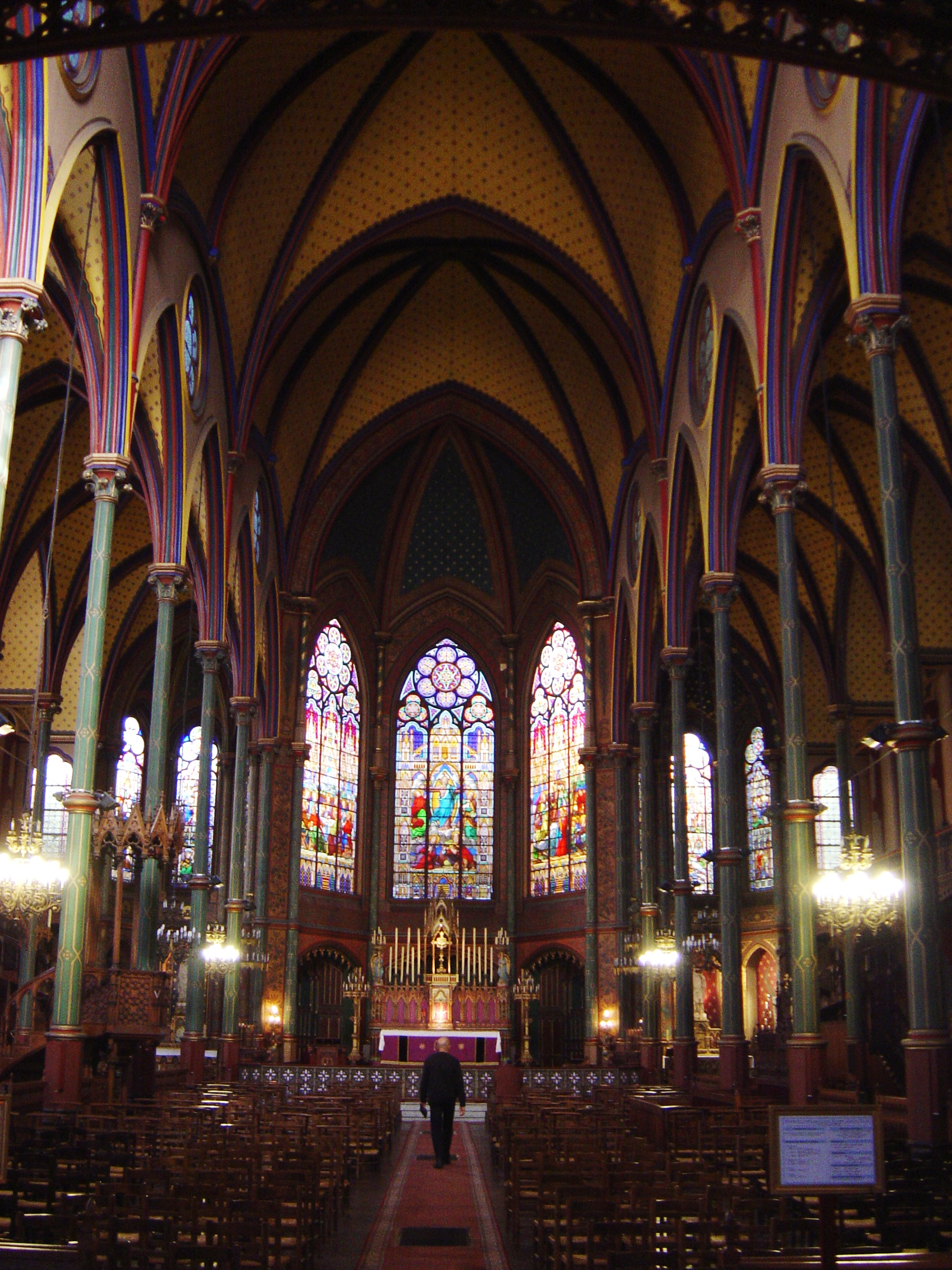
Saint-Eugene-Sainte-Cécile (1854-1855) apresentava um design gótico com uma moderna estrutura de ferro

Grande parte do patrimônio arquitetônico gótico da França, especialmente as igrejas e os mosteiros, foi danificada ou destruída durante a Revolução. Das 300 igrejas existentes em Paris no século XVI, apenas 97 ainda estavam de pé em 1800. A Basílica de St. Denis havia sido despojada de seus vitrais e túmulos monumentais, enquanto as estátuas na fachada da catedral de Notre-Dame de Paris haviam sido decapitadas e derrubadas. Em todo o país, igrejas e mosteiros foram demolidos ou transformados em celeiros, cafés, escolas ou prisões. O primeiro esforço para catalogar os monumentos restantes foi feito em 1816 por Alexandre de Laborde, que escreveu a primeira lista de "Monumentos da França". Em 1831, o interesse pela arquitetura gótica cresceu ainda mais após o sucesso popular do romance Notre-Dame de Paris, de Victor Hugo. Em 1832, Hugo escreveu um artigo para a Revue des deux Mondes, que declarava guerra contra o "massacre de pedras antigas" e os "demolidores" do passado da França. Louis Philippe declarou que a restauração de igrejas e outros monumentos seria uma prioridade de seu regime. Em outubro de 1830, o cargo de Inspetor de Monumentos Históricos foi criado pelo Ministro do Interior, François Guizot, um professor de história da Sorbonne. Em 1833, Prosper Mérimée tornou-se seu segundo inspetor e, de longe, o mais enérgico e duradouro. Ele ocupou o cargo por vinte e sete anos.
Sob o comando de Louis Philippe, a arquitetura gótica francesa foi oficialmente reconhecida como um tesouro da cultura francesa. Sob a direção de Mérimée, começaram os primeiros esforços para restaurar os principais monumentos góticos. Em 1835, a igreja de Saint Séverin, em Paris, foi uma das primeiras a passar por restauração, seguida em 1836 pela Sainte-Chapelle, que havia sido transformada em um depósito de arquivos do governo após a Revolução. A restauração de Saint-Chapelle foi liderada por Félix Duban, com Jean-Baptiste Antoine Lassus e Eugène Viollet-le-Duc. Em 1843, Lassus e Viollet-le-Duc venceram o concurso para a restauração de Notre-Dame de Paris. Durante o restante do século XIX, todas as principais catedrais góticas da França passaram por uma extensa restauração.
A arquitetura gótica francesa também experimentou um modesto renascimento, em grande parte confinado a novas igrejas. As igrejas neogóticas construídas em Paris incluíam Sainte-Clothilde, de Theodore Ballu (1841-1857), e Saint-Laurent, Paris, de Simon-Claude-Constant Dufeux (1862-1865). Jean-Baptiste Lassus tornou-se o arquiteto neogótico mais prolífico da França, construindo Saint-Nicolas de Nantes (1840), Sacré-Coeur de Moulins (1849), Saint-Pierre de Dijon (1850), Saint-Jean-Baptiste de Belleville (1853) e a Église de Cusset (1855). A Saint-Eugene-Sainte-Cécile, em Paris, de Louis-Auguste Boileau e Adrien-Louis Lasson (1854-1855), foi o exemplo mais inovador do Neogótico; ela combinava um design gótico tradicional com uma moderna estrutura de ferro. Júlio Verne se casou na igreja em 1857.

## Características

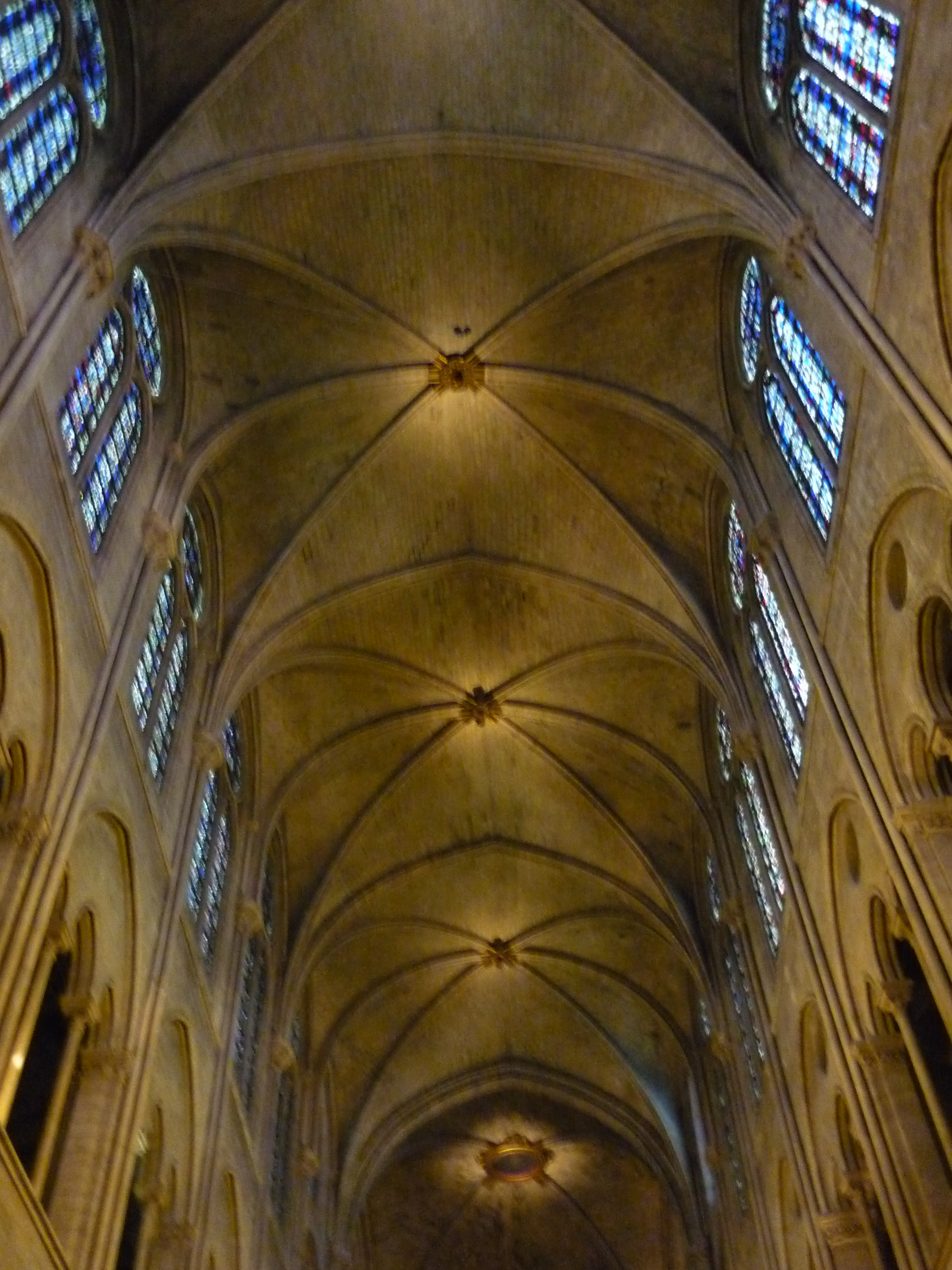
Abóbadas em cruzaria em seis partes do teto da Catedral de Notre-Dame
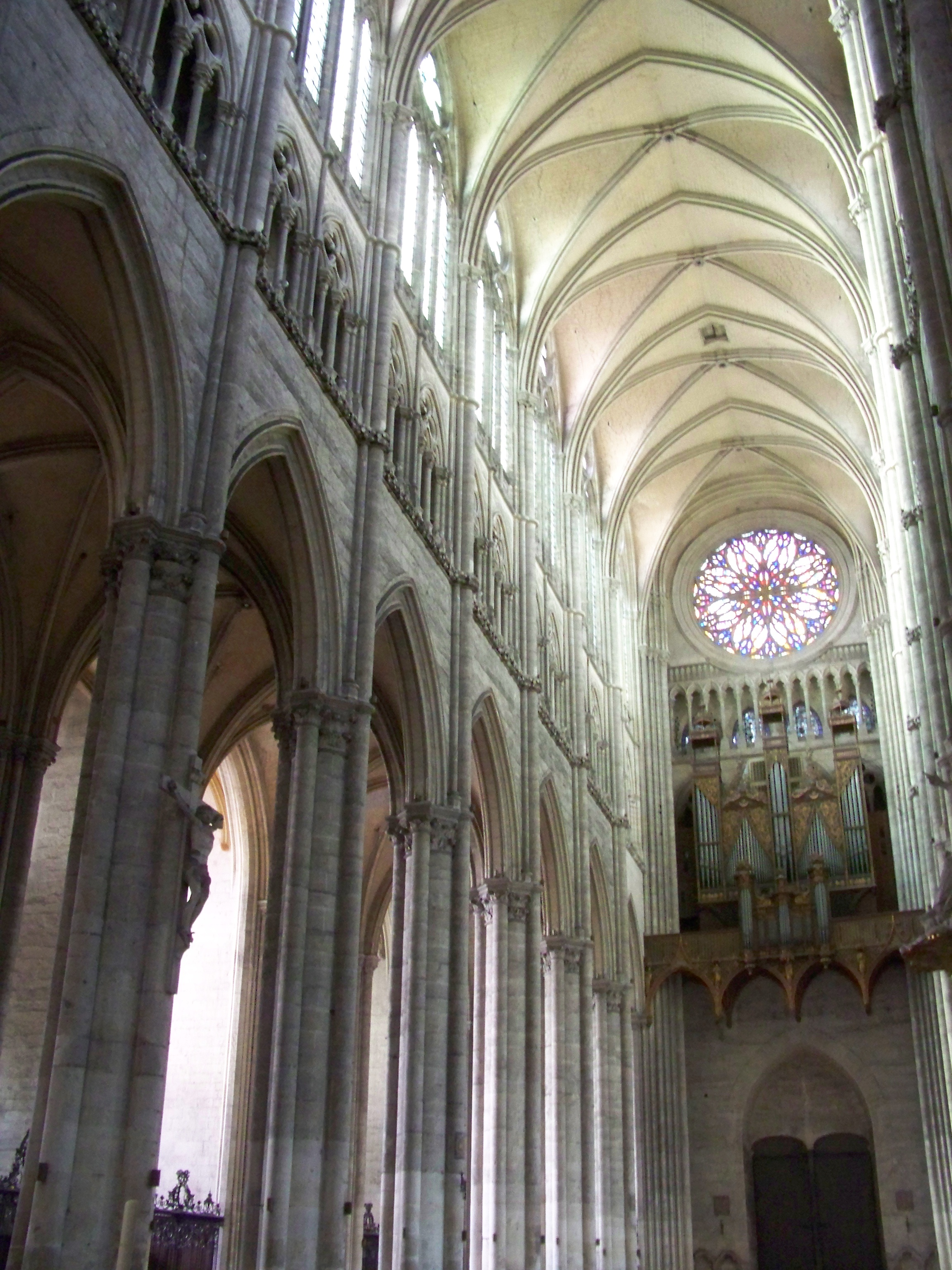
Abóbadas em cruzaria em quatro partes na Catedral de Amiens permitiu maior altura e janelas maiores
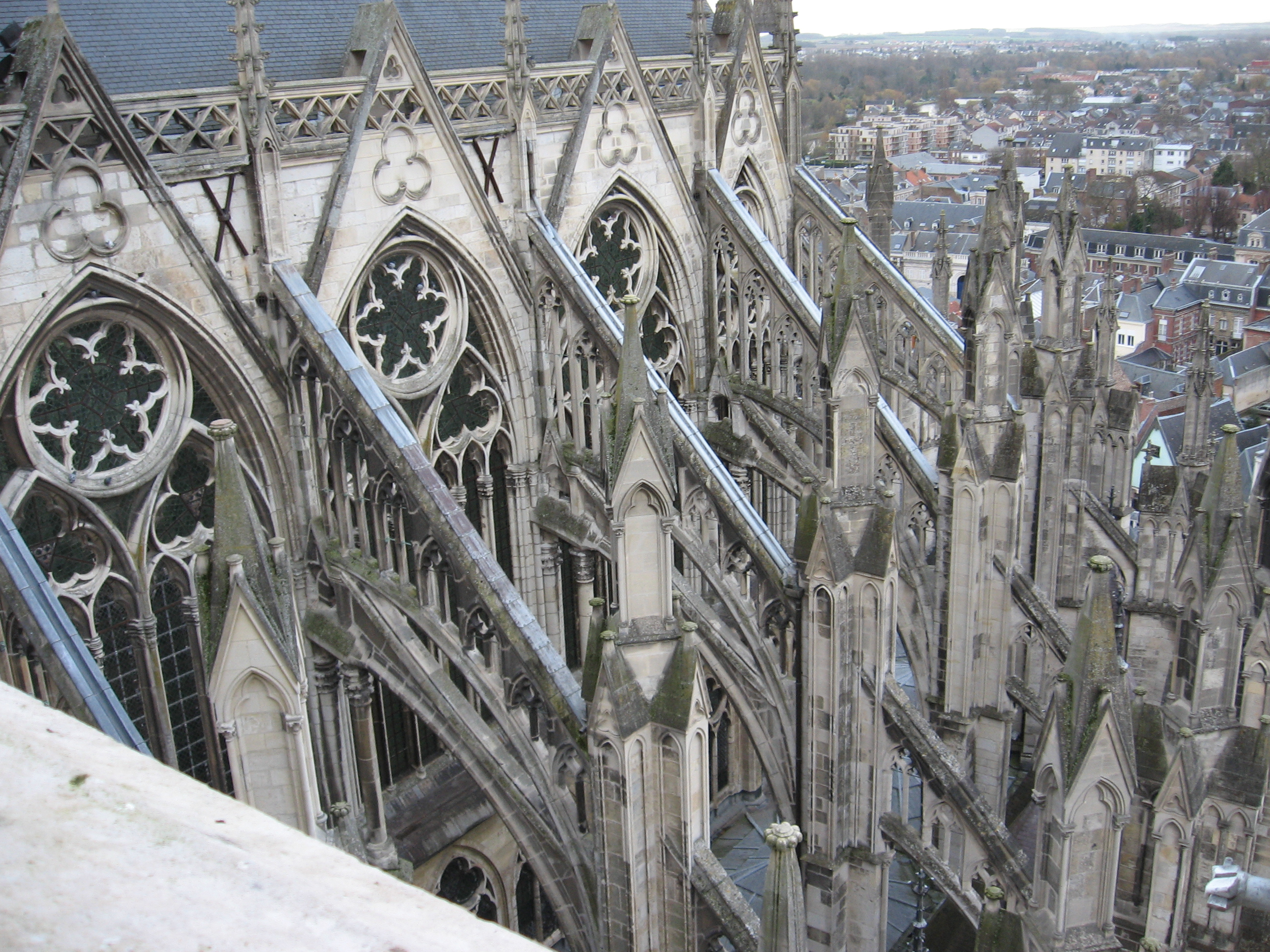
Arcobotantes da Catedral de Amiens. Os pináculos no topo dos contrafortes acrescentavam decoração e peso adicional para fortalecer o edifício
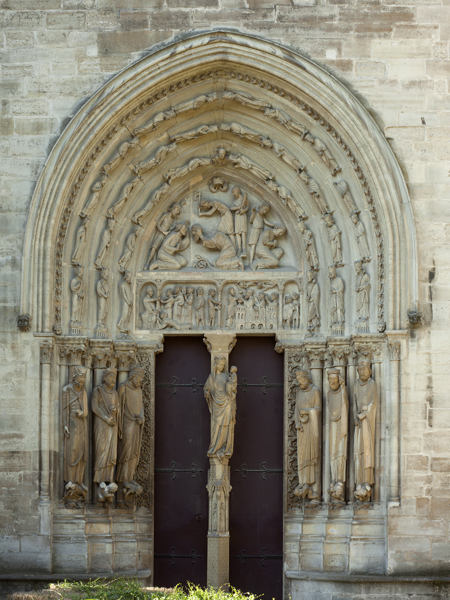
Portal norte da Basílica de St. Denis, com tímpano antigo e colunas feitas de figuras alongadas
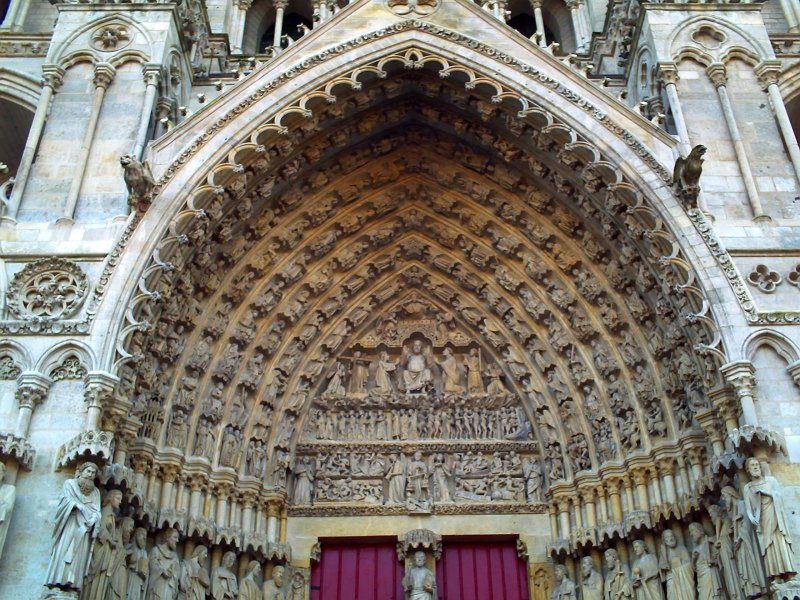
Tímpano do Dia do Julgamento na Catedral de Amiens
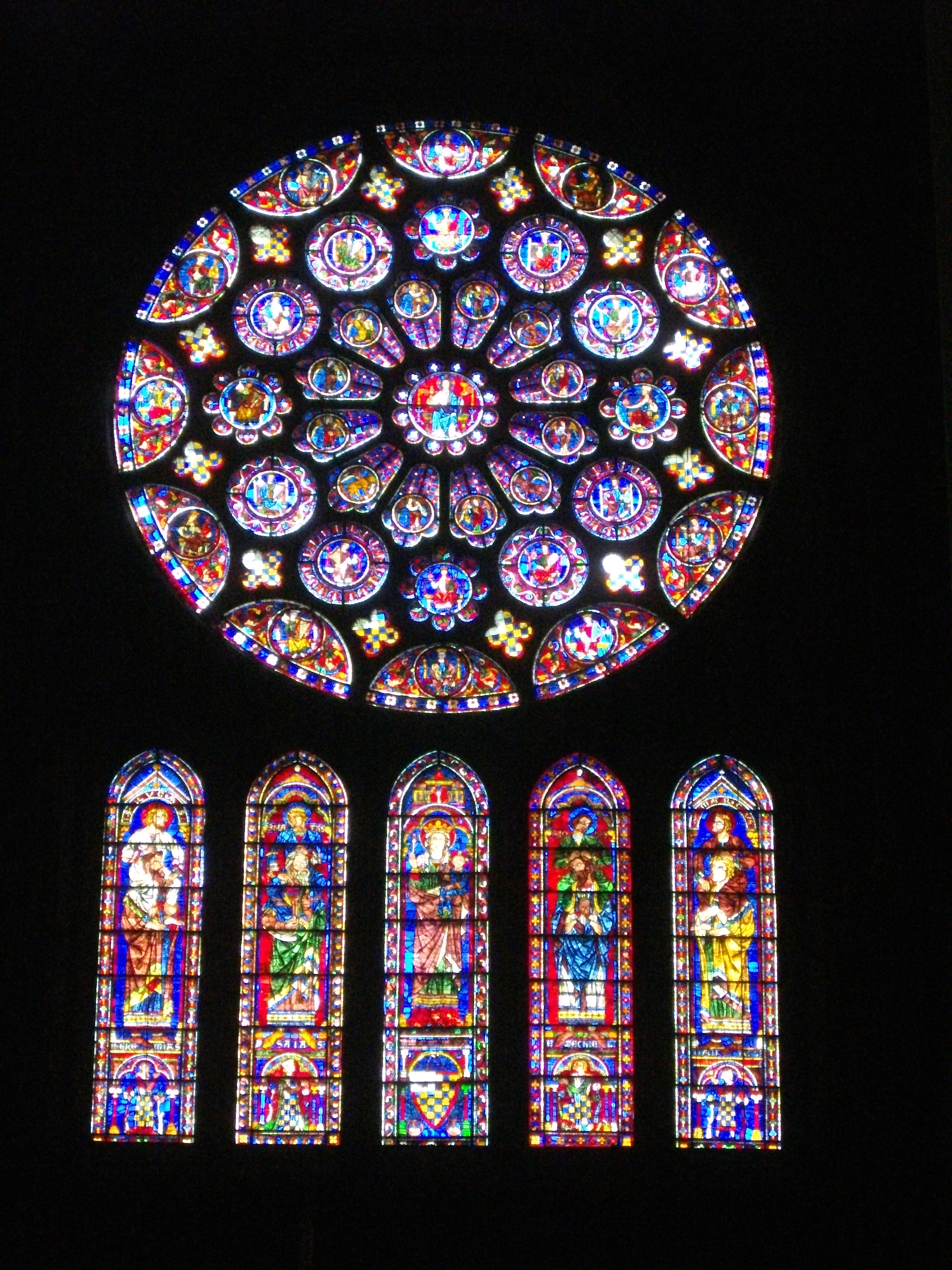
Rosácea na Catedral de Chartres

### A abóbada em cruzaria
O estilo gótico surgiu do uso inovador de tecnologias existentes, especialmente o arco quebrado e a abóbada em cruzaria. A abóbada em cruzaria era conhecida no período românico anterior, mas não foi usada de forma ampla ou eficaz até o período gótico. As nervuras cruzadas da abóbada levavam o peso para fora e para baixo, para grupos de pilares e colunas de suporte. As abóbadas em cruzaria mais antigas, usadas na Catedral de Sens e na Catedral de Notre-Dame, tinham seis compartimentos delimitados por nervuras e pelo arco cruzado, que transferia o peso para colunas e pilares alternados. Uma inovação surgiu durante o Alto Gótico: a abóbada em cruzaria em quatro partes, que foi usada na Catedral de Chartres, na Catedral de Amiens e na Catedral de Reims. As nervuras dessa abóbada distribuíam o peso de forma mais igualitária para os quatro pilares de suporte abaixo e estabeleciam uma conexão mais próxima entre a nave e as partes inferiores das paredes da igreja, e entre as arcadas abaixo e as janelas acima. Isso permitiu uma altura maior e paredes mais finas e contribuiu para a forte impressão de verticalidade dada pelas catedrais mais recentes.

### Arcobotante
O segundo grande avanço do estilo gótico foi o arcobotante, que foi usado pela primeira vez na Catedral de Notre-Dame. Isso transferiu a pressão do peso do telhado para fora das paredes, onde era contrabalançada pelo peso do arcobotante. Pesados pináculos de pedra foram adicionados ao topo dos arcobotantes, para equilibrar com precisão a pressão vinda das paredes internas. O arcobotante permitiu uma redução significativa na espessura das paredes da catedral e permitiu o uso de janelas maiores no interior da igreja. Em igrejas como a Sainte-Chapelle, devido aos arcobotantes, as paredes eram quase inteiramente compostas por vitrais.
O desenvolvimento das abóbadas em cruzaria e dos arcobotantes trouxe mudanças graduais na estrutura interna das catedrais. As catedrais góticas iniciais tinham as paredes da nave construídas em quatro níveis: uma galeria com colunas no nível do solo; em seguida, a tribuna, uma galeria com janelas; depois o trifório, uma fileira de janelas menores; e finalmente as janelas altas, logo abaixo das abóbadas. Durante o período do Alto Gótico, com o desenvolvimento da abóbada nervurada de quatro partes e do arcobotante, o tribuno foi eliminado em Chartres e em outras novas catedrais, permitindo janelas e arcadas mais altas. No século XV, na Catedral de Rouen, o trifório também desapareceu, e as paredes entre as travessias foram preenchidas com janelas altas.

### O portal e o tímpano
Outra característica inovadora da catedral gótica francesa foi o design do portal ou entrada, que, por longa tradição cristã, estava voltado para o oeste. A Basílica de St. Denis tinha um portal triplo, decorado com colunas na forma de estátuas de apóstolos e santos ao redor das portas, e cenas bíblicas repletas de estátuas sobre as portas. Esse portal triplo foi adotado por todas as principais catedrais. Um tímpano sobre o portal, repleto de figuras esculturais ilustrando uma história bíblica, tornou-se uma característica das catedrais góticas. Seguindo o exemplo de Amiens, o tímpano sobre o portal central tradicionalmente retratava o Juízo Final, o portal direito mostrava a coroação da Virgem Maria e o portal esquerdo mostrava a vida dos santos que eram importantes na diocese.

### Vitrais e a rosácea
Os grandes vitrais e as rosáceas eram outra característica marcante do estilo gótico. Algumas janelas góticas, como as de Chartres, foram cortadas diretamente nas paredes de pedra. Outras janelas, como as das capelas de Notre-Dame e Reims, estavam em molduras de pedra instaladas nas paredes. A forma mais comum era um óculo, uma pequena janela redonda com duas lancetas, ou janelas com arcos pontiagudos, logo abaixo dela. A rosácea era o tipo mais famoso do estilo gótico. Elas eram colocadas nos transeptos e nos portais para iluminar a nave. As maiores rosáceas tinham dez metros de diâmetro. Elas possuiam uma estrutura de armaduras de pedra, geralmente em um padrão floral ornamentado, para ajudá-las a resistir ao vento. As janelas góticas ficavam em uma moldura de pedra separada da parede, não cortada na parede.
As primeiras janelas eram feitas de pedaços de vidro colorido, retocados com pintura grisaille e mantidos no lugar por pedaços de chumbo que delineavam as figuras. À medida que as janelas ficavam maiores, eram usadas cores mais intensas. Depois de 1260, as cores ficaram mais claras, e a combinação de grisaille e tons claros de amarelo tornou-se mais comum. A Catedral de Chartres e a Catedral de Le Mans têm algumas das mais imponentes janelas originais que sobreviveram.

## Escultura e simbolismo - o "livro para os pobres"

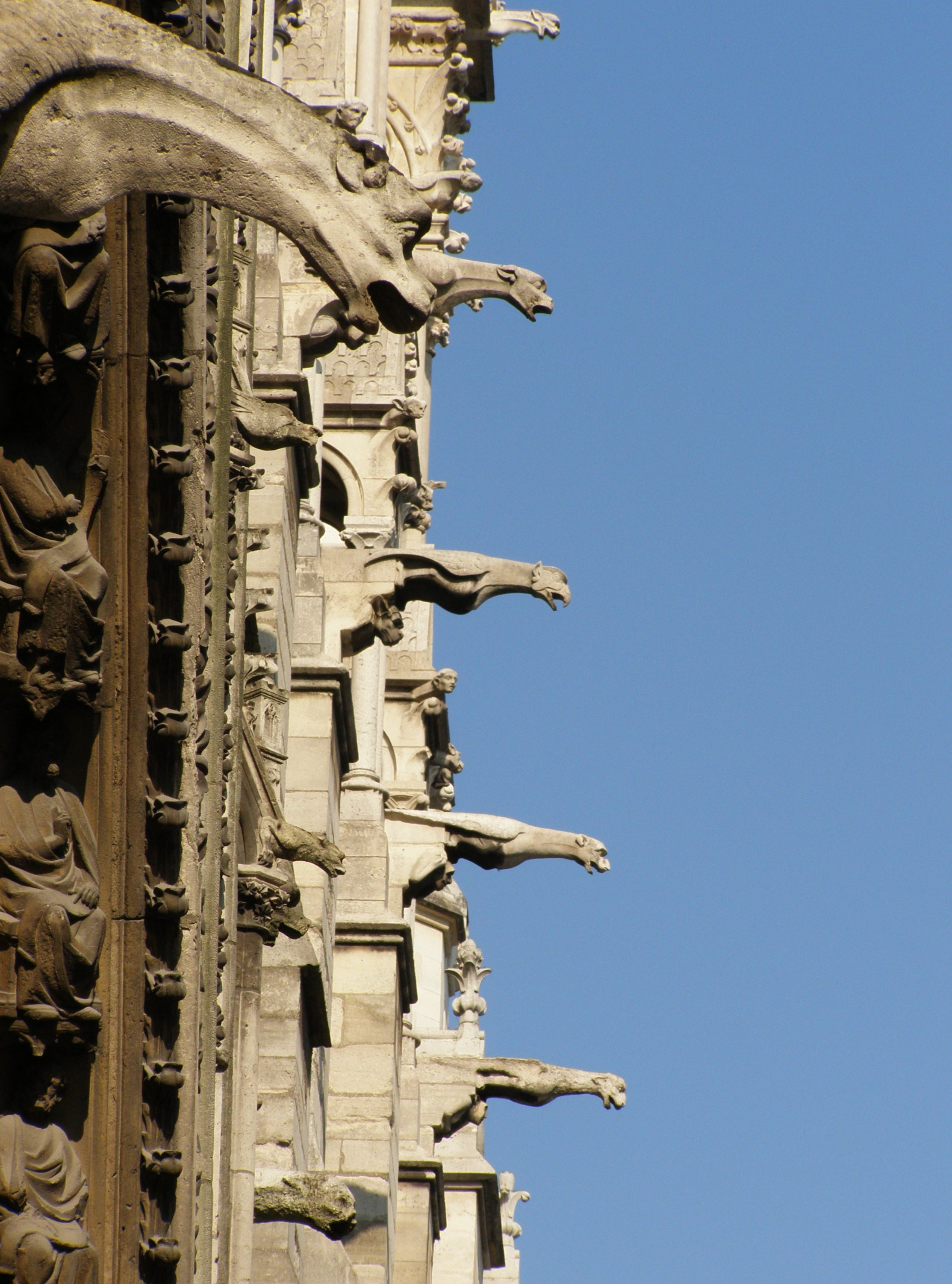
Gárgulas na fachada da Notre-Dame de Paris
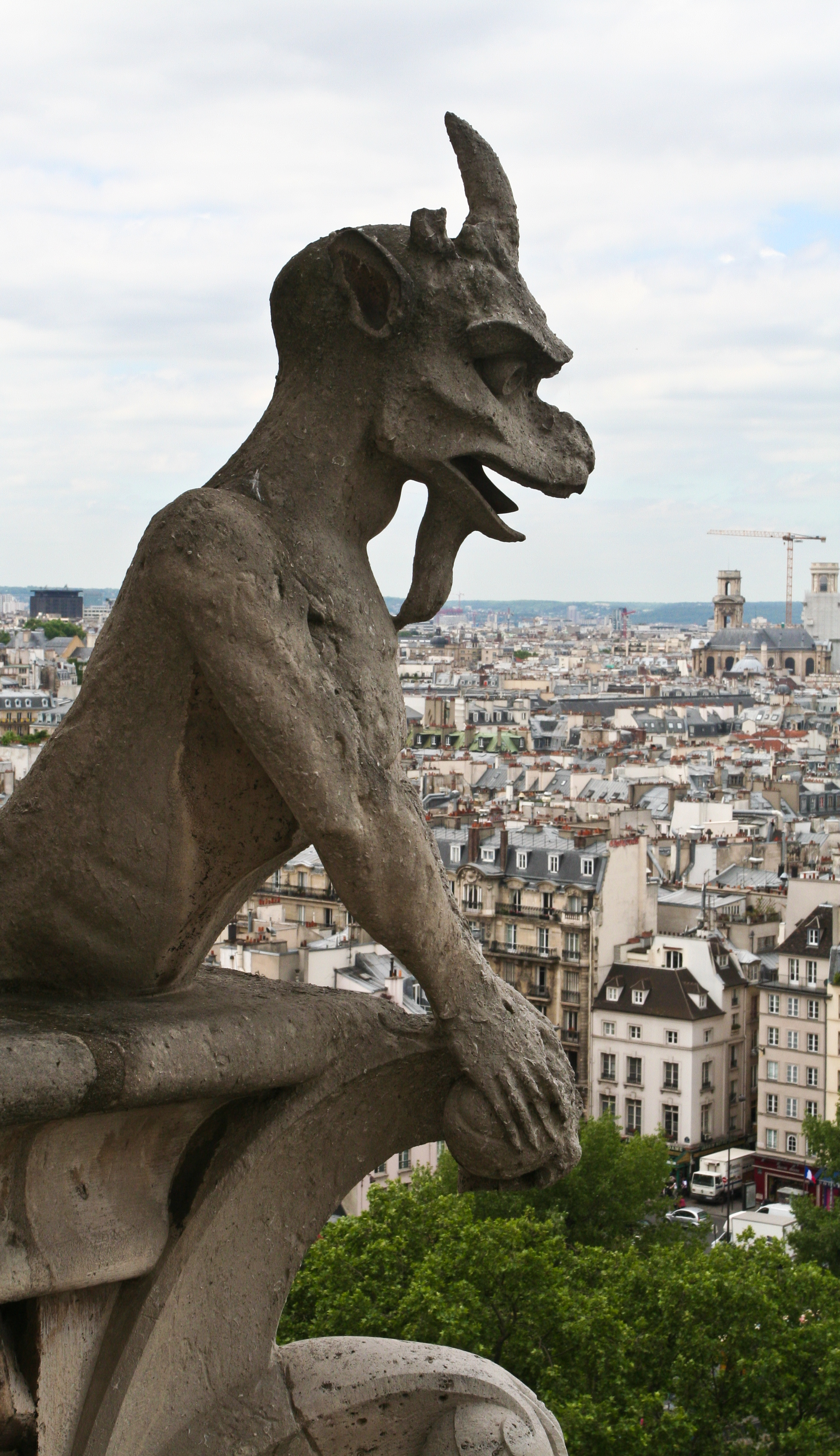
Quimera no telhado da Notre-Dame de Paris
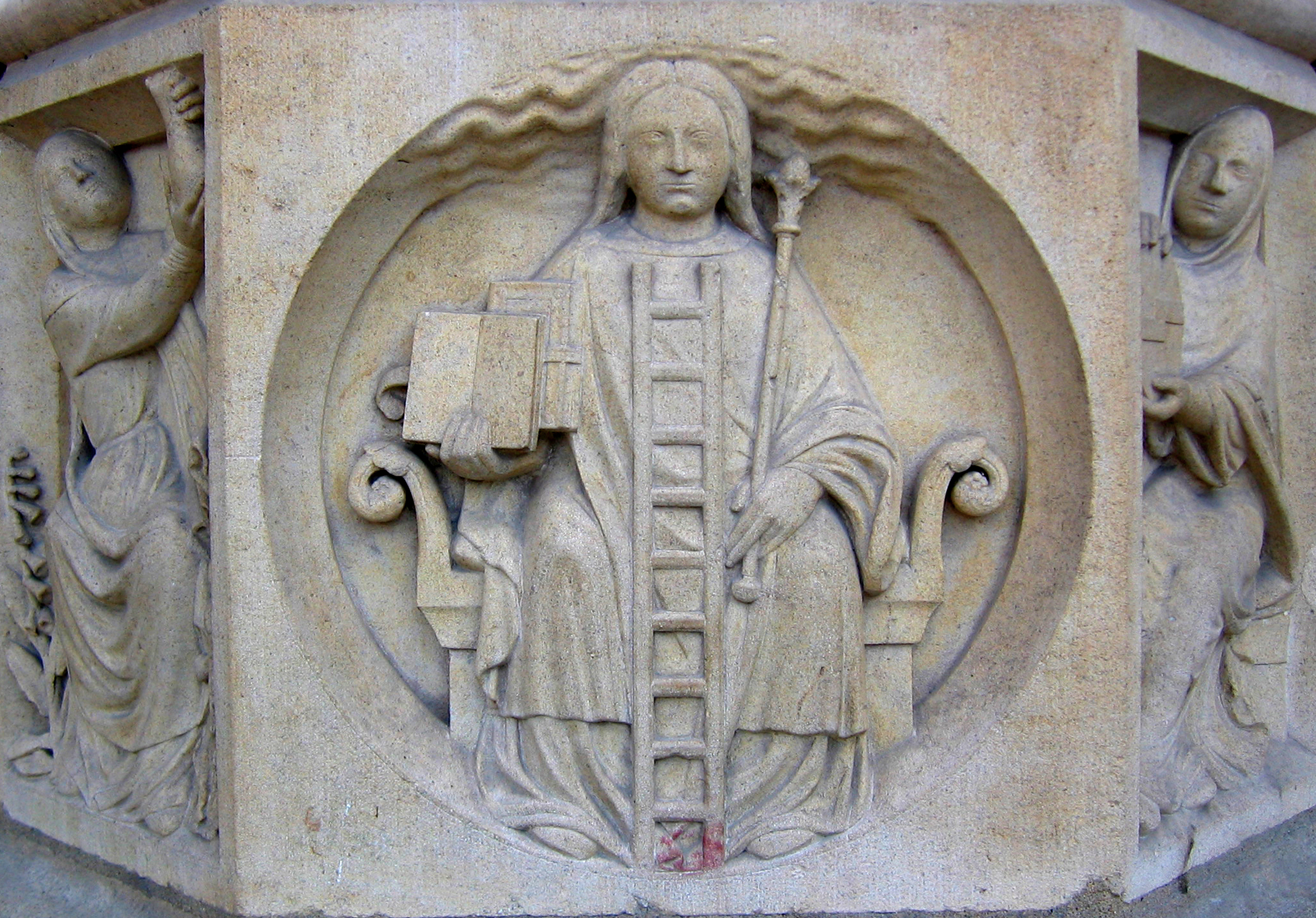
Alegoria da alquimia, portal central, Notre-Dame de Paris
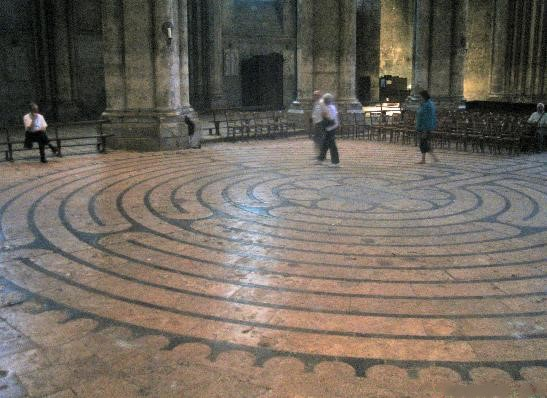
Labirinto da Catedral de Chartres

A catedral gótica era um liber pauperum, literalmente um "livro para os pobres", coberto com esculturas que ilustravam histórias bíblicas, para a grande maioria dos paroquianos que eram analfabetos. Em grande parte, elas ilustravam histórias da Bíblia, mas também incluíam histórias e figuras da mitologia e símbolos mais complicados retirados de ensinamentos filosóficos e científicos medievais, como a alquimia.
Os exteriores das catedrais e de outras igrejas góticas eram decorados com esculturas de uma variedade de monstros fabulosos, grotescos e assustadores. Entre eles estavam a gárgula, a quimera, o dragão, a tarasca e outros, em grande parte retirados de lendas e mitologias. Eles faziam parte da mensagem visual para os fiéis analfabetos, símbolos do mal e do perigo que ameaçavam aqueles que não seguiam os ensinamentos da igreja.
A gárgula também tinha uma finalidade mais prática. Elas eram as calhas de chuva da catedral; a água da chuva escorria do telhado para calhas de chumbo e depois descia por canais nos contrafortes até as bocas das gárgulas. Quanto mais longa a gárgula, mais longe a água era projetada das paredes, protegendo as paredes e as janelas contra danos causados pela água. Vários números foram usados para distribuir a água da forma mais ampla possível.
Em meio a todas as figuras religiosas, parte da decoração escultural foi dedicada a ilustrar a ciência e a filosofia medievais. O pórtico da Catedral de Notre-Dame em Paris e da Catedral de Amiens são decorados com pequenas figuras esculpidas semelhantes segurando placas circulares com símbolos de transformação retirados da alquimia. O pilar central da porta central de Notre-Dame apresenta uma estátua de uma mulher em um trono segurando um cetro na mão esquerda e, na mão direita, dois livros, um aberto (símbolo do conhecimento público) e outro fechado (conhecimento esotérico), juntamente com uma escada com sete degraus, simbolizando os sete degraus que os alquimistas seguiam em sua busca científica de tentar transformar metal comum em ouro.
Outra característica comum das catedrais góticas era o desenho de um labirinto, geralmente encontrado em pedra no chão em uma parte central da catedral. Inspirado no labirinto da lenda grega, construído pelo rei Minos como o lar do Minotauro, nas catedrais eles eram conhecidos como o "Caminho de Jerusalém" e simbolizavam o caminho difícil e muitas vezes tortuoso que um cristão às vezes tinha de seguir na vida para chegar aos portões do Paraíso e da salvação. Grandes labirintos foram originalmente encontrados na Catedral de Auxerre, na Catedral de Sens, na Catedral de Reims e na Catedral de Arras, mas foram removidos durante várias reformas no século XVIII. Os melhores exemplos que sobreviveram estão na Catedral de Chartres, em sua forma original, e na Catedral de Amiens, que foi reconstruída em 1894.
A escultura do portal da Borgonha integra elementos literários clássicos com seu estilo gótico do século XIII. Em Auxerre, dois exemplos de esculturas desse tipo estão na catedral de Saint-Étienne, representando Hércules, um sátiro e um fauno adormecido. O transepto norte da catedral de Chartres-Reims ilustra o conto bíblico de Davi e Bate-Seba. A "Coroação da Virgem" da Catedral de Sens reflete uma catedral semelhante em relevo na Notre Dame de Paris e foi criada em uma oficina que fez pequenas contribuições para a arquitetura gótica espanhola.

## Linha do tempo de edifícios notáveis
Devido ao longo período de construção das catedrais góticas, poucas foram construídas em um único estilo. A maioria, como a Notre-Dame, tem uma combinação de características construídas em vários períodos diferentes, bem como características construídas após a era gótica. Além disso, diferentes fontes fornecem datas variadas para os períodos. Esta lista usa principalmente os períodos indicados na enciclopédia LaRousse on-line e no Dossiê Pedagógico on-line de Arquitetura Gótica da Cité de l'Architecture et du Patrimoine, Paris.

### Gótico Inicial, de transição ou Gótico Primitivo (1130-1180)

Catedral de Sens (1135-1171)

- Catedral de Sens (1135-1171)1130: início da Catedral de Sens, a primeira catedral gótica francesa. (consagrada em 1171).[31]
- 1135: iniciada a reconstrução da Basílica de Saint-Denis em novo estilo pelo abade Suger. O ambulatório gótico foi concluído em 1144.
- 1145: início da construção da Catedral de Rouen. (consagrada em 1237).
- 1150: início da construção da Catedral de Noyon. (concluída em 1231).
- 1153: início da Catedral de Senlis (consagrada em 1191).

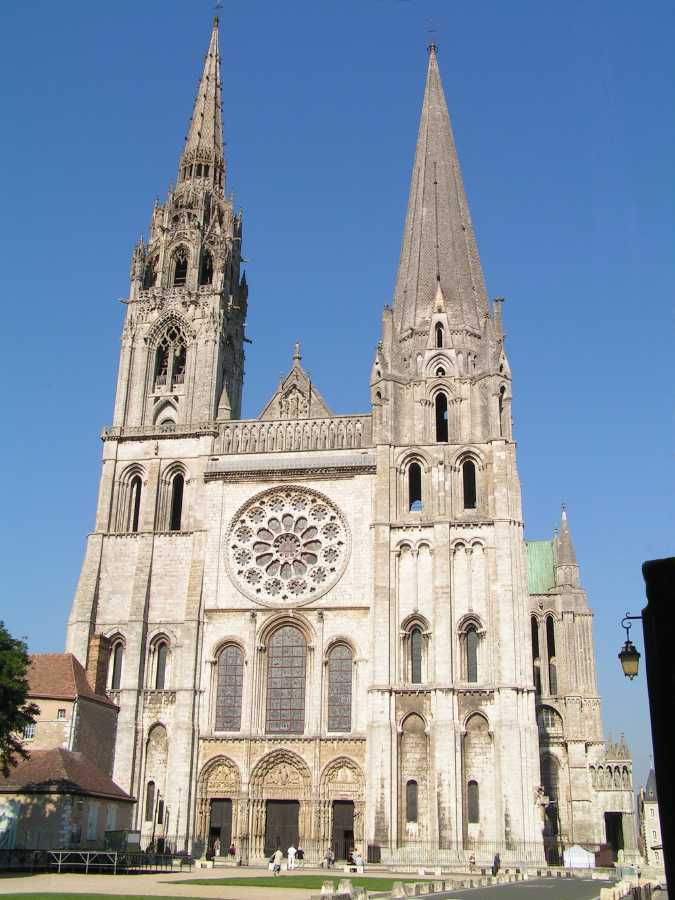
Catedral de Chartres (1194-1260)

- Catedral de Chartres (1194-1260)1155: início da construção da Catedral de Laon. Reconstruída com três travessas e concluída em 1220.
- 1150 c.: a Catedral de Angers é reconstruída do estilo Românico para o Gótico Angevino a partir de meados do século XII, concluída em 1250.[31]
- 1162: início da construção da Catedral de Poitiers (consagrada em 1379).[32]
- 1163: iniciada a Notre-Dame de Paris. O coro foi concluído em 1172, a catedral foi consagrada em 1182.
- 1170: início da construção da Catedral de Lyon (concluída no século XIV).[31]
- 1170: começa a reconstrução da Catedral de Lisieux, na Normandia, do estilo Românico para o Gótico. O trabalho continuou até o século XIII.

### Alto Gótico ou Gótico Clássico (1180-1230)

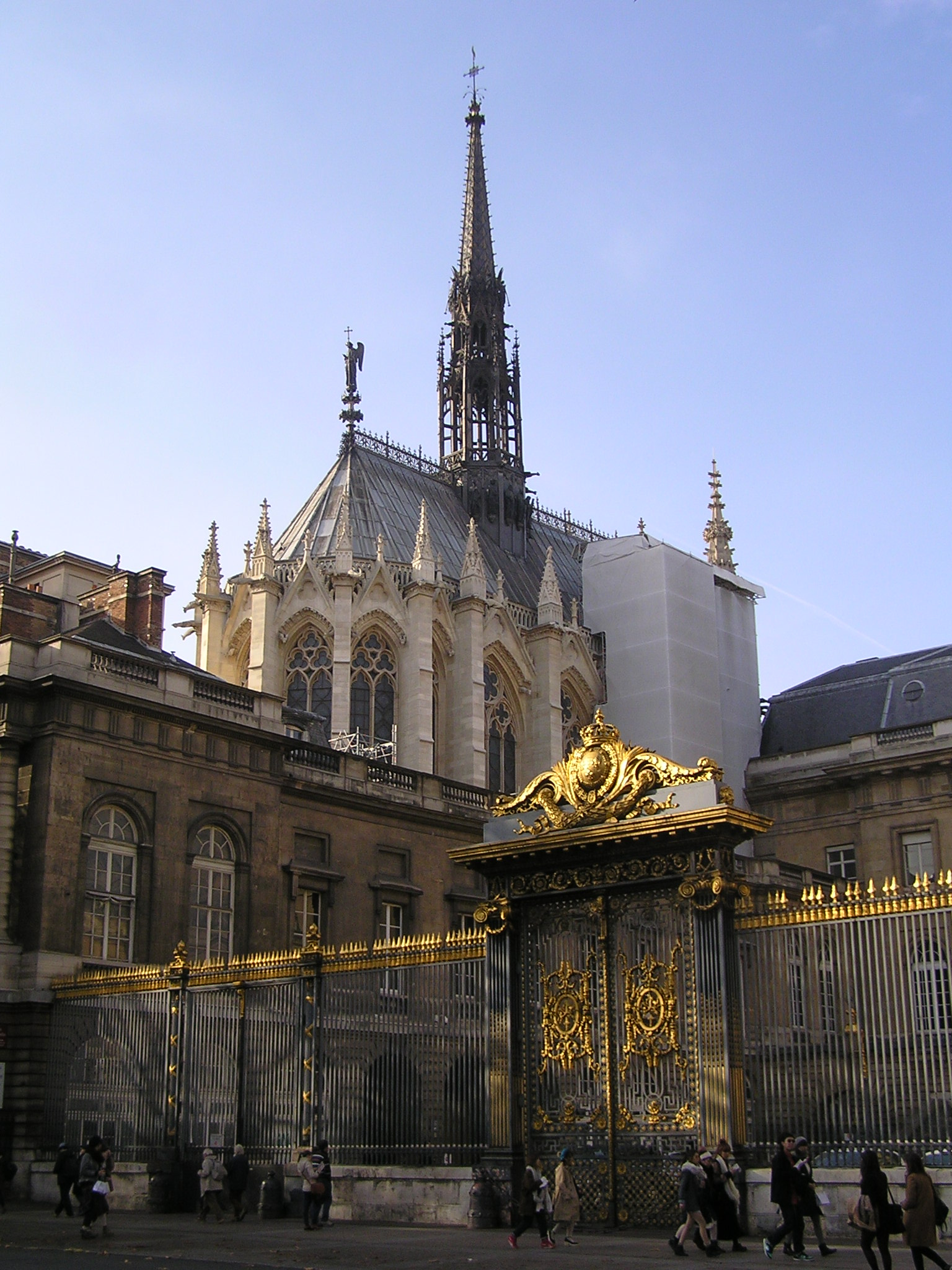
Sainte-Chapelle (1238-1248)

- Sainte-Chapelle (1238-1248)1183: início da Catedral de Bourges, a nave foi concluída em 1255; consagrada em 1324.[31]
- 1194: iniciada a Catedral de Chartres para substituir a igreja anterior destruída por um incêndio. Consagrada em 1260. A torre norte em estilo flamejante foi acrescentada depois que a torre anterior foi destruída por um raio.
- 1210: início da construção da Catedral de Coutances, Normandia. (concluída em 1274)
- 1210: começou a reconstrução da Catedral de Toul a partir do românico. A fachada em estilo flamejante foi acrescentada no século XV.

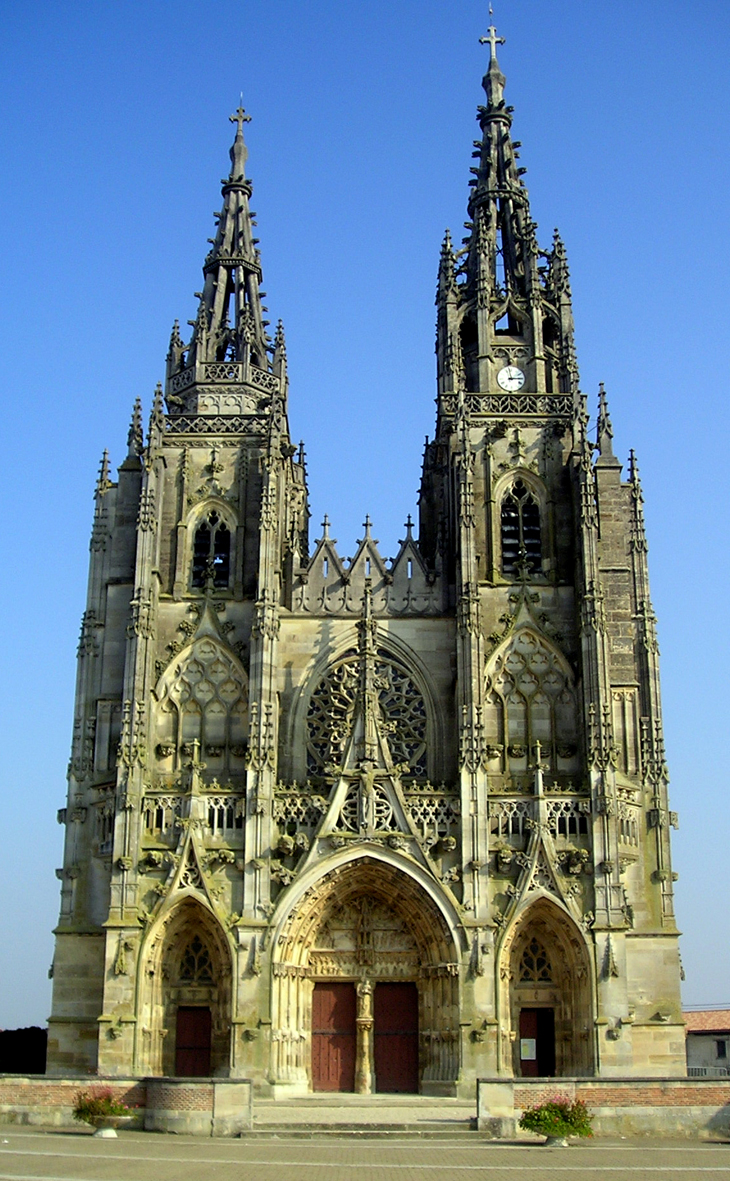
Basílica de Notre-Dame de l'Epine

- Basílica de Notre-Dame de l'Epine1211: início da construção da Catedral de Reims (concluída em 1345).
- 1217: início da construção da Catedral de Le Mans (consagrada em 1254).
- 1220: início da construção da Catedral de Amiens (concluída em 1288). A janela de rosas foi acrescentada em 1366-1341.[33]
- 1220 a 1270: Notre-Dame de Paris; acréscimo de transeptos e rosáceas, contrafortes modificados.
- 1225: iniciada a Catedral de Beauvais, mas após a queda da torre em 1272, ficou inacabada.

### Radiante (1230-1420)
- 1231: ampliação da Basílica de Saint-Denis com nova nave, transepto e rosáceas (concluída em 1264).
- 1238: início da Sainte-Chapelle na Ile de la Cité, em Paris (concluída em 1248).
- 1252: início do Palais des Papes em Avignon (grande ampliação e modificação entre 1334 e 1364).[34]
- 1284: início da Conciergerie e do Palais de la Cité na Ile de la Cité, em Paris.[35]
- 1340-1410: torre do Château de Vincennes.

### Gótico flamejante (1400-1520)
- 1405-1527: Notre-Dame de l'Épine (iniciada em 1405-1406, concluída em 1527).
- 1435-1521: igreja de Saint-Maclou, Rouen.
- A fachada oeste e as torres da Catedral de Rouen foram reconstruídas após um incêndio no século XVI.
- 1493-1510: a fachada norte, a fachada sul e o pórtico sul da igreja de Notre-Dame de Louviers.
- 1500-1508: construção do transepto sul da Catedral de Beauvais.
- 1507-13: a torre norte da Catedral de Chartres é destruída por um raio e reconstruída no estilo flamejante.